# جامعة تونغهاي
جامعة تونغهاي (بالصينية: 東海大學) هي أقدم جامعة خاصة في تايوان، تأسست عام 1955 على يد المجلس المتحد للتعليم العالي المسيحي في آسيا. تقع في منطقة شيتن، تاي شانغ، تايوان. ووفقا لمجلة تايمز للتعليم العالي في تصنيفات عام 2020، تبوأت الجامعة المرتبة الثالثة في البلاد واعتُبرت الجامعة الخاصة الأكثر تأثيرا في تايوان.
قال رئيس الجامعة الأول، بوسون تسينج، إن «الريادة ستكون شعارنا»، معربًا عن أمله في أن تصبح تونغهاي جامعة متميزة ومبتكرة. أصبحت تونغهاي أول جامعة في تايوان تقدم تعليمًا عالميًا للذكاء الاصطناعي، ومدرسة ابتكار مدعومة من خدمات أمازون ويب، وأول جامعة في وسط تايوان تنشئ مركزًا للغة الصينية. تشتهر الجامعة بتعليمها في مجالي الفنون الحرة ومناهج الذكاء الاصطناعي العالمية.
تعد كنيسة لوس التذكارية (التي صممها المهندسان المعماريان تشين تشي كوان وآي إم بي) معلمًا محليًا. يحتوي شعار الجامعة على صليب في إشارة إلى البيان الوارد في الوثائق التأسيسية بأنها «تأسست في حب يسوع»، وتشير الدوائر الثلاث المرتبطة بالثالوث المقدس وكذلك شعار «الحقيقة، الإيمان، أفعال». تشترك الجامعة في اسمها مع جامعة توكاي في اليابان. منذ ذلك الحين دخلت الجامعتان اتفاقية شراكة.

## تاريخ الجامعة
تأسست جامعة تونغهاي على هضبة دادو، غرب مدينة تاي شانغ، في عام 1955 على يد المبشرين الميثوديين. تحدث نائب الرئيس الأمريكي، ريتشارد نيكسون، في حفل وضع حجر الأساس في عام 1953. أُطلق على المدرسة اسم «تونغهاي» ومعناه «البحر الشرقي» بناءً على موقعها شرق مضيق تايوان. في عام 1950، أنشأ المجلس المتحد للتعليم العالي المسيحي في آسيا (بالإنجليزية: United Board for Christian Higher Education in Asia)‏ الجامعة في تايوان من أجل تمرير الشعلة إلى الجامعات الكنسية الثلاثة عشر في القارة الصينية.[بحاجة لمصدر]

### الجدول الزمني
- فبراير 1952، سافر ويليام ب. فين، الأمين العام للمجلس المتحد للتعليم العالي المسيحي في آسيا، إلى تايوان للتباحث مع القادة التربويين والدينيين حول شروط إنشاء الجامعة. أوصى فين بألا تكون الجامعة نسخة طبق الأصل عن أي جامعة كنسية في القارة الصينية. واقترح أن يكون جميع أعضاء هيئة التدريس والطلاب مسيحيين، ويعملون بدوام كامل ويعيشون في الحرم الجامعي.[14]

- 1953 تأسست جامعة تونغهاي في هضبة دادو، منطقة شيتون، مدينة تاي شاغ. في 11 نوفمبر، ترأس نائب الرئيس الأمريكي السابق ريتشارد نيكسون حفل وضع حجر الأساس لجامعة تونغهاي. ألقى خطابًا يرمز إلى التعاون التعليمي وتعزيز التبادلات العسكرية والاقتصادية بين تايوان والولايات المتحدة. بعد ذلك، تمت دعوة آي إم بي وتشين تشي كوان وتشانغ تشاو كانغ لتصميم وبناء الحرم الجامعي.
- 1955 تم قبول الدفعة الأولى من الطلاب الجدد، وكان بوسون تسينج أول رئيس للجامعة. في البداية، كانت هناك كليتان فقط، كلية الآداب وكلية العلوم، تضم 200 طالب. في إطار كلية الآداب، كانت هناك أقسام التاريخ وأقسام الأدب الصيني وأقسام اللغة الأجنبية وآدابها. أقيم حفل التأسيس في 2 نوفمبر، والذي أصبح ذكرى الجامعة.[14]
- 1958 إنشاء كلية الهندسة.
- 1963 الانتهاء من بناء كنيسة لوس.
- 1972 توسيع الطاقة الاستيعابية وإنشاء مدرسة ليلية.
- 1973 إنشاء مزرعة تونغهاي التجريبية.
- 1976 إنشاء كلية الأعمال (كلية الإدارة حاليا).
- 1980 إنشاء كلية الزراعة وكلية الحقوق (كلية العلوم الاجتماعية حاليا).
- 2005 بدأ بناء الحرم الجامعي الثاني.
- 2007 إنشاء كلية الفنون الجميلة والتصميم الإبداعي. تم نقل جميع أقسام كلية الإدارة إلى الحرم الجامعي الثاني.
- 2008 أول مجتمع تعليمي لتعليم الفنون الحرة في تايوان، كلية بويا، بدأ رسميًا في قبول الطلاب.
- 2009 تم إنشاء كلية القانون. 2010 تم الانتهاء من سكن الطلبة بالحرم الثاني. تم تجديد محل الألبان والسوبر ماركت والنادي النسائي.
- 2014 إنشاء برنامج إدارة الأعمال الدولية في الكلية الدولية.
- 2017 إطلاق برنامج ماجستير الفنون المسرحية والإبداعية. قامت إدارة التراث الثقافي في مدينة تايتشونغ بعمل نصب تذكاري لكنيسة لوس التذكارية وبرج الكاهن بيل.
- 2018 الانضمام إلى خدمات أمازون ويب لإنشاء أول مدرسة في الحوسبة السحابية في تايوان.[15]
- 2019 إنشاء مركز الذكاء الاصطناعي. إعلان وزارة الثقافة ترقية كنيسة لوس إلى نصب تذكاري وطني.[16] في 25 أبريل من نفس العام، أعلنت وزارة الثقافة أنه تم نتصيب كنيسة لوسي التذكارية معلما تذكاريا وطنيا، وتم تسجيل قاعة جامعة تونغهاي الميثودية مركز الفنون السابق بجامعة تونغاي كمبنيين تاريخيين.[17]

## هوية الجامعة

### اسم الجامعة
في بداية إنشاء الجامعة، تم اقتراح أسماء يوشان (بالصينية: 玉山)، وكونكورد (بالصينية: 協和)، والقديس بولس (بالصينية: 聖保羅)، وغيرها. لكن نظرًا لأن الجامعة كانت تقع على الجانب الشرقي من مضيق تايوان، فقد وقع اختيار اسم «هايدونغ» لاحقًا  اقترح السيد لينغ شونشينغ أن اسم «تونغهاي» أفضل. اسم الجامعة بالإنجليزية هو "Tunghai" واختضارها "THU".

### الطراز المعماري
وقع تصميم الحرم الجامعي الأصلي لتونغهاي وتخطيطه على يد آي إم بي وتشين تشي كوان وجانغ جاوكانغ وغيرهم. يمثل مبنى الحرم الجامعي صورة عن الهندسة المعمارية الحديثة في تايوان. في عام 2021، جرى تسجيله كأصل ثقافي ضمن المشهد الثقافي للجمهورية الصينية.
تُستخدم مواد بناء الحرم الجامعي الشرقي دون تعديل اللون الأصلي، بدءًا من البلاط الرمادي والجدران المبنية من الطابوق والجدران البيضاء والمناظر الطبيعية للحرم الجامعي بالإضافة للخرسانة ذات الوجه العادل مع غرس مجموعة متنوعة من الأشجار.

### شعار الجامعة
شعار المدرسة لجامعة دونغهاي هو «البحث عن الحقيقة والإيمان والعمل» (بالصينية: 求真、篤信、力行)، وهو مشتق من الفلسفة التربوية: الحقيقة هي الجسد والإيمان والأفعال فيه. الإيمان يأتي من النفس، والعمل لصالح المجموعة. الفرد للمجموعة والمجموهة للفرد. الثلاثة مرتبطون ببعضهم البعض ويتعلمون. (بالإنجليزية: Truth，Faith，Deeds—Truth attained through Faith expressed by Deeds)‏.

### شارة الجامعة
في شارة المدرسة، يرمز اللون الأزرق إلى الماء والمحيط، مهيبًا ونقيًا؛ تمثل الخطوط البيضاء الصعود التدريجي للضوء، وهو يرمز إلى روح بحر الصين الشرقي؛ تمثل الحلقات الثلاثة شعار الجامعة، وهي متشابكة في بعضها؛ يرمز الصليب إلى الروح النبيلة للمسيحية.

### أغنية الجامعة
مدرستي الجميلة، شرق بحر الصين الشرقي
يرتفع عباب البحار العاتية وتعصف الرياح لآلاف الأميال
تسعى للبر وترجع للرب
لنعمل بكد ونتحلى بالروح المهنية
لنثابر لتهذيب النفس
مدرستي الجميلة، مدرستي الجميلة
نور الحياة الأبدية
لنقف في وجه المصير

### عشية عيد الميلاد في الجامعة
في كل عام، يزور الآلاف من الزوار جامعة تونغاي في ليلة عيد الميلاد لحضور الحفلات الموسيقية وأسواق الكريسماس والأنشطة التي تقيمها الأقسام المختلفة، والأكثر شيوعًا، الحلقات المائة لبرج الكاهن بيل. في عام 2019، كانت هناك مجموعة متنوعة من الأنشطة الموسيقية والإبداعية، بما في ذلك خدمة عبادة منتصف الليل، وغناء الكورال في الهواء الطلق، ومهرجان موسيقى الكريسماس، وعروض النوادي الموسيقية، وحفلة عيد الميلاد المشتركة لأربعة أقسام. في عام 2020، تم إنشاء تركيب «طريق النور الحقيقي» في برج تونغهاي بيل في وينلي بوليفارد، وكان موضوعه «ليلة الكريسماس الأولى»، أي ليلة ولادة يسوع المسيح.

## الحرم الجامعي
تشتهر جامعة تونغهاي بحرمها الجامعي ومعالمها، وقد صنفتها صحيفة ديلي فيو على أنها أجمل حرم جامعي في تايوان، بناءً على التعليقات المنشورة على وسائل التواصل الاجتماعي.
يمتد حرم جامعة تونغهاي على مساحة 133,95 هكتار ويضم عدة كليات ومرافق مثل السكن الجامعي ومساكن الموظفين ومعالم مثل كنيسة لوس التذكارية وبرج القديس بيل.

### الكليات
يوجد في جامعة تونغهاي تسع كليات (كلية العلوم، كلية الآداب، كلية الإدارة، كلية العلوم الاجتماعية، كلية الهندسة، كلية الزراعة، كلية الحقوق، كلية الفنون الجميلة والتصميم الإبداعي، والكلية الدولية)، و34 قسمًا و35 برنامج ماجستير (برنامج ماجستير واحد مستقل و13 برنامج ماجستير قيد الخدمة) و14 برنامج دكتوراه.
| كلية الفنون | قسم ومعهد بحوث الأدب الصيني              | قسم اللغات الأجنبية وآدابها ومعهد البحوث            |
| كلية الفنون | قسم ومعهد أبحاث اللغة والثقافة اليابانية | قسم التاريخ ومعهد البحوث                            |
| كلية الفنون | قسم الفلسفة ومعهد البحث                  | برنامج درجة الماجستير الدولي في تدريس اللغة الصينية |

| كلية العلوم | قسم الفيزياء ومعهد البحوث                           | قسم الكيمياء ومعهد البحوث                                 |
| كلية العلوم | قسم علوم الحياة ومعهد البحوث                        | قسم الرياضيات التطبيقية ومعهد البحوث                      |
| كلية العلوم | برنامج الدكتوراه الدولي في الطب الحيوي وعلوم المواد | برنامج الدكتوراه الدولية للتنوع البيولوجي للدراسات العليا |

| كلية الهندسة | قسم ومعهد البحوث للهندسة الكيميائية وهندسة المواد | قسم وبحوث معهد الهندسة الصناعية ومعلوماتية الأعمال |
| كلية الهندسة | قسم ومعهد البحوث للعلوم والهندسة البيئية          | قسم هندسة المعلومات ومعهد البحوث                   |
| كلية الهندسة | قسم الهندسة الكهربائية ومعهد البحوث               | برنامج درجة الماجستير في الابتكار الرقمي           |

| مدرسة الإدارة | قسم إدارة الأعمال ومعهد البحوث        | قسم التجارة الدولية ومعهد البحوث                                                   |
| مدرسة الإدارة | قسم المحاسبة ومعهد البحوث             | قسم الاحصاء ومعهد البحوث                                                           |
| مدرسة الإدارة | قسم المالية ومعهد البحوث              | قسم إدارة المعلومات ومعهد البحوث                                                   |
| مدرسة الإدارة | ماجستير متقدم في إدارة الأعمال (EMBA) | برنامج درجة الماجستير في إدارة الأعمال الدولية (ماجستير في إدارة الأعمال العالمية) |

| كلية الزراعة | قسم الإنتاج الحيواني والتكنولوجيا الحيوية ومعهد البحوث | قسم علوم الغذاء ومعهد البحوث                                   |
| كلية الزراعة | قسم ومعهد البحوث لإدارة الضيافة                        | الاستجمام الرياضي وإدارة الصحة برنامج درجة البكالوريوس المستمر |
| كلية الزراعة | بكالوريوس في الصحة وعلوم التمرين لكبار السن            |                                                                |

| أكاديمية العلوم الاجتماعية | قسم الاقتصاد ومعهد البحوث                 | قسم العلوم السياسية ومعهد البحوث |
| أكاديمية العلوم الاجتماعية | قسم علم الاجتماع ومعهد البحوث             | قسم العمل الاجتماعي ومعهد البحوث |
| أكاديمية العلوم الاجتماعية | قسم الإدارة ومعهد دراسات السياسات والبحوث | ماجستير في الشؤون العامة         |
| أكاديمية العلوم الاجتماعية | معهد التربية                              |                                  |

| مدرسة التصميم الإبداعي والفنون | قسم الهندسة المعمارية ومعهد البحوث       | قسم التصميم الصناعي ومعهد البحوث                  |
| مدرسة التصميم الإبداعي والفنون | قسم دراسات المناظر الطبيعية ومعهد البحوث | قسم الفنون الجميلة ومعهد البحوث                   |
| مدرسة التصميم الإبداعي والفنون | قسم الموسيقى ومعهد البحوث                | برنامج درجة الماجستير في الفنون المسرحية والإبداع |

| مدرسة القانون | قسم القانون ومعهد البحوث |  |

| الكلية الدولية | بكالوريوس في إدارة الأعمال الدولية | بكالوريوس في العلوم والهندسة المستدامة |

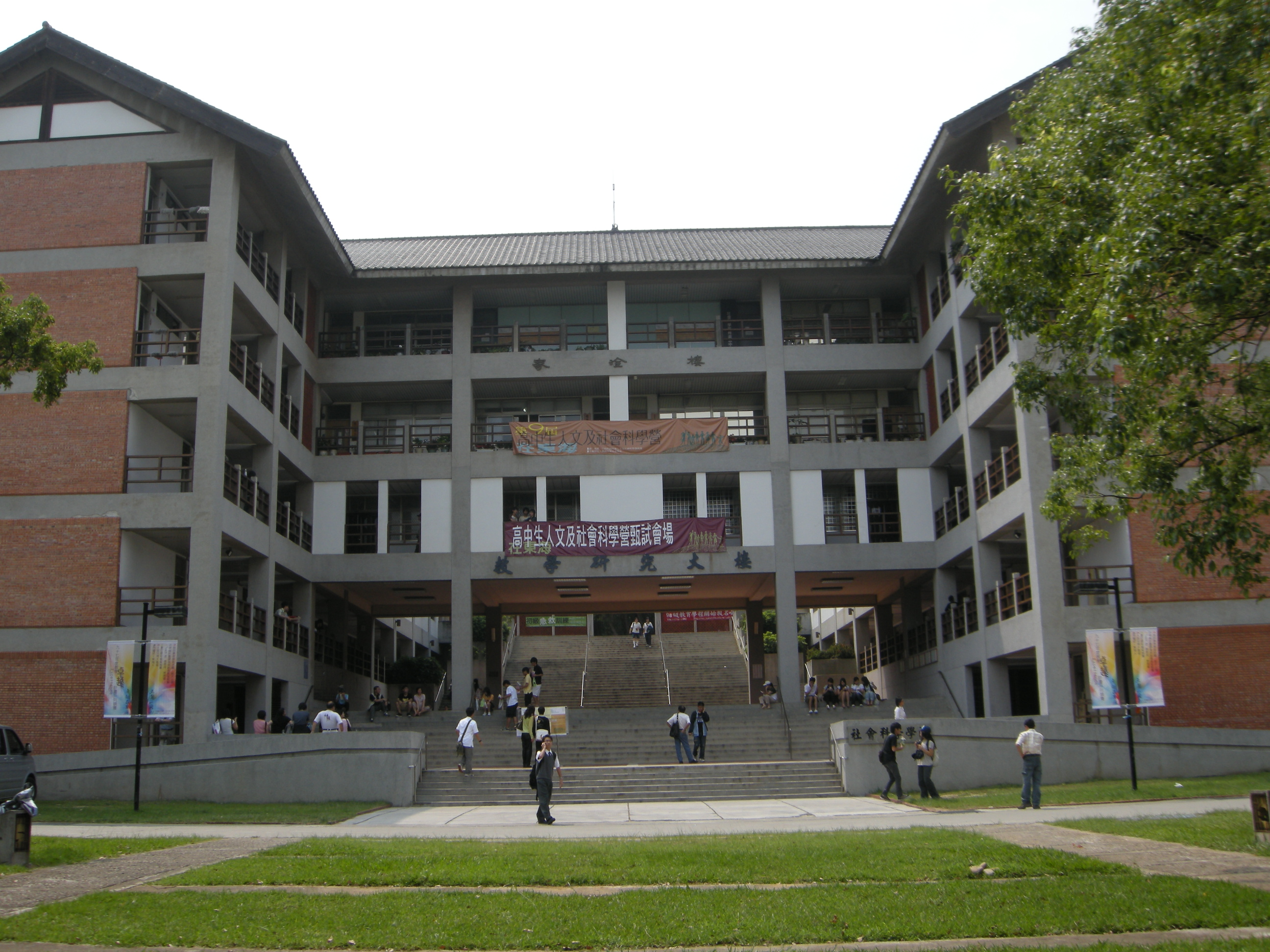
أكاديمية العلوم الاجتماعية
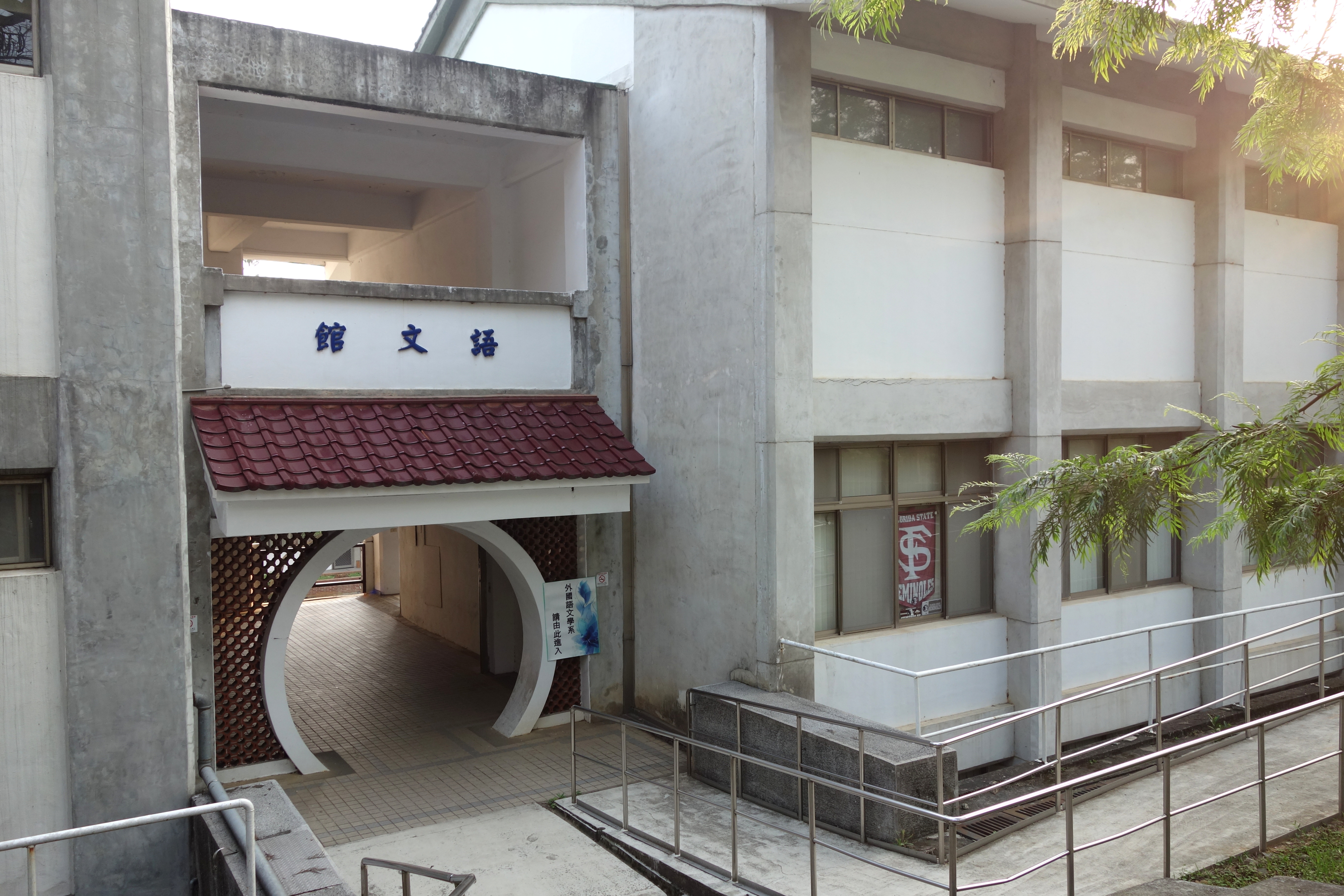
مبنى اللغة بجامعة تونغهاي
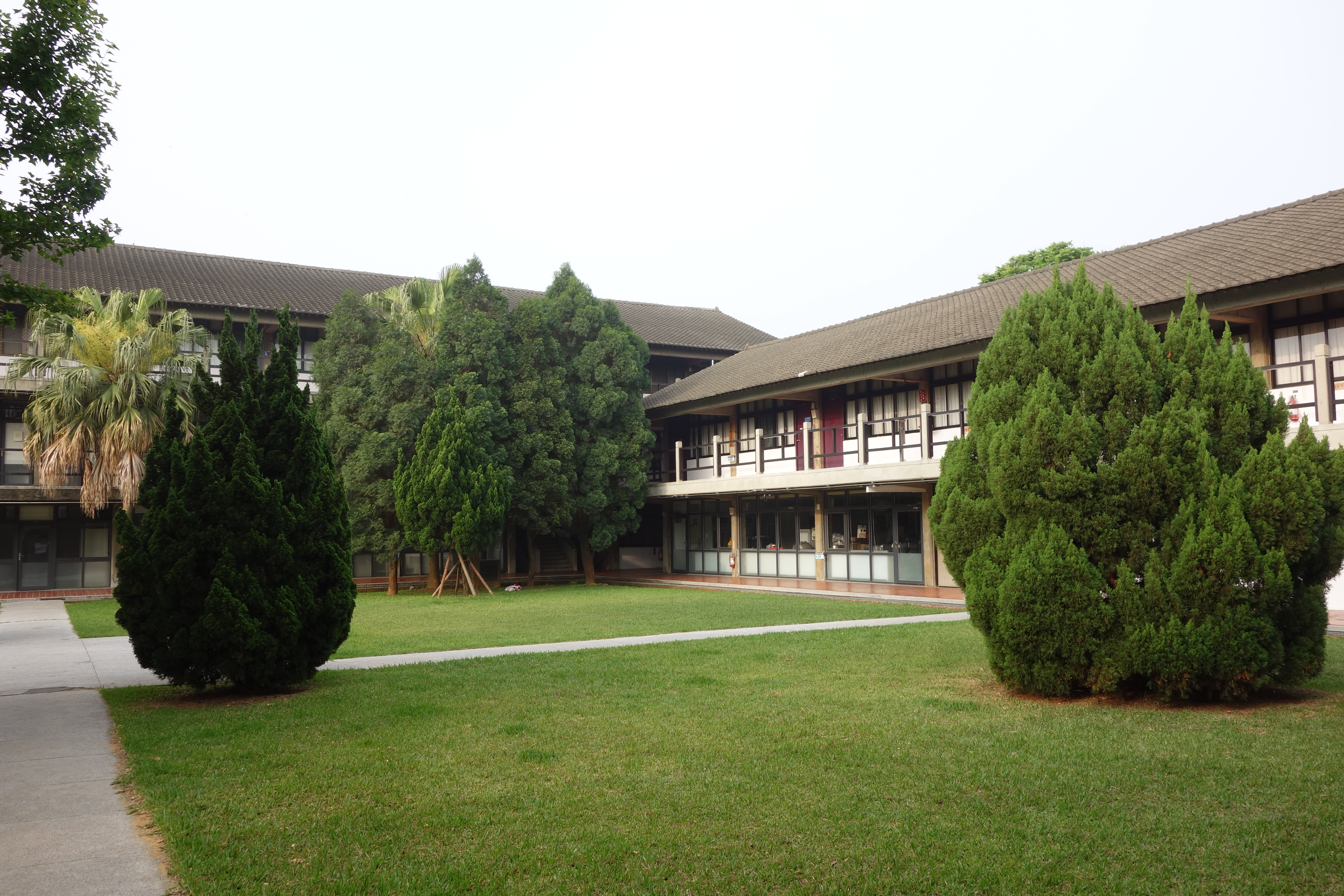
كلية الزراعة بجامعة تونغهاي
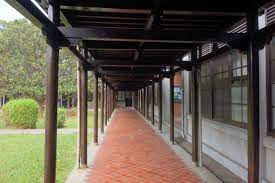
كلية الفنون بجامعة تونغهاي
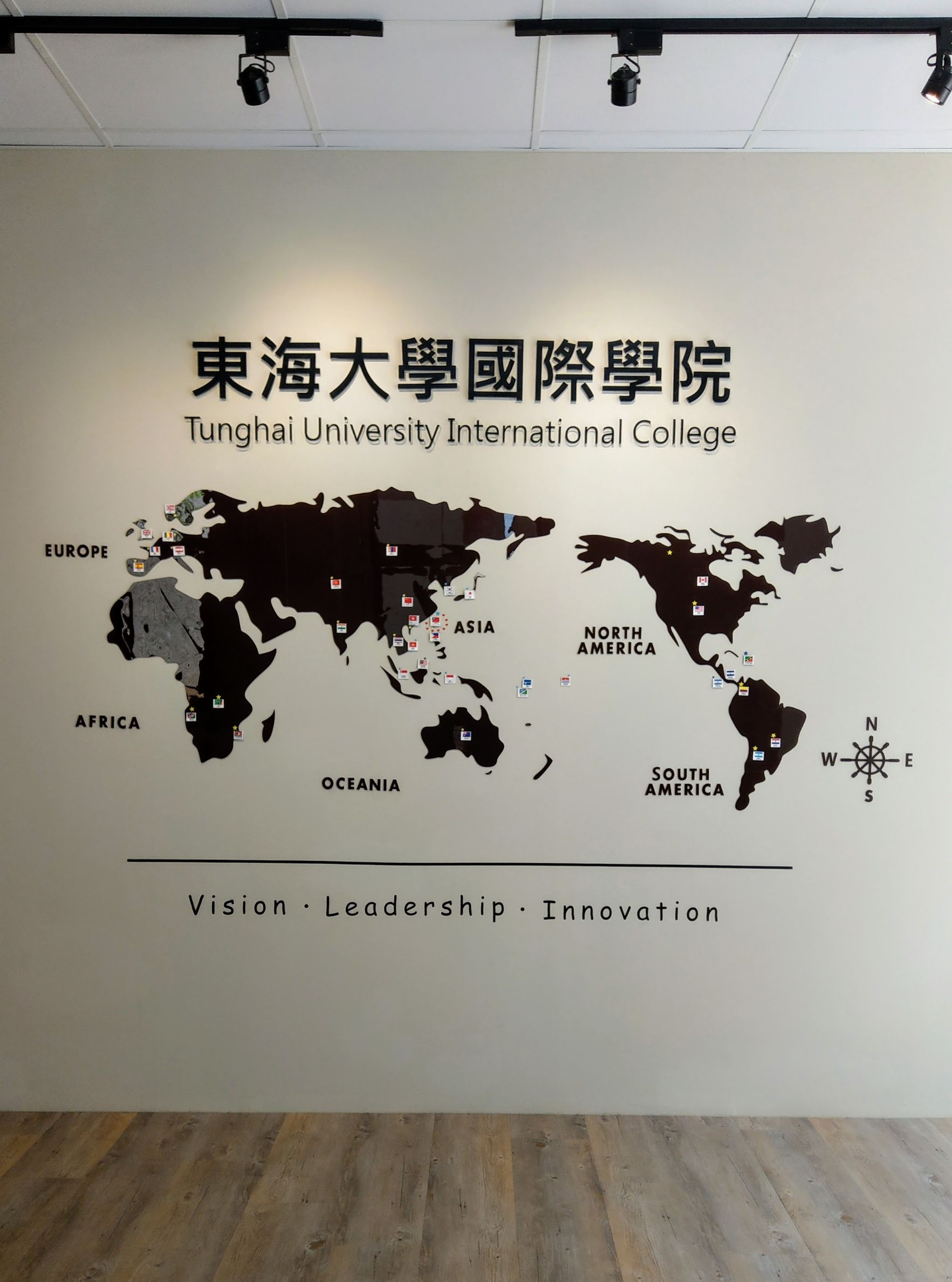
كلية تونغهاي الدولية
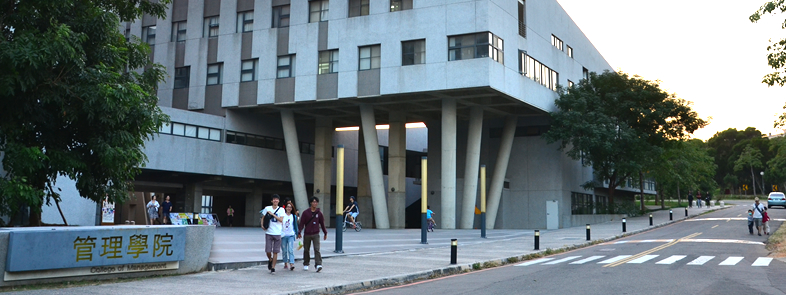
كلية تونغهاي للإدارة
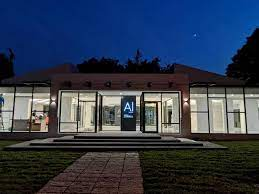
مركز تونغهاي للذكاء الاصطناعي
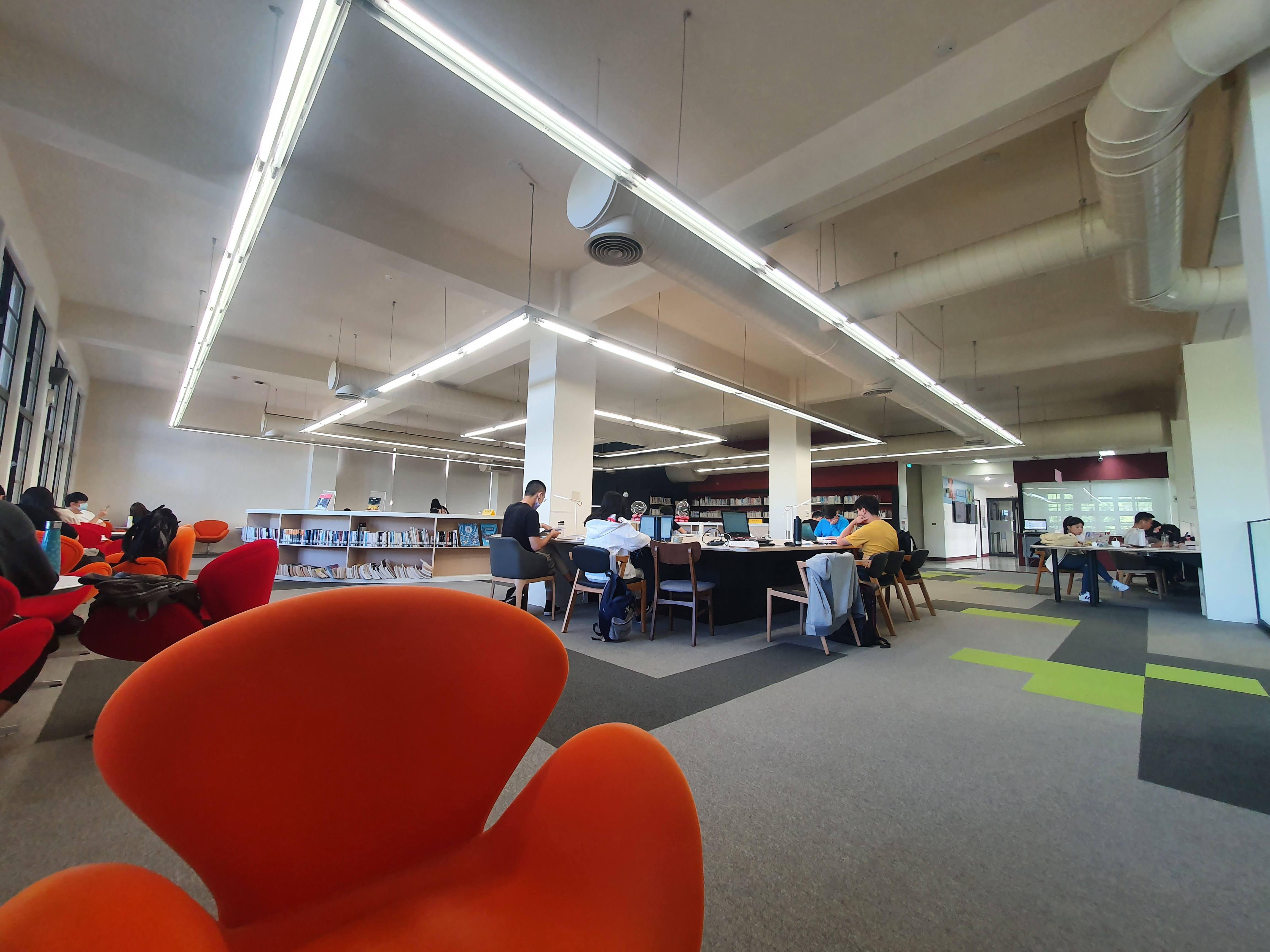
مكتبة جامعة تونغهاي
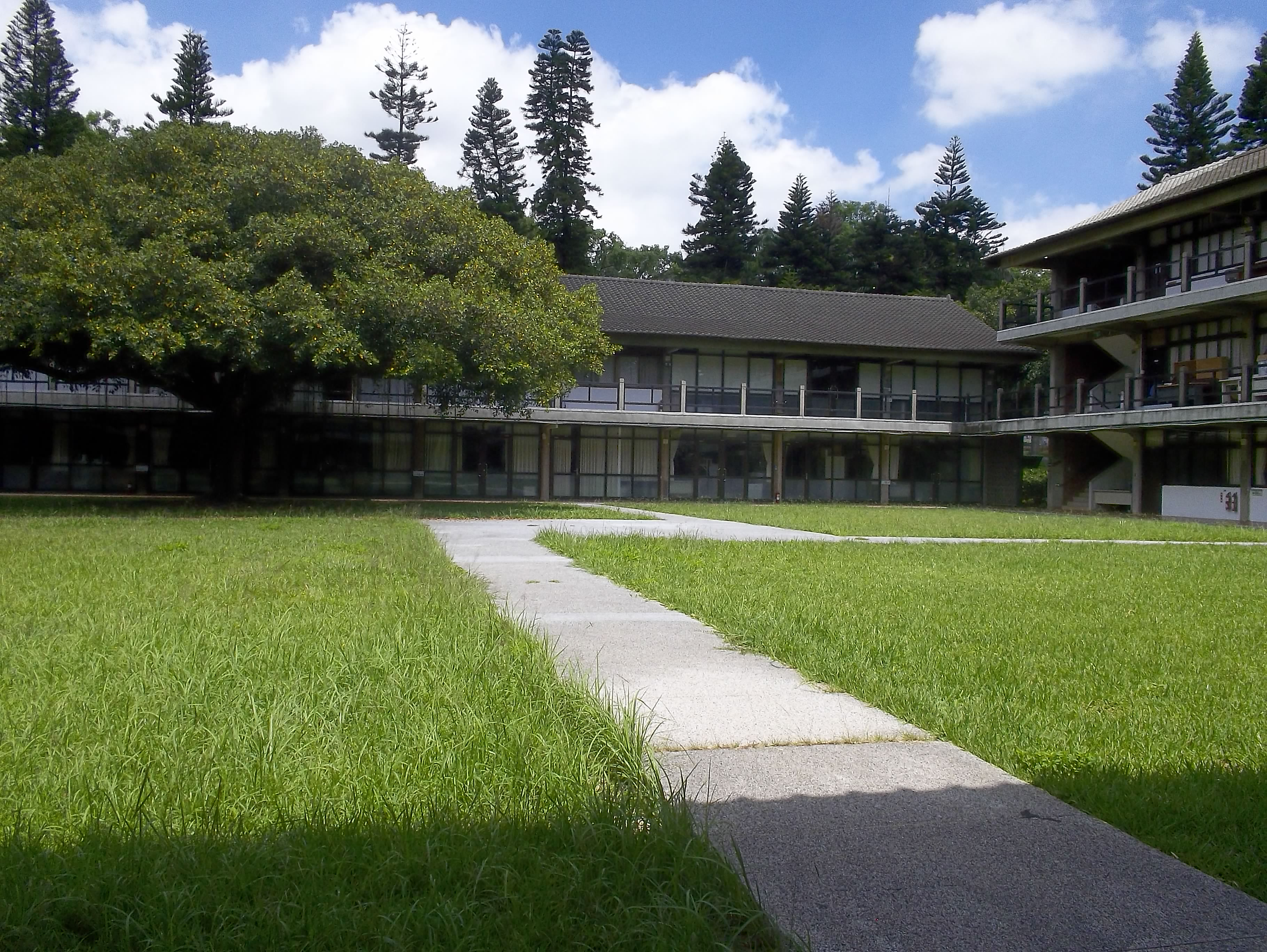
قسم الهندسة الكهربائية في متحف العلوم الإنسانية
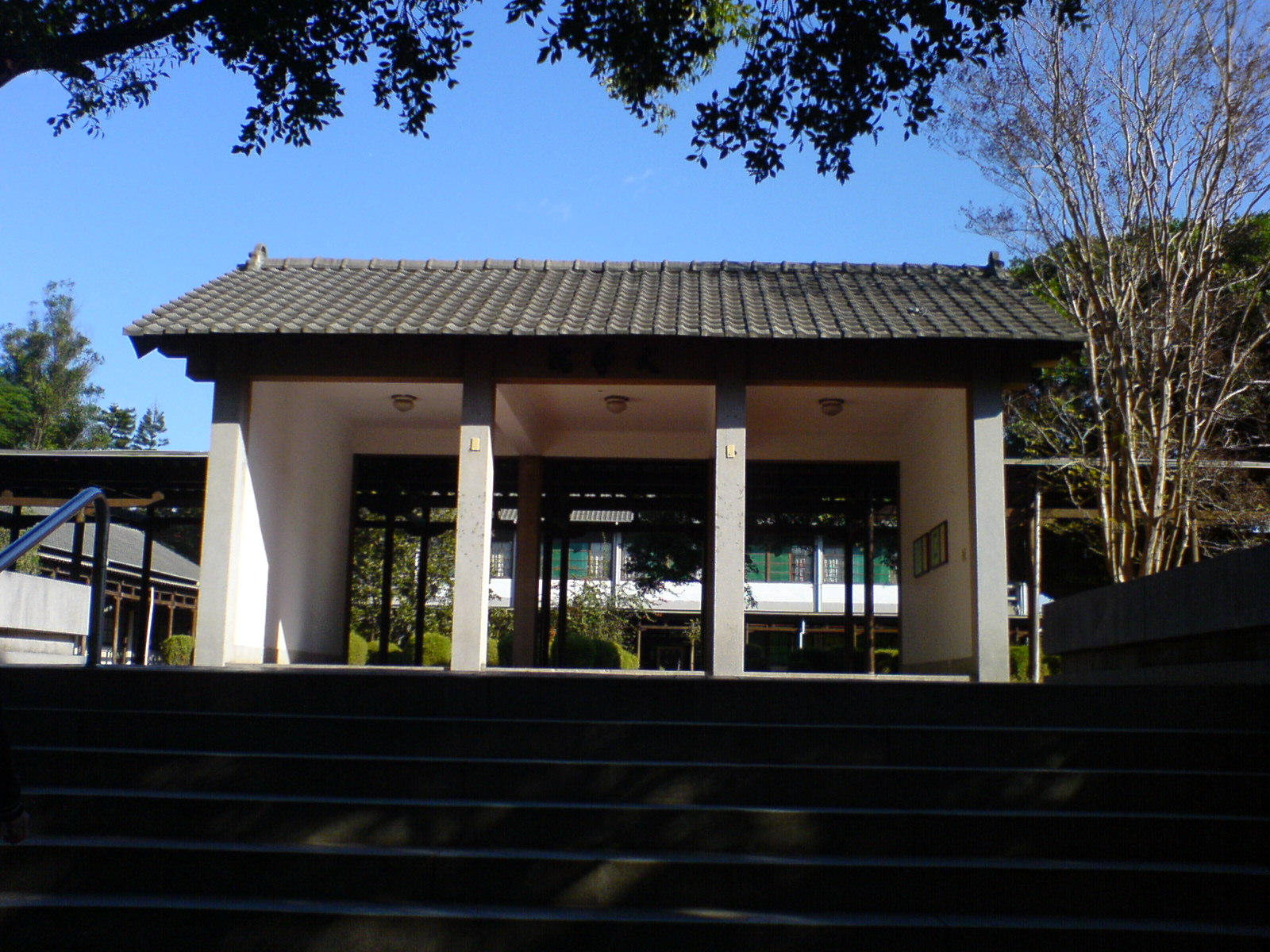
مدرسة الفنون الليبرالية

### مرافق الأبحاث
| مركز أبحاث على مستوى المدرسة | مركز أبحاث علوم الحياة          | مجتمع البر الرئيسي ومركز البحوث الإدارية      | مركز أبحاث تكنولوجيا النانو |
| مركز أبحاث على مستوى المدرسة | مركز هندسة وتكنولوجيا البرمجيات | مركز بحوث البيئة الاستوائية والتنوع البيولوجي |                             |

| مكتب البحث والتطوير | مكتب البحث والتطوير | مركز الصناعة والتعليم والتنمية | مركز الأدوات القيمة المشتركة |

| كلية الهندسة | الأتمتة ومركز البحث والتطوير التعاوني للمؤسسات |  |  |

| أكاديمية العلوم الاجتماعية | مركز بحوث التنمية الحضرية والإقليمية | مركز البحوث الاجتماعية والاقتصادية لشرق آسيا | مركز تدريب المعلمين |
| أكاديمية العلوم الاجتماعية | مركز أبحاث الأسرة السعيدة والترويج   |                                              |                     |

| كلية الزراعة | لجنة رعاية التجارب على الحيوانات واستخدامها | مركز الارشاد الزراعي |  |

| مدرسة التصميم الإبداعي والفنون | مركز بحوث العمارة |  |  |

| مدرسة القانون | مركز أبحاث القانون الطبي | مركز أبحاث النظام القانوني للشركات | المركز الدولي لبحوث القانون الخاص |

### كنيسة لوس التذكارية
كنيسة لوس التذكارية هي كنيسة مسيحية في جامعة تونغهاي في تاي شانغ، تايوان. قام هنري آر لوس، مؤسس مجلة تايم ومجلة لايف، بتمويل بنائها تخليداً لذكرى والده هنري دبليو لوس. البناء من تصميم المهندس المعماري التايواني تشين تشي كوان والمهندس المعماري الصيني الأمريكي آي إم بي. تعد الكنيسة معلما من معالم الجامعة ومدينة تاي شانغ. في 25 أبريل 2019، أعلنته وزارة الثقافة معلما تذكاريا وطنيا.

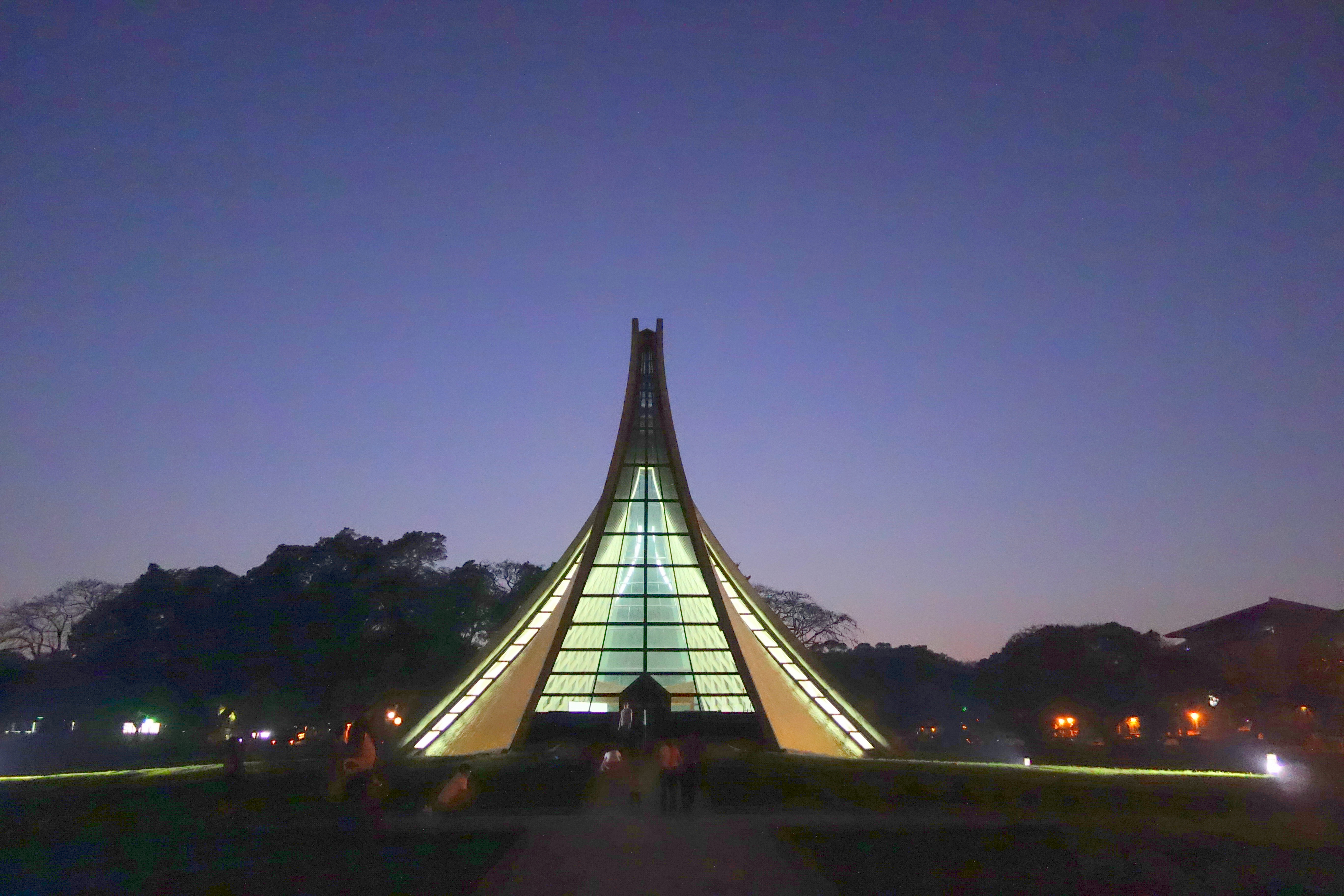
كنيسة لوس التذكارية في كنف الليل
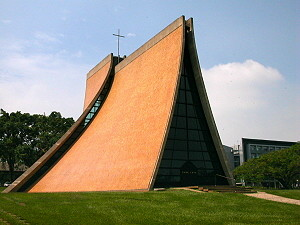
منظر خارجي للكنيسة
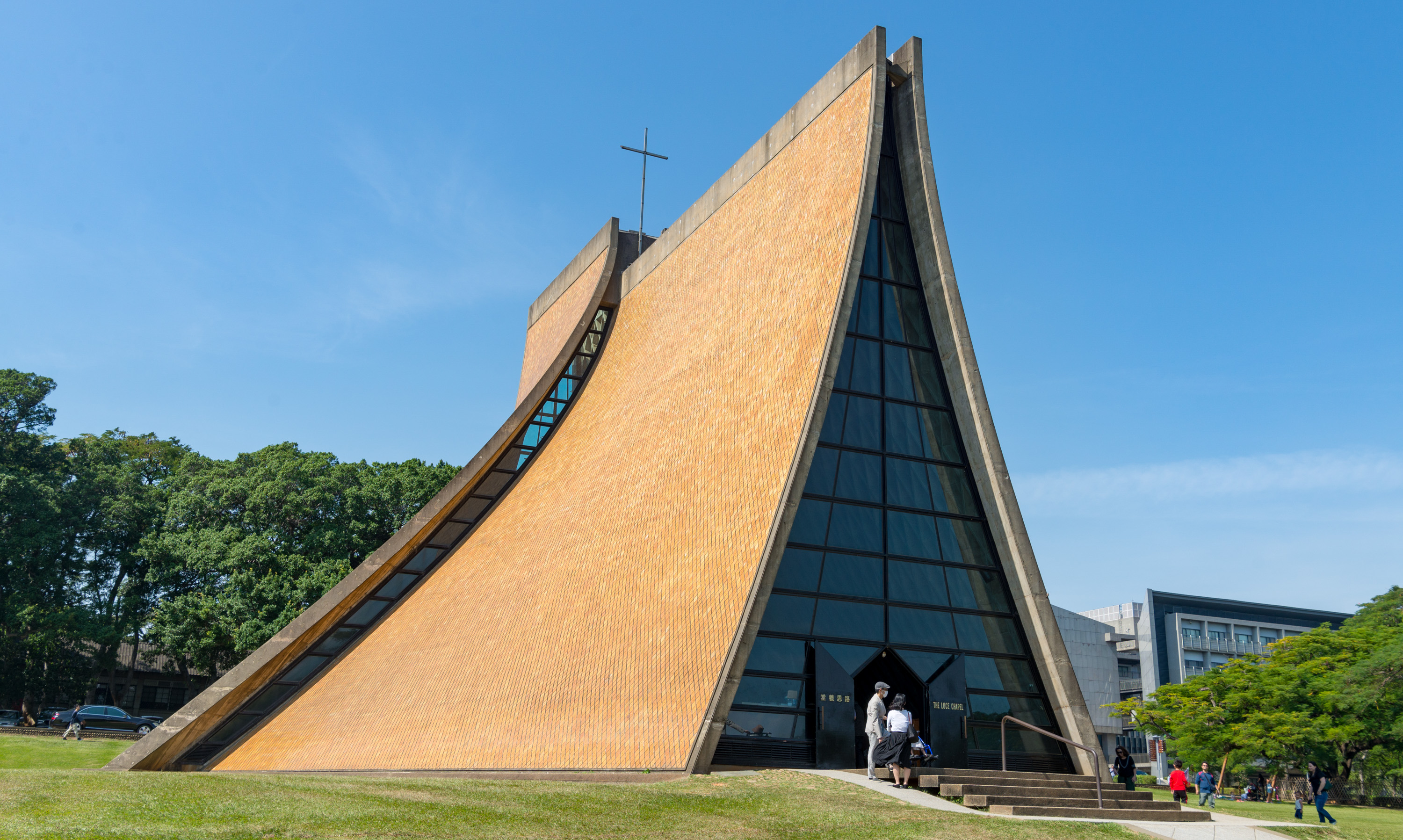
منظر خارجي للكنيسة
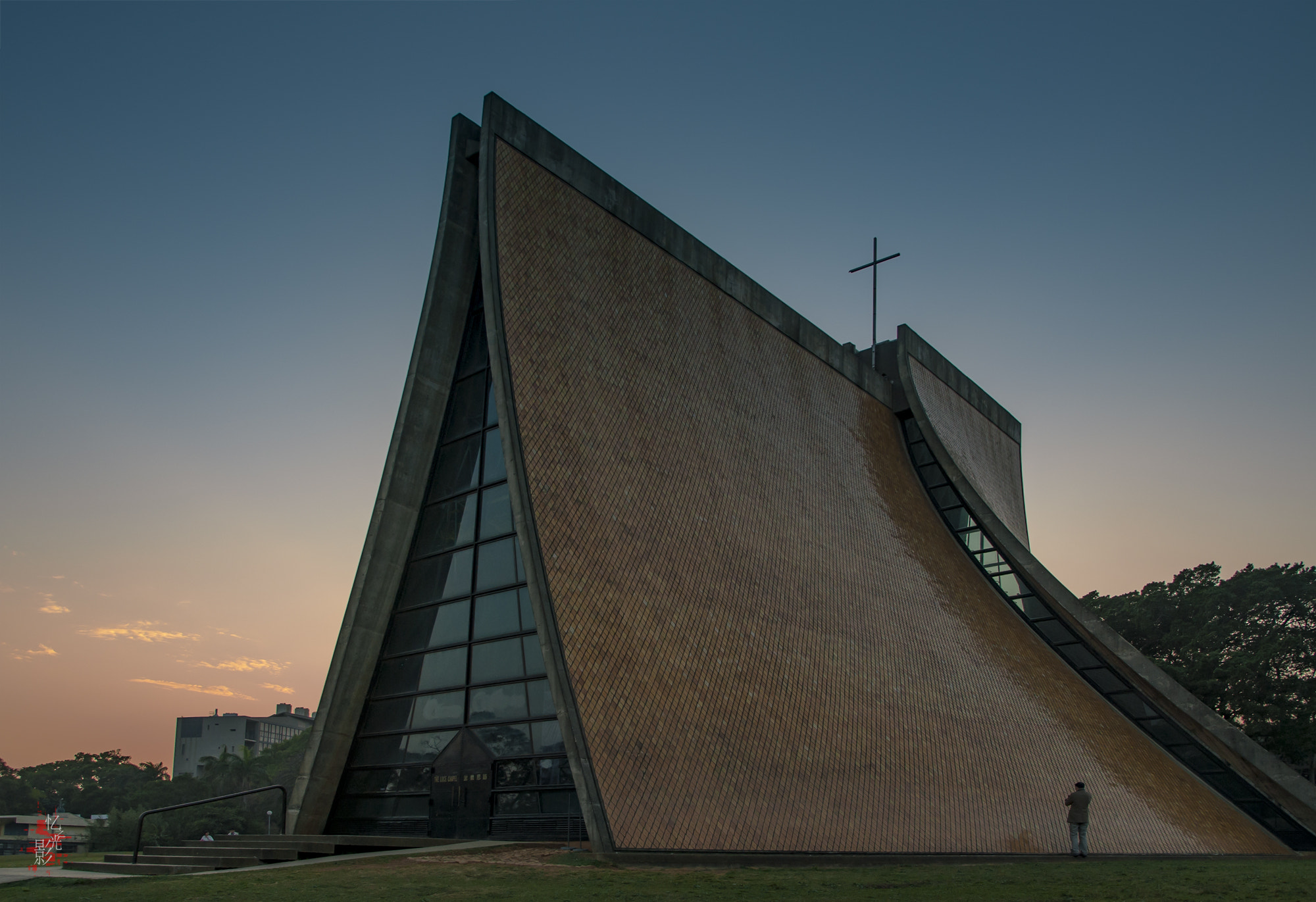
كنيسة لوس التذكارية وقت الغروب
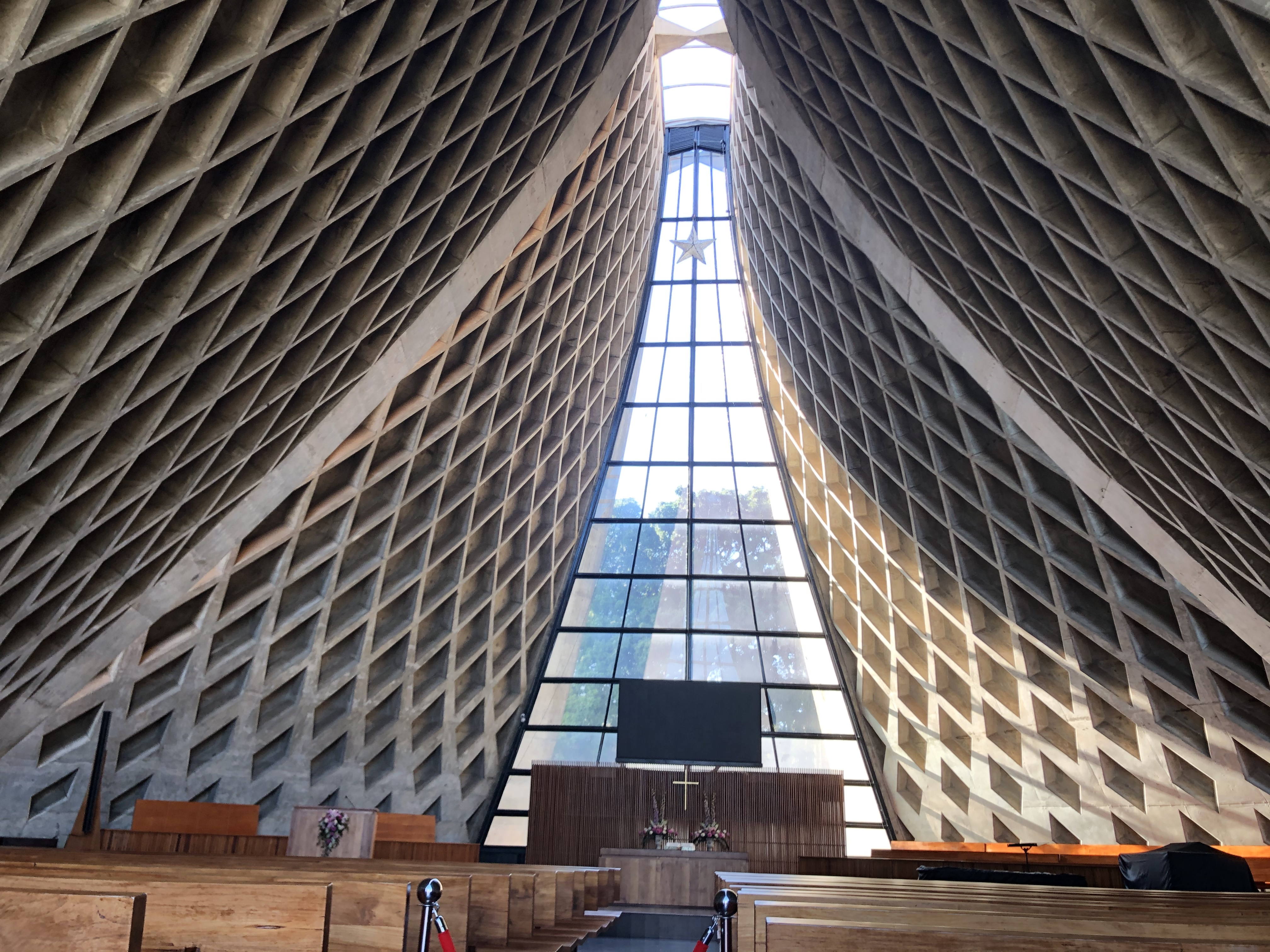
كنيسة لوس التذكارية من الداخل - 1
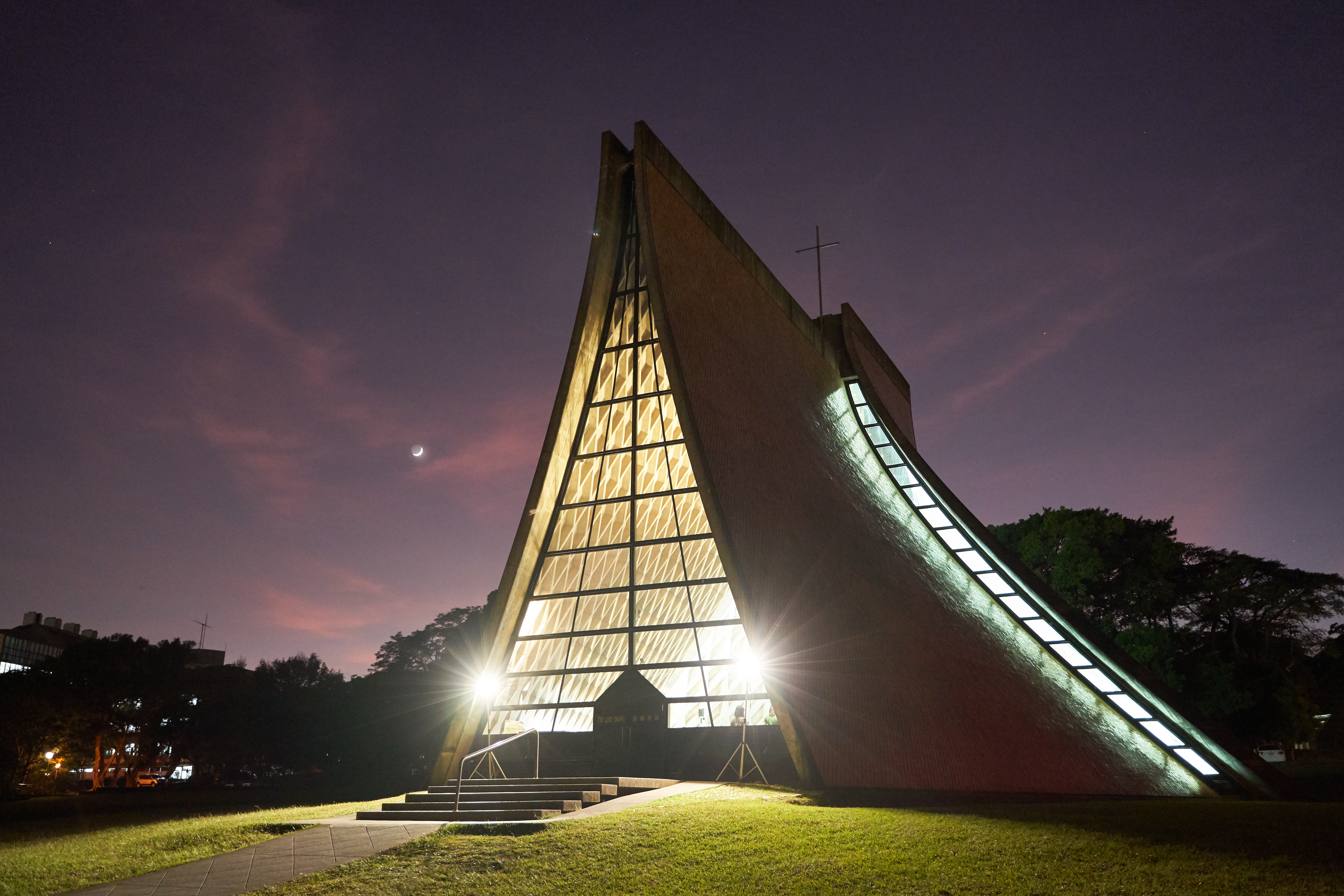
كنيسة لوس التذكارية بالليل
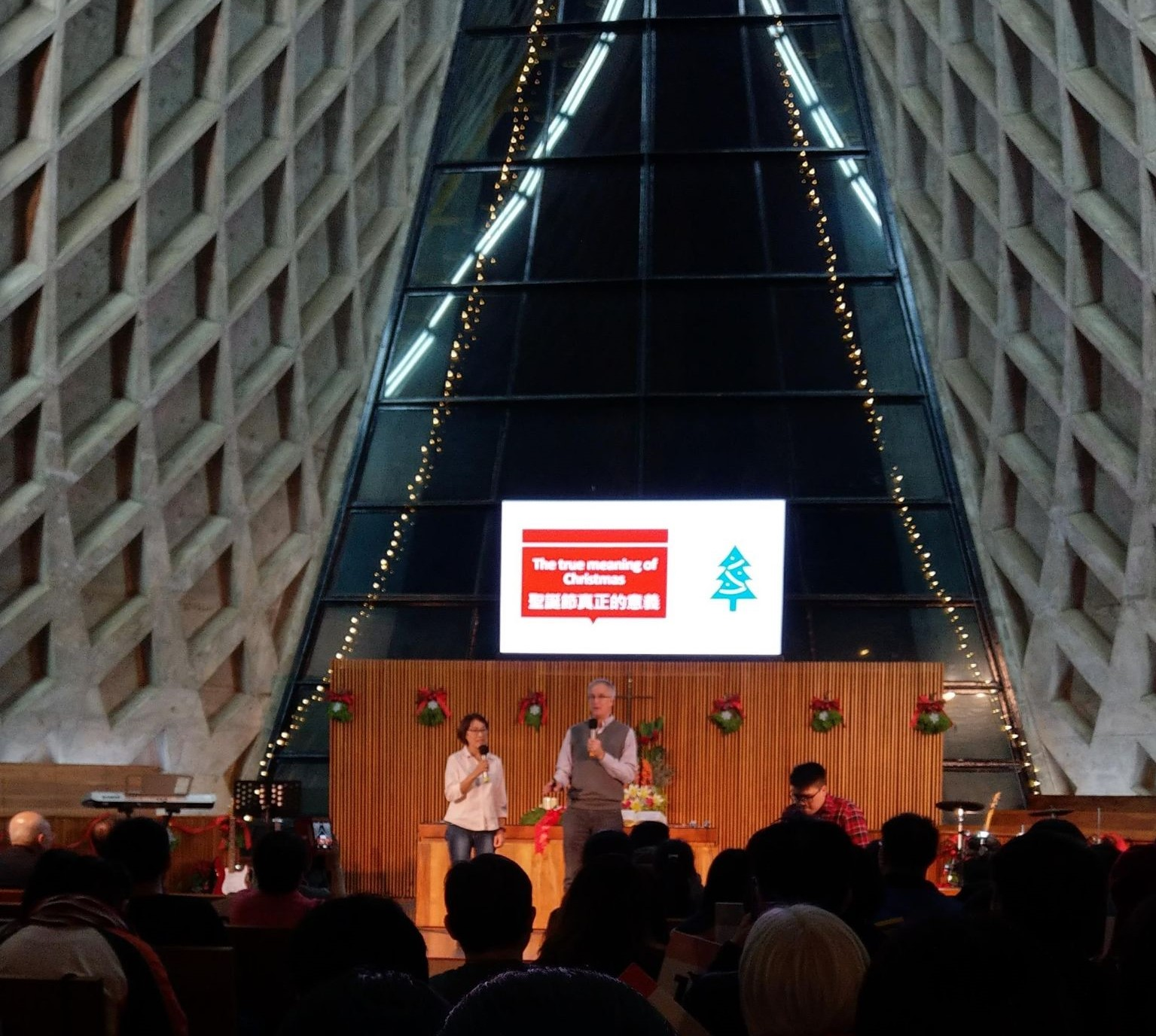
منظر داخلي للكنيسة
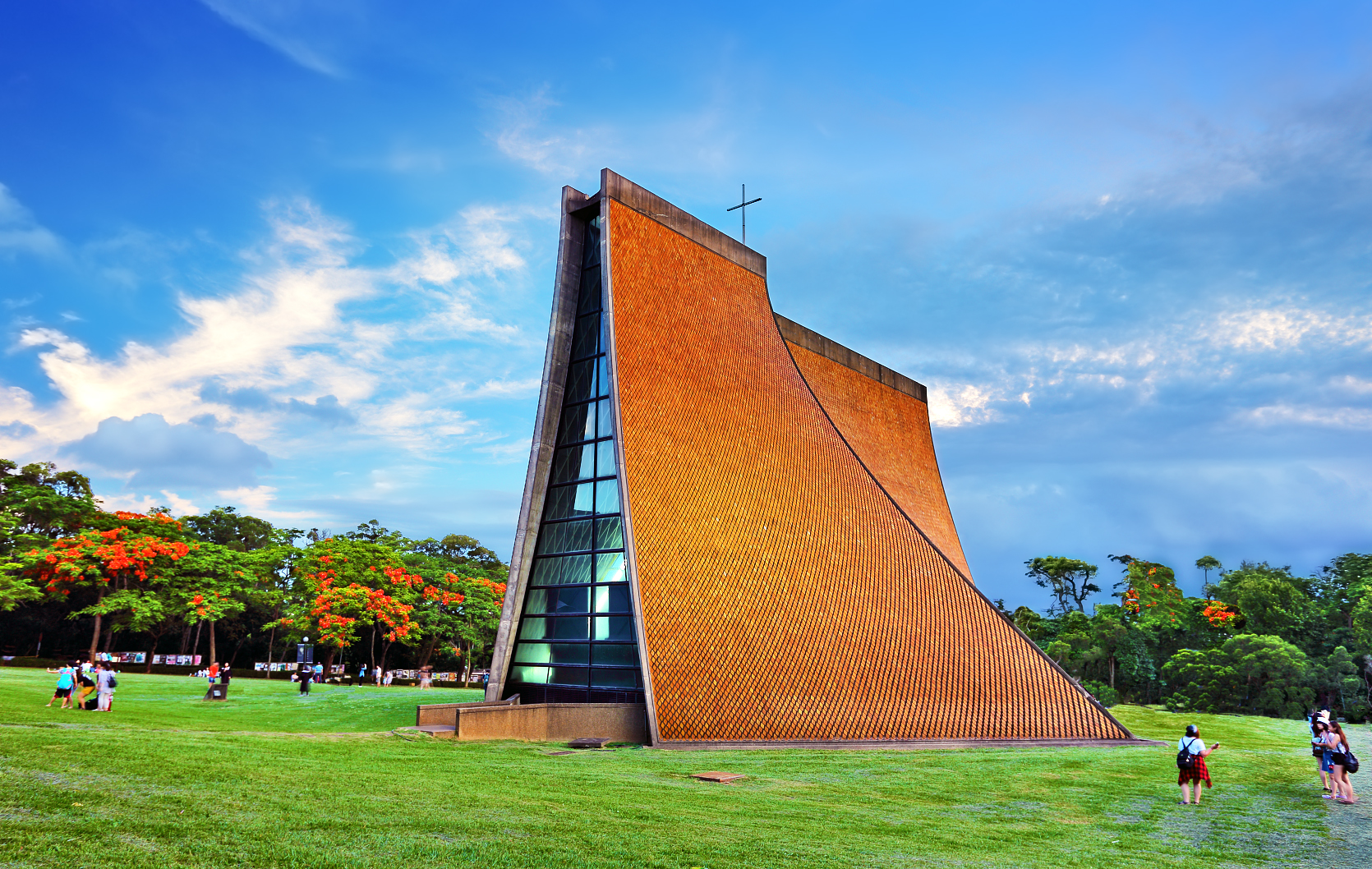
منظر خارجي للكنيسة
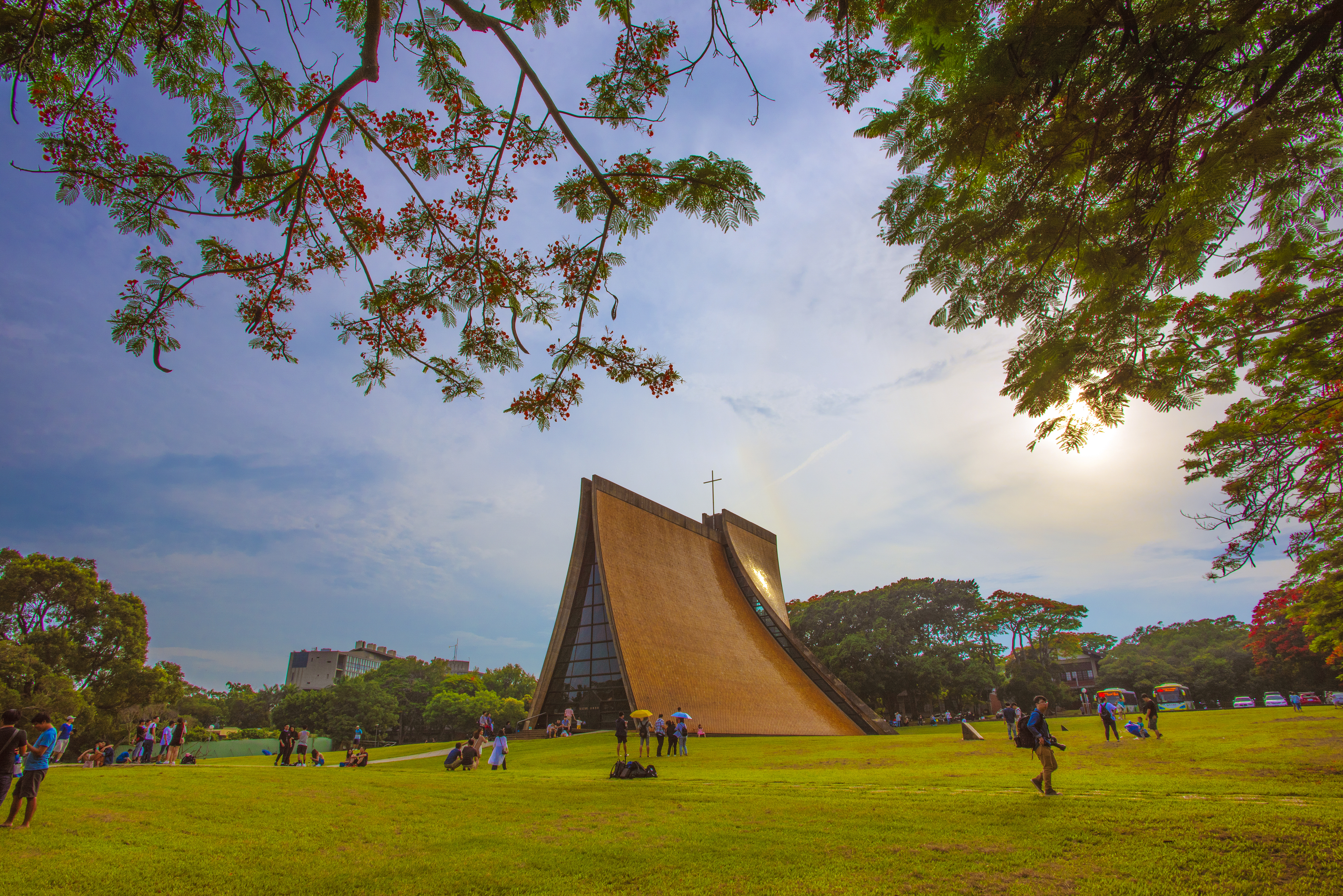
منظر خارجي للكنيسة
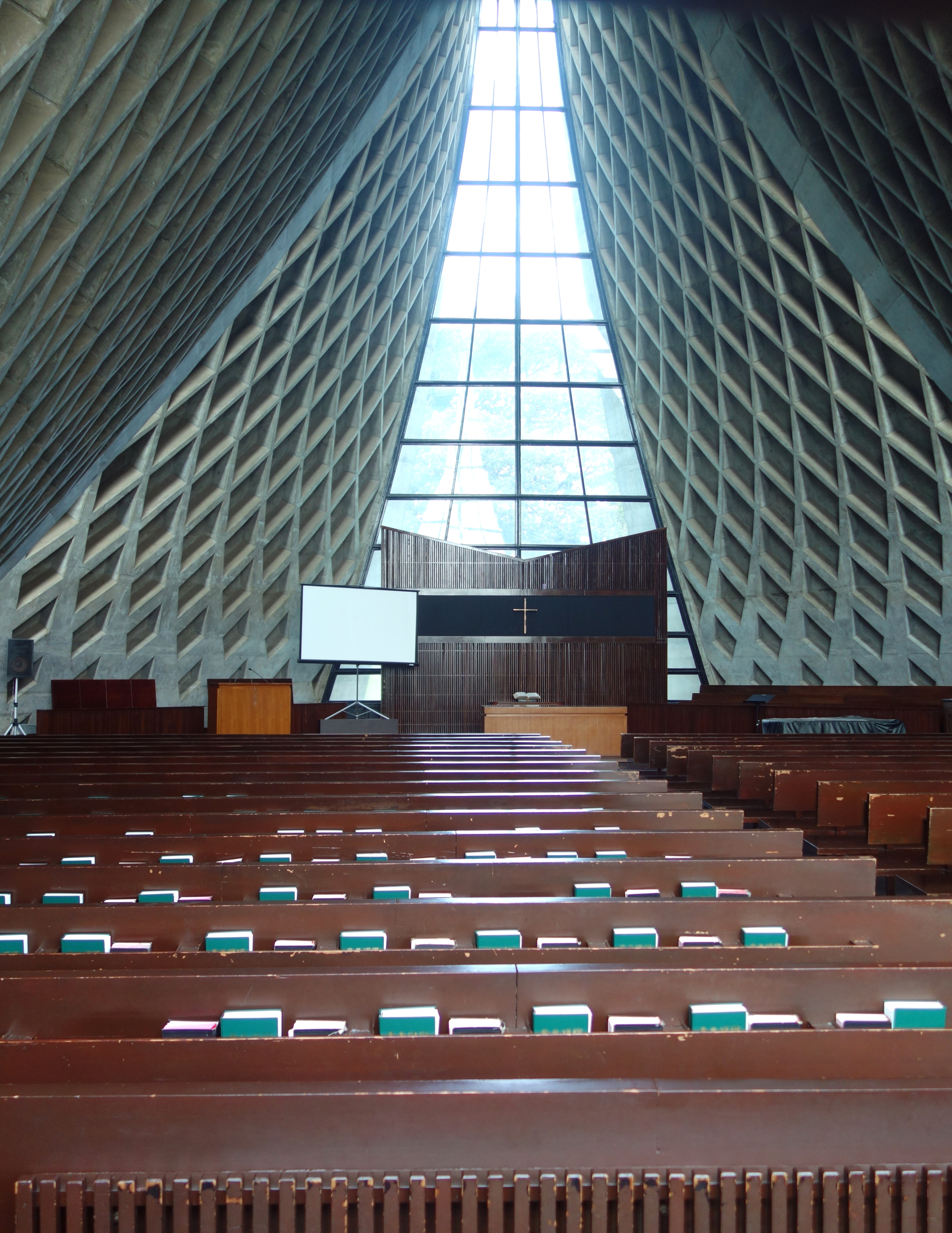
منظر داخلي للكنيسة

### برج الكاهن بيل
تم بناء برج الكاهن بيل في عام 1966، ويقع أمام مدخل كنيسة لوس التذكارية في جامعة تونغهاي. في عام 2017، سجله مكتب الأصول الثقافية بمدينة تايتشونغ كنصب تذكاري للبلدية. تم تسمية برج الجرس على شرف إلسي بريست، التي تمت دعوتها إلى تايوان من قبل المجلس المتحد للتعليم العالي المسيحي في آسيا في أوائل عام 1955 لمساعدة جامعة تونغهاي في منصب رئيس المحاسبة والأمين العام. قدمت بريست العديد من المساهمات للجامعة في سنواتها الأولى.

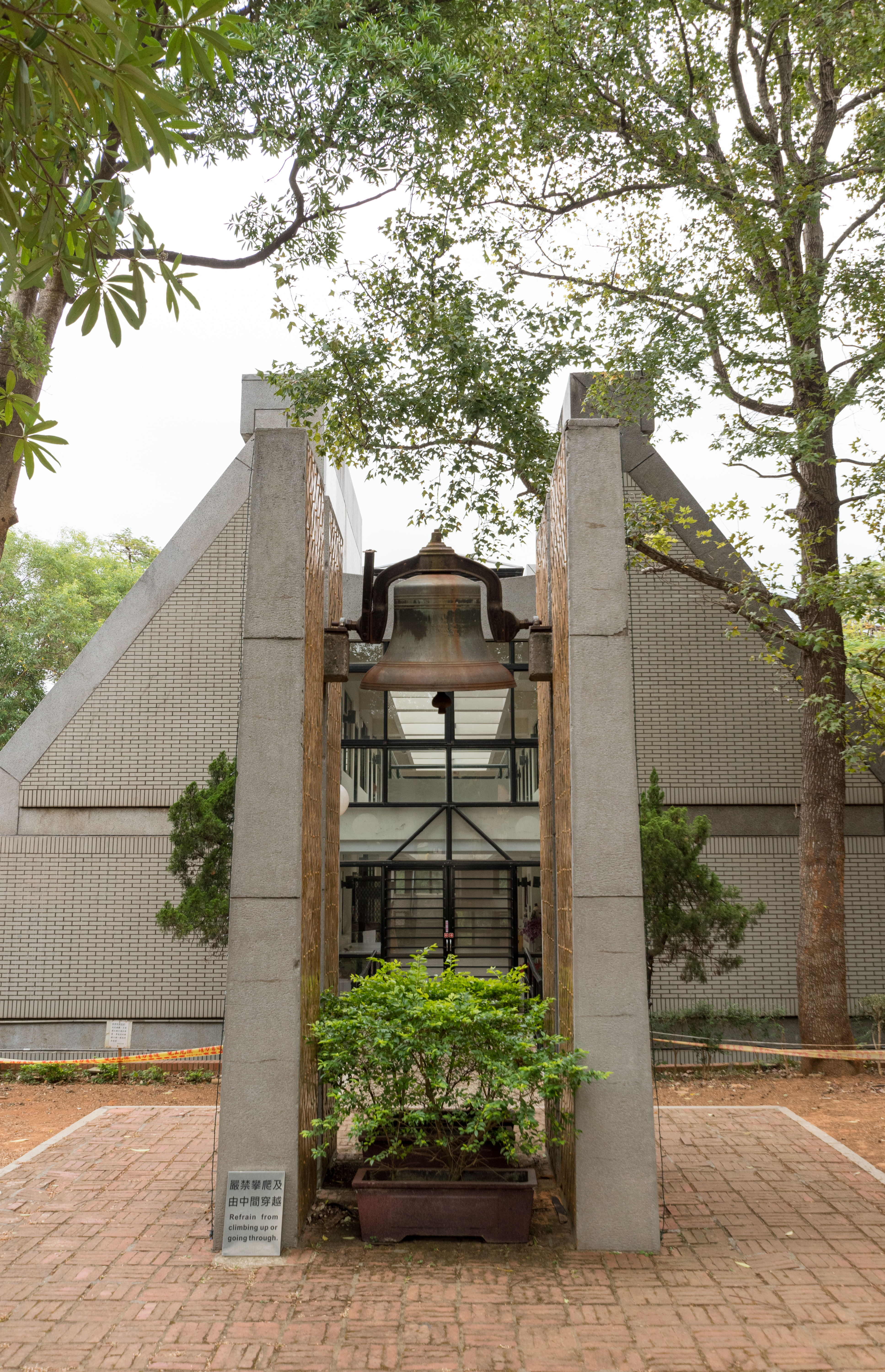
برج الكاهن بيل
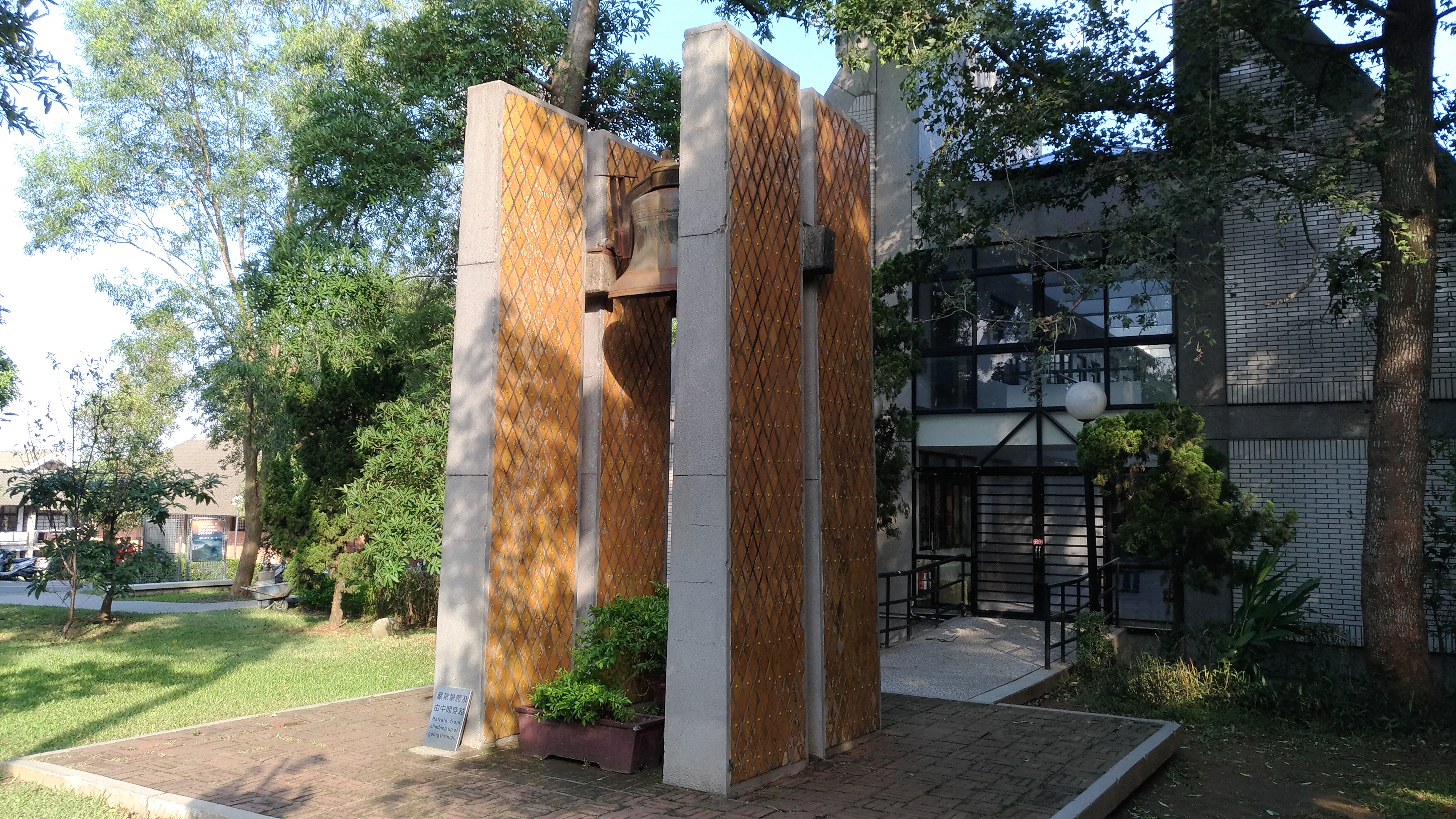
برج الكاهن بيل
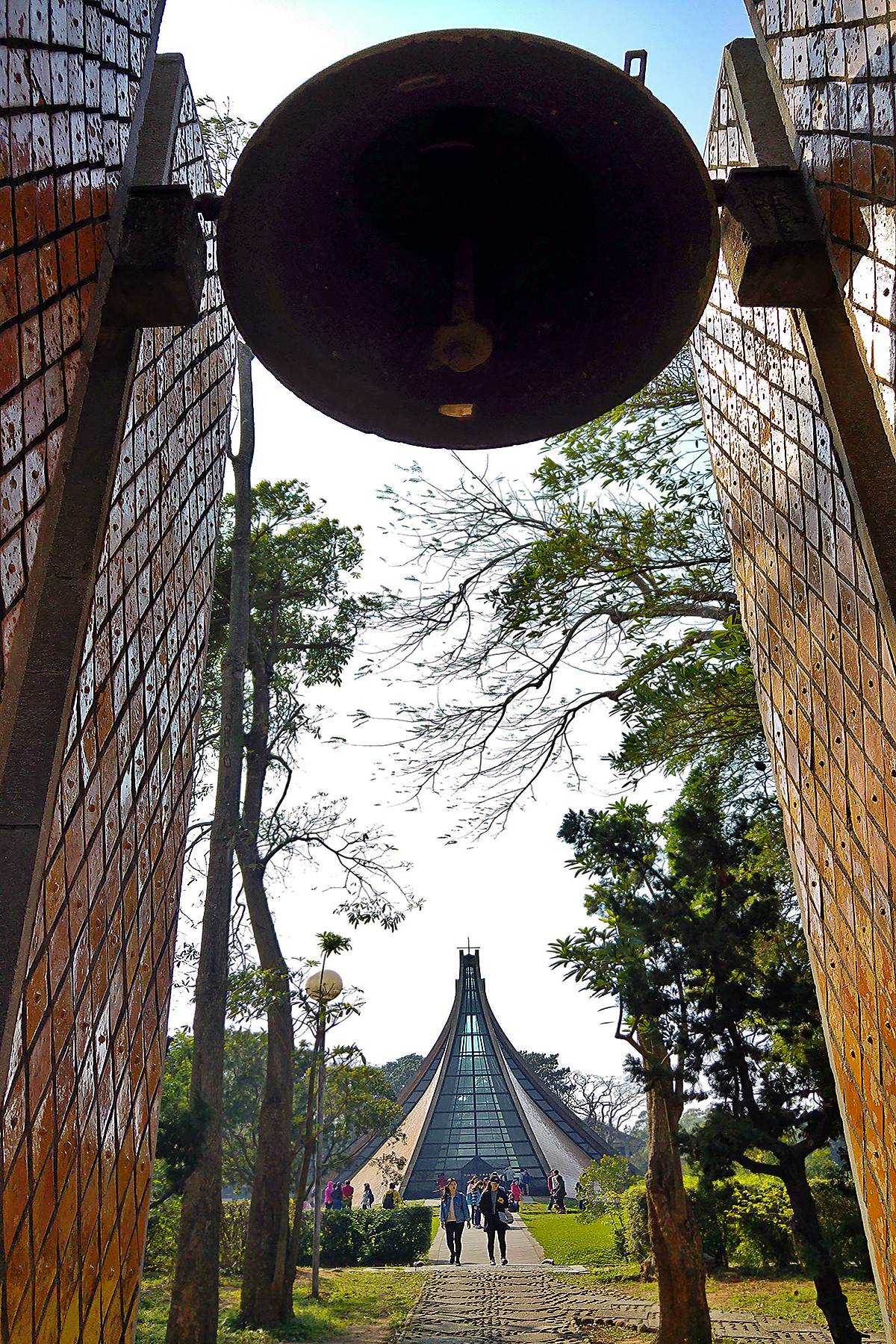
برج الكاهن بيل (الخلفية: كنيسة لوس التذكارية)
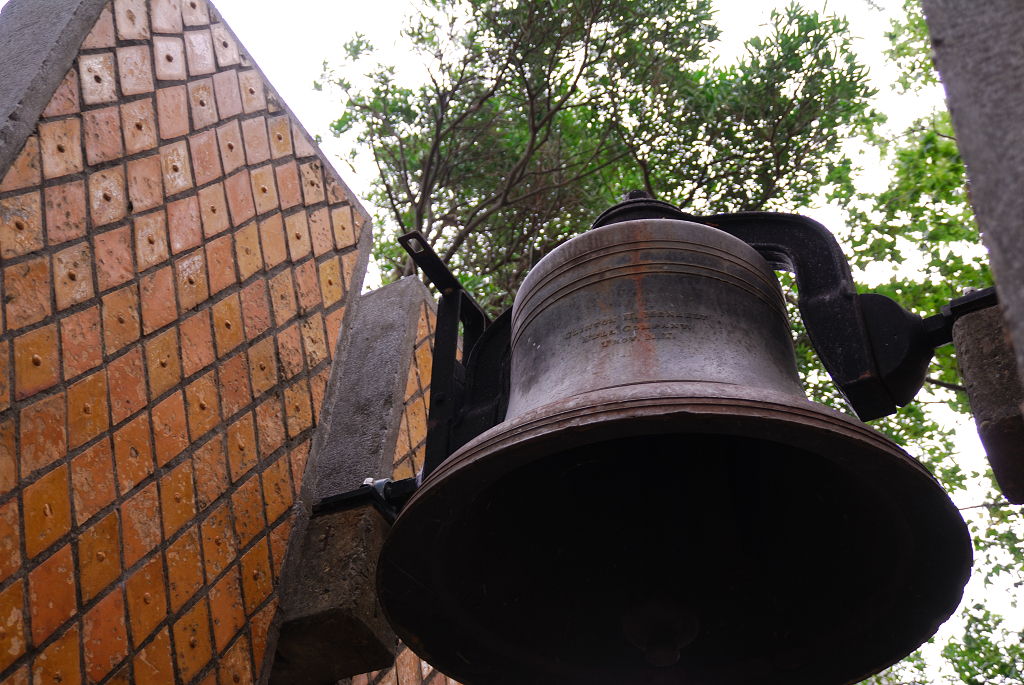
جرس برج الكاهن بيل
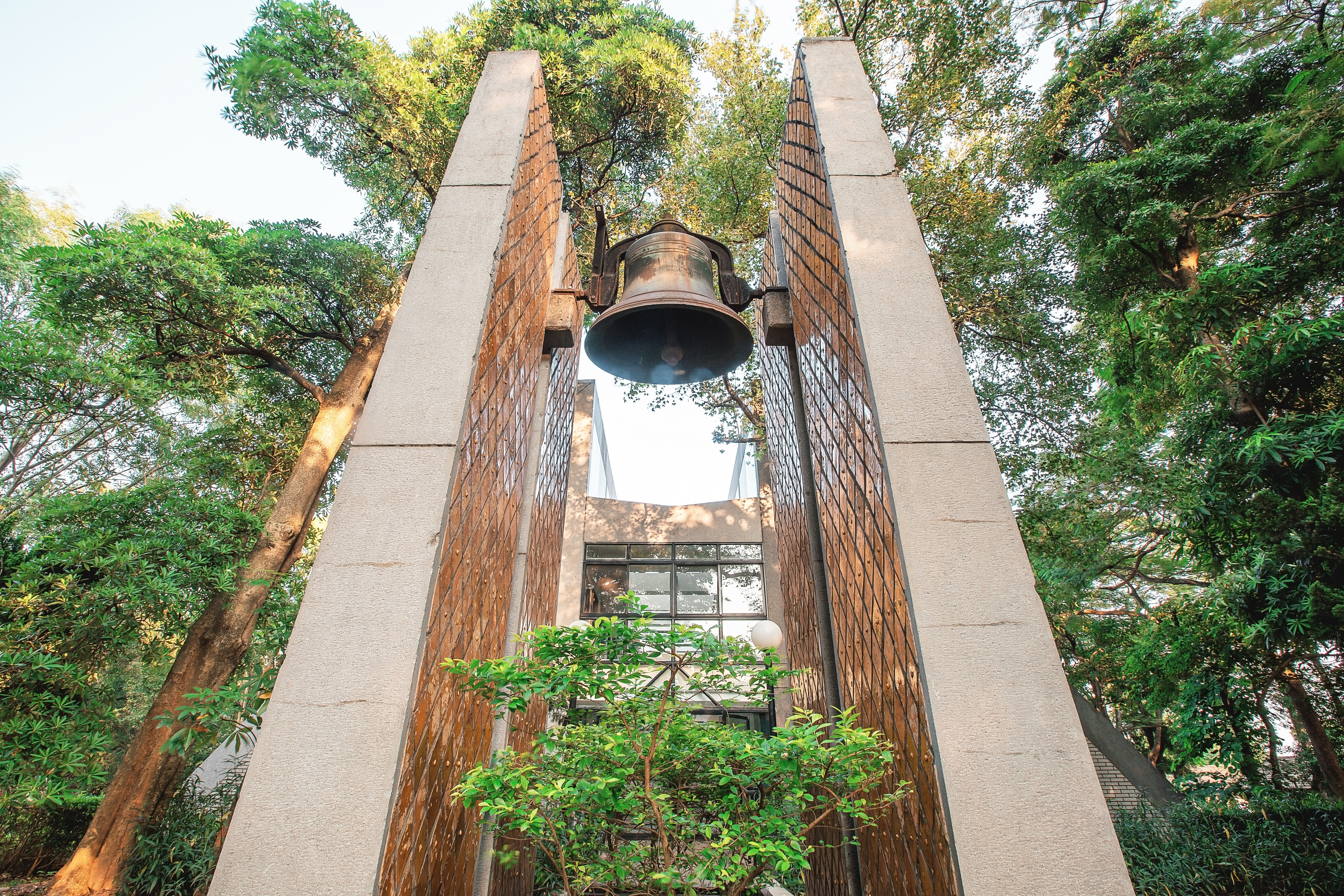
برج الكاهن بيل

### مزرعة تونغهاي للتجارب
تعد مزرعة تونغهاي للتجارب أكبر مزرعة للتعليم والتدريب الداخلي للطلاب في البلاد. تغطي 50 هكتار (120 أكر)، ويوجد حوالي 200 بقرة حلوب في المزرعة، والتي تنتج منتجات الألبان في جامعة تونغهاي، بما في ذلك الحليب والآيس كريم.

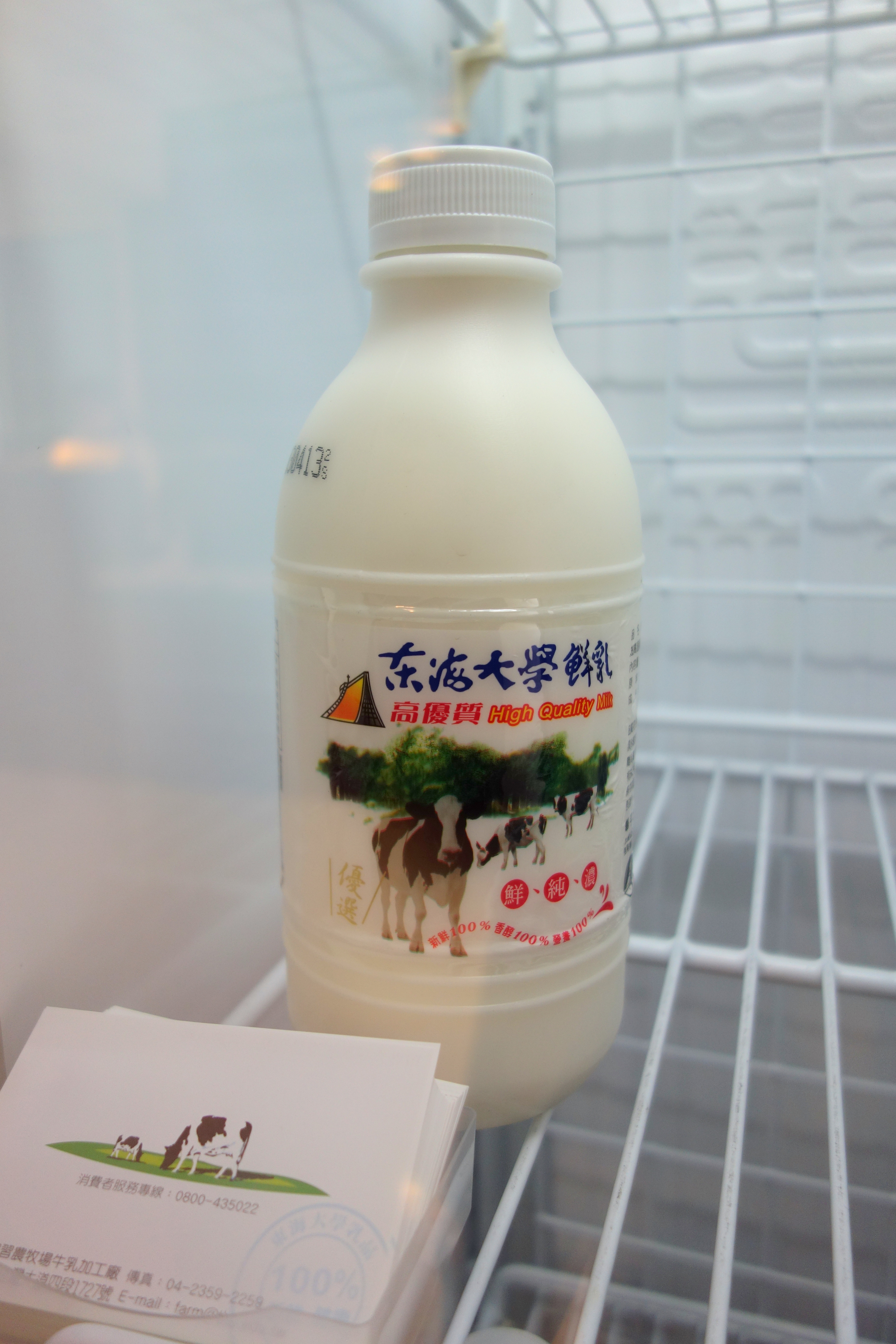
حليب من إنتاج مزرعة تونغهاي للتجارب
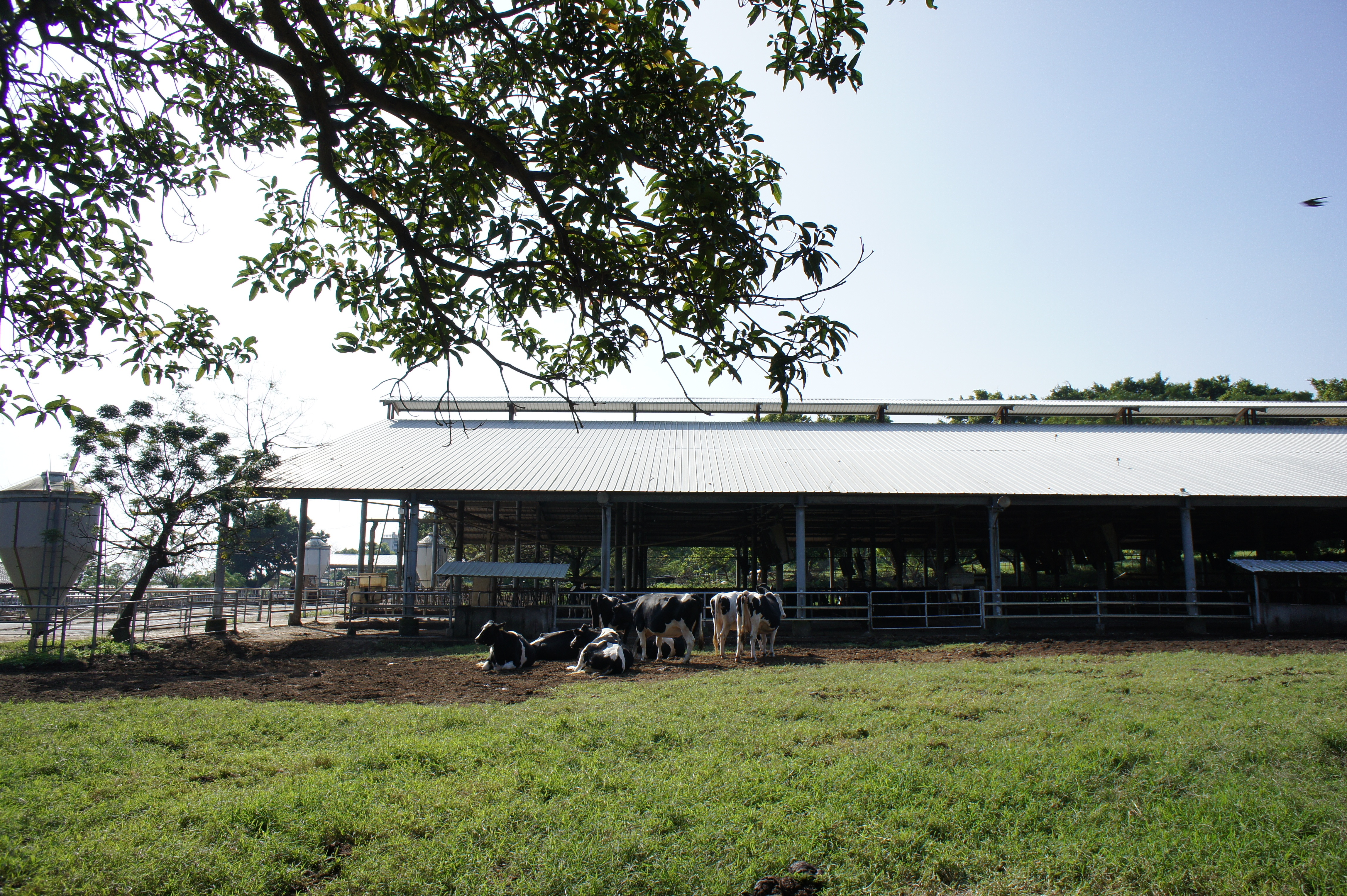
مزرعة تونغهاي التجريبية
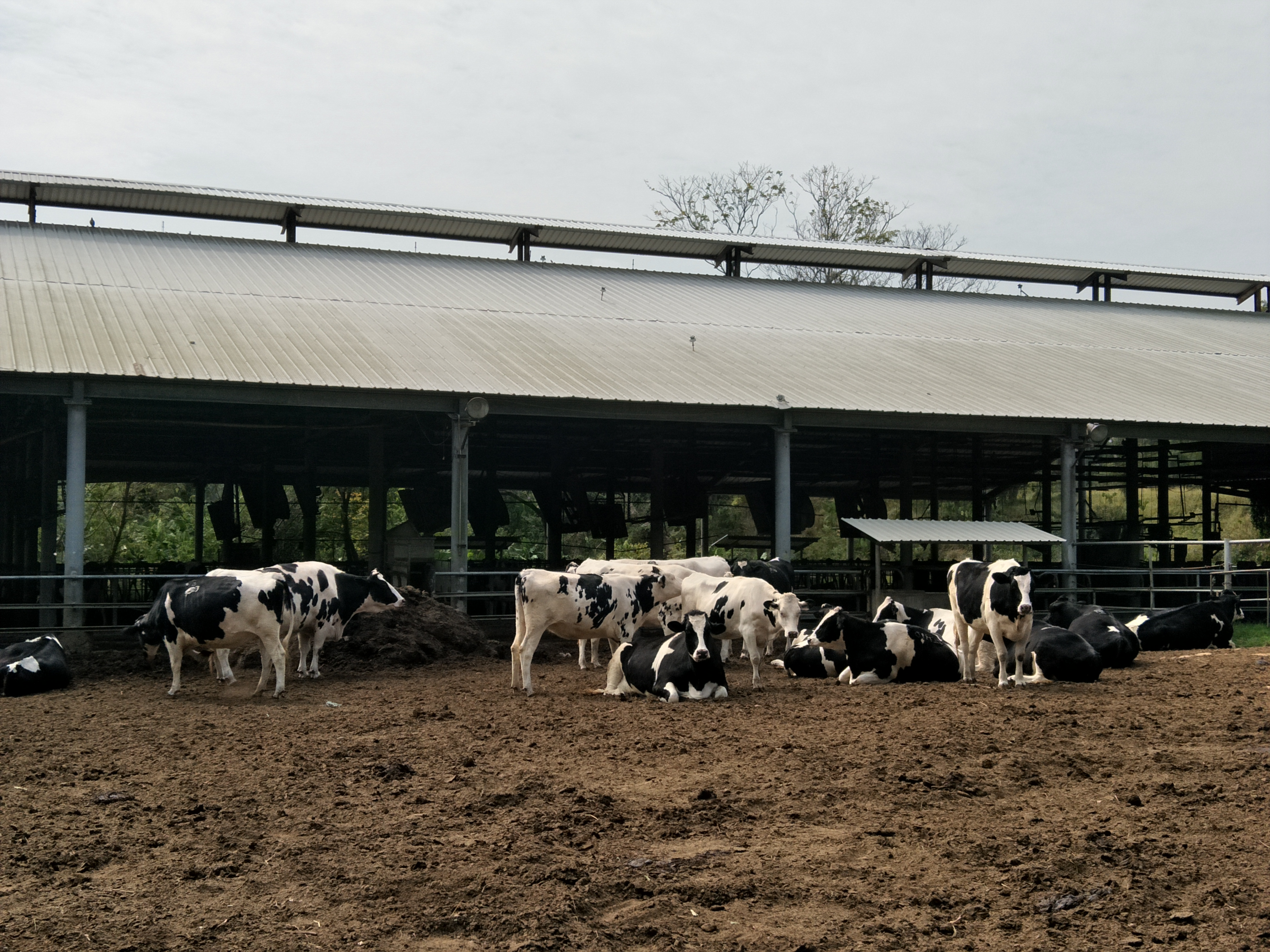
مزرعة تونغهاي التجريبية
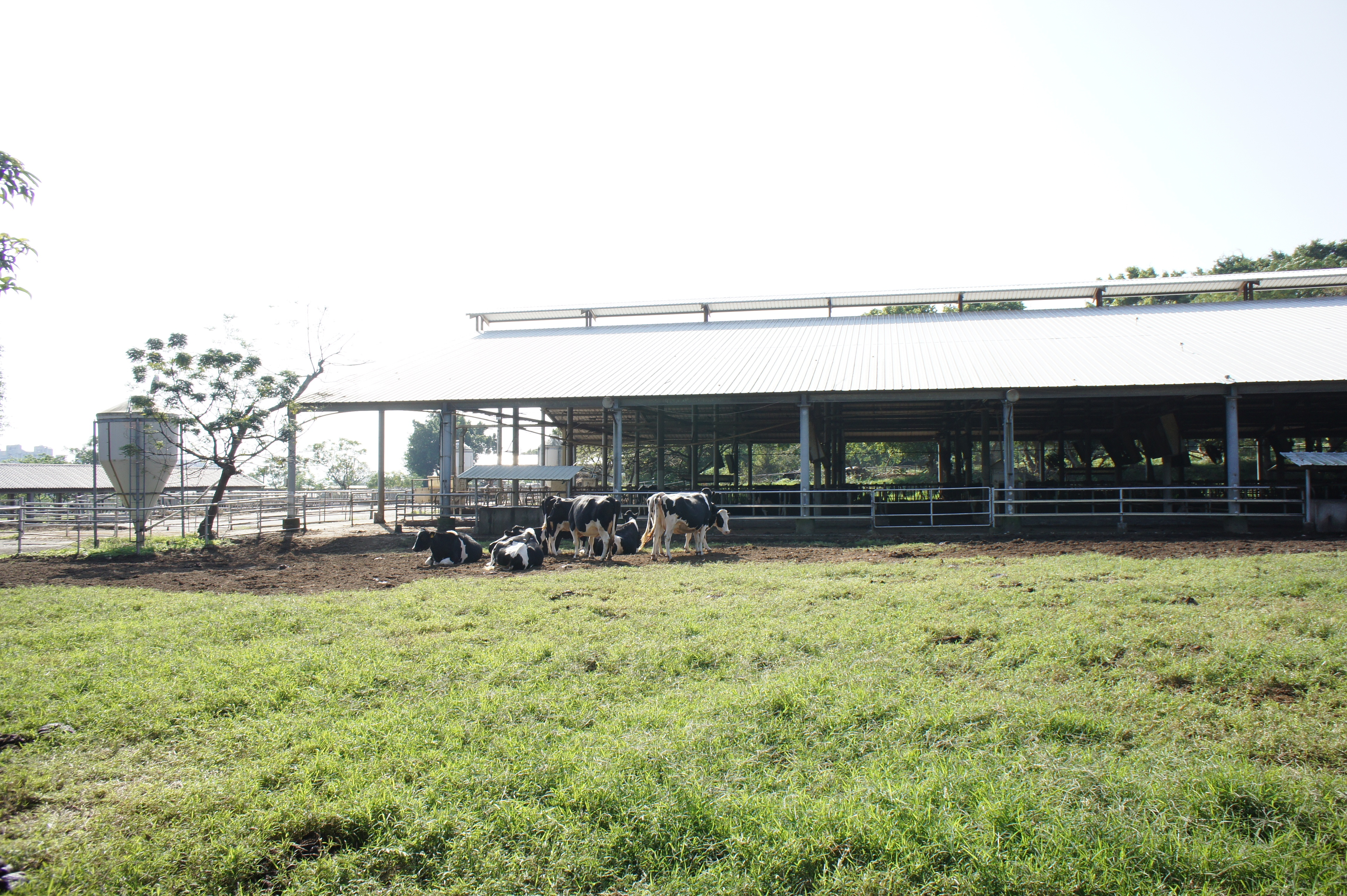
مزرعة تونغهاي التجريبية
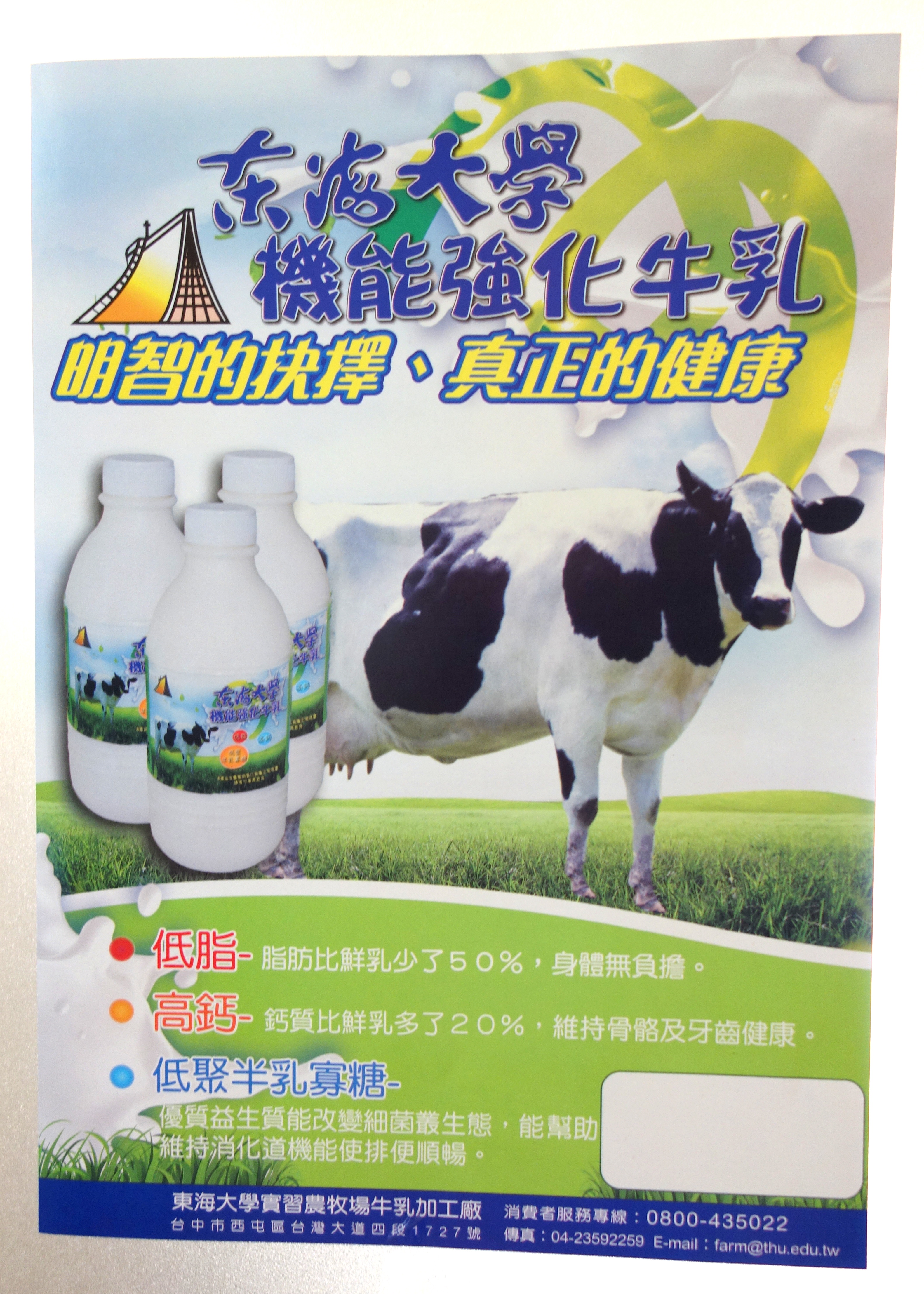
حليب من إنتاج مزرعة تونغهاي التجريبية

### شارع وينلي (شارع الفنون والعلوم)
يعتبر شارع وينلي المفروش بالبلاط الأحمر والرمادي والمحاط بالأشجار من كلا الجانبين، خط الحركة الرئيسي بين الكليات.

### المكتبة
تقع المكتبة الرئيسية لجامعة تونغهاي في نهاية سوق الحرم. تشمل مقتنيات المكتبة، ما يقرب من 600,000 مجلد، و6515 عنوانا حاليا، و21523 عنوانا إلكترونيا، وتنسيقات غير مطبوعة، وكتب نادرة.

## التصنيف
مرتبة الجامعة وفق تصنيف الجامعات والكليات:
|                                   | تصنيف كواكواريلي سيموندس | تصنيف مجلة تايمز | مركز تصنيف الجامعات العالمية |
| --------------------------------- | ------------------------ | ---------------- | ---------------------------- |
| الصعيد العالمي                    | 1201+ (2022)             | 1201+ (2022)     | 1800 (2022)                  |
| التقانة والهندسة - الصعيد العالمي |                          | 1001+ (2021)     |                              |
| الصعيد الإقليمي                   |                          | 401+ (2021)      |                              |
| الصعيد المحلي                     | 22+ (2022)               | 20+ (2022)       | 32 (2022)                    |

تأتي جامعة تونغهاي في المركز الثالث بين جميع الجامعات في تايوان، والأولى بين الجامعات الخاصة بحسب مجلة تايمز للتعليم العالي لعام 2020، الذي يقيم الجامعات وفق الأهداف الـ17 التي حددتها الأمم المتحدة للتنمية المستدامة
(بالإنجليزية: Sustainable Development Goals)‏.
في جائزة الاستدامة المؤسسية في تايوان (بالإنجليزية: Taiwan Corporate Sustainability Award)‏ لعام 2020، حصلت جامعة تونغهاي على درجات عالية في فئات جامعة نموذج الاستدامة.
تم تصنيف جامعة تونغهاي في المرتبة الثالثة في تايوان بحسب مجلة تايمز للتعليم العالي لعام 2020
كما فازت الجامعة أيضًا بجوائز أفضل مشروع استدامة من USR. فازت جامعة تونغهاي وجامعة تايوان الوطنية على حد سواء بمرتبة الشرف الذهبية.
وقّعت جامعة تونغهاي معاهدات للتوأمة مع أكثر من 310 جامعة حول العالم (تم التحديث: أغسطس 2021)، منتشرة في 5 قارات و32 دولة، وتساعد الطلاب على الدراسة في الخارج أو الحصول على درجة مزدوجة.

## آسيا والمحيط الهادئ
- اليابان: جامعة واسيدا، جامعة جونما، جامعة أويتا، جامعة تشيبا، جامعة توكاي، جامعة هيروشيما، جامعة أوكيناوا، جامعة ريوكيوس، جامعة تويو، جامعة طوكيو أوشن، معهد كيوشو للتكنولوجيا، الجامعة المسيحية الدولية، جامعة مدينة يوكوهاما، جامعة كانساي جاكوين، نارا هناك أكثر من 30 جامعة نسائية، وجامعة ناغويا للموسيقى، وجامعة ريتسوميكان آسيا والمحيط الهادئ، وجامعة أوياما جاكوين، وجامعة موموياما جاكوين.
- كوريا الجنوبية: جامعة كونكوك، وجامعة يونسي، وجامعة إيوا النسائية، وجامعة هانام، وجامعة كيميونغ، وجامعة هانيانغ، والجامعة الكاثوليكية في كوريا.
- الصين: جامعة بكين، جامعة فودان، جامعة صن يات صن، جامعة شرق الصين العادية، جامعة تشجيانغ، جامعة سيتشوان، جامعة نانجينغ، جامعة شيامن، جامعة تسينغهوا، جامعة جياوتونغ، جامعة داليان للتكنولوجيا، جامعة رينمين الصينية، معهد بكين. التكنولوجيا وغيرها أكثر من 30.
- هونغ كونغ: جامعة مدينة هونغ كونغ، جامعة هونغ كونغ المعمدانية، جامعة لينجنان، كلية هونغ كونغ تشوهاي
- ماكاو: جامعة ماكاو للعلوم والتكنولوجيا
- فيتنام: المركز القومي للبحوث في علم البيئة والموارد البيولوجية
- الفلبين: جامعة الفلبين
- تايلاند: جامعة شولالونغكورن، جامعة تاماسات، جامعة شيانغ ماي و5 مدارس أخرى
- ماليزيا: جامعة مالايا، كلية نيو إيرا، جامعة رامان، كلية هان جيانغ، جامعة صنواي، الأكاديمية الماليزية للفنون
- إندونيسيا: جامعة إندونيسيا، جامعة بيترا، جامعة نورمانسون
- أستراليا: جامعة ولونجونج، جامعة جريفيث، جامعة نيو ساوث ويلز وغيرها

## أفريقيا
- مصر: جامعة قناة السويس
- جنوب إفريقيا: جامعة بوتشيفستروم

## المنطقة الأوروبية
- المملكة المتحدة: جامعة هول، جامعة ساوث باي، جامعة أكسفورد بروكس، جامعة نوتنغهام، وغيرها.
- أيرلندا: جامعة مدينة دبلن
- فرنسا: جامعة مين
- ألمانيا: جامعة مونستر

## الأمريكتان
- الولايات المتحدة: جامعة ولاية ميشيغان، جامعة بوسطن، جامعة ولاية واشنطن، جامعة تمبل، جامعة رود آيلاند، جامعة بيتسبرغ، جامعة ميليكن، جامعة جورجيا، جامعة جنوب فلوريدا، جامعة إنديانابوليس، جامعة جونز هوبكنز، جامعة لوكهافن، تشاتام الجامعة، جامعة باسيفيك اللوثرية، جامعة إلينوي في سبرينغفيلد، جامعة ولاية كونيتيكت المركزية، جامعة ألين الدولية، جامعة ولاية سام هيوستن، جامعة وايومنغ، جامعة كلافلين، آي.هناك أكثر من 40 جامعة بما في ذلك جامعة كرونا.
- الأرجنتين: جامعة بالجلينو
- البرازيل: جامعة ساو باولو
- بنما: مدرسة سميثسونيان للدراسات الاستوائية

## نظام الشهادة المزدوجة
- أستراليا: جامعة نيو ساوث ويلز
- الولايات المتحدة: جامعة تمبل، جامعة ولاية فلوريدا

## التعاون الدولي
منذ تأسيس جامعة تونغهاي في عام 1955، أنشأت الجامعة شبكة عالمية تضم أكثر من 289 مدرسة شقيقة في 31 دولة في جميع أنحاء العالم، بما في ذلك الولايات المتحدة وأستراليا واليابان وكوريا والهند وألمانيا وإنجلترا وفرنسا وإيطاليا وإسبانيا وغيرها الكثير. من خلال علاقاتها وانتماءاتها الدولية العميقة، أطلقت جامعة تونغهاي برامج عالمية مثل الفصول الدراسية القصيرة، وبرنامج غلوبال إليت (النخبة)، والماجستير العالمي في إدارة الأعمال وأول كلية دولية للانغماس في اللغة الإنجليزية في تايوان، وجذب الطلاب والكليات في الخارج إلى تايوان.

### الانتماءات المسيحية

#### مجلس الكليات والجامعات المسيحية

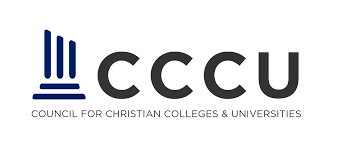
شعار مجلس الكليات والجامعات المسيحية (CCCU)

إن جامعة تونغهاي عضو في مجلس الكليات والجامعات المسيحية، وهي منظمة تضم أكثر من 180 مؤسسة مسيحية للتعليم العالي في جميع أنحاء العالم. تتمثل مهمة مجلس الكليات والجامعات المسيحية في تعزيز التعليم العالي مع التركيز على الإيمان المسيحي، ومساعدة المدارس المنتسبة في البحث الأكاديمي وتقديم المنح الدراسية. تعمل جامعة تونغهاي في إطار عضويتها مجلس الكليات والجامعات المسيحية على تسهيل التبادلات الأكاديمية والثقافية مع المدارس التابعة لها في جميع أنحاء العالم.

#### المجلس الدولي للتعليم العالي (ICHE)
تأسس المجلس الدولي للتعليم العالي (بالإنجليزية: The International Council on Higher Education) في سويسرا عام 1977 من قبل مجموعة من العلماء المسيحيين بهدف العمل يدا بيد لحل التحديات التي تواجه التعليم العالي العالمي. في الوقت نفسه، يأمل المجلس الدولي للتعليم العالي أيضًا في تعزيز الروابط الدولية والتعاون بين المدارس المنتسبة.
في عام 2019، عقد المؤتمر الآسيوي السنوي للمجلس الدولي للتعليم العالي في جامعة تونغهاي. وكان موضوع المؤتمر هو «إرساء العدالة من خلال التعليم العالي» بمشاركة باحثين من الولايات المتحدة وتايوان والفلبين وكوريا ونيبال وكوريا الشمالية وقرغيزستان وغيرها.

#### اتحاد الجامعات والكليات المسيحية في آسيا

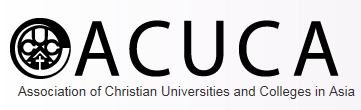
شعار اتحاد الجامعات والكليات المسيحية في آسيا (ACUCA)

اتحاد الجامعات والكليات المسيحية في آسيا (بالإنجليزية: Association of Christian Universities and Colleges in Asia) هو تحالف من الجامعات والكليات المسيحية في آسيا. الاتحاد مكرس لخدمة الإيمان المسيحي في التعليم العالي، وقد كان منصة مهمة للدعم المتبادل بين المؤسسات التعليمية المسيحية في منطقة آسيا والمحيط الهادئ. تعقد المدارس المنتسبة برامج تبادل مع مدارس منتسبة أخرى ويمكنها التقدم بطلب للحصول على منح يصدرها اتحاد الجامعات والكليات المسيحية في آسيا.

#### المجلس المتحد

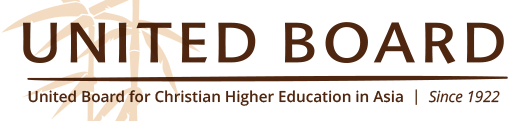
شعار المجلس المتحد

تأسس المجلس المتحد للتعليم العالي المسيحي في آسيا المعروف اختصارا باسم «المجلس المتحد» في عام 1922، وقد أنشأ المجلس 13 جامعة مسيحية في القارة الصينية، فبما ي ذلك جامعة وجيان المسيحية، جامعة جينلينج، وجامعة هونغشاو، وجامعة هواشونغ، وكلية هوا نان، وجامعة لينغنان، وجامعة نانجينغ، وجامعة القديس يوحنا، وجامعة شنغهاي وجامعة شانتونج المسيحية، وجامعة سوتشاو، وجامعة ويست تشاينا يونيون، وجامعة ينغشينغ، مساهمة بذلك بشكل كبير في التعليم العالي في الصين. تأسست تونغهاي في وقت لاحق في عام 1953، بعد أن أُجبرت 13 جامعة مسيحية على الإغلاق في القارة الصينية.

### الانتماءات الدولية

#### فولبرايت تايوان - برنامج الفصول المصغرة
يشجع برنامج فولبرايت التفاهم والثقة المتبادلة بين الناس من خلال مكافأة الطلاب الموهوبين والمتحمسين والعلماء والفنانين والخبراء من خلفيات ومجالات متنوعة. بدأ العمل ببرنامج فولبرايت منذ 70 عامًا، مما يوفر نظرة أكثر إيجابية للعالم من خلال تجارب التعلم عبر الثقافات. في عام 2020، تم إطلاق برنامج تونغهاي للفصل الدراسي المصغر بالتعاون مع الائتلاف التايواني للدراسة بالخارج (بالإنجليزية: Consortium for Study Abroad in Taiwan) الذي تديره فولبرايت تايوان.

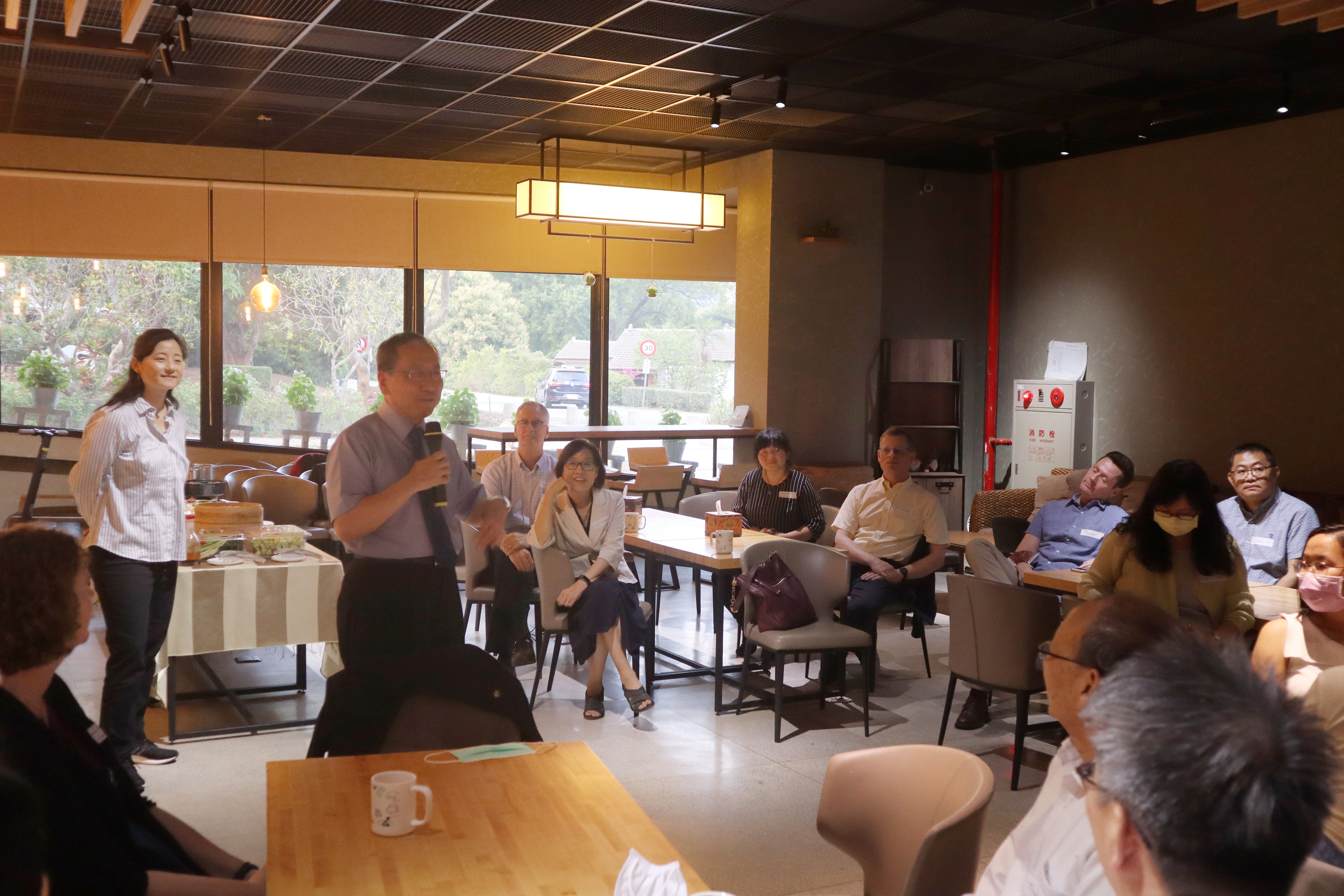
ماو جيون وانغ، رئيس جامعة تونغهاي، وهو يرحب بالعلماء والطلاب الزائرين لفولبرايت.

#### تحالف جامعات الفنون الليبرالية الآسيوية
يتكون تحالف جامعات الفنون الليبرالية الآسيوية (بالإنجليزية: Alliance of Asian Liberal Arts Universities)‏ من 15 مؤسسة للفنون الحرة في آسيا، بما في ذلك جامعة تونغهاي في تايوان، وجامعة بكين في القارة الصينية، وجامعة سيول الوطنية في كوريا، وجامعة واسيدا في اليابان. تعمل جامعة تونغهاي بصفتها عضوا تأسيسيا. الغرض من تحالف جامعات الفنون الليبرالية الآسيوية هو تمكين الجامعات المنتسبة ذات الخصائص والرؤى المتشابهة للتعلم والعمل يدا بيد لتحسين جودة التعليم. يساعد تحالف جامعات الفنون الليبرالية الآسيوية أيضًا في تعزيز تعليم الفنون الحرة في آسيا.

#### برينستون في آسيا
تعتبر جامعة برينستون في آسيا المنطوية تحت جناح جامعة برينستون، منظمة هدفها تعزيز الروابط التعليمية بين الشرق والغرب. تقدم جامعة برينستون في آسيا المعلمين المتميزين إلى جامعة تونغهاي ضمن إطار التبادل التعليمي. منذ عام 1955، كانت جامعة تونغهاي شريكًا لجامعة برينستون في آسيا لبناء شبكة دولية في آسيا.

### الكلية الدولية
في عام 2014، أنشأت الجامعة أول كلية دولية تدرس باللغة الإنجليزية في تايوان، تقدم ثلاثة برامج للحصول على درجة البكالوريوس: إدارة الأعمال الدولية، وعلوم وهندسة الاستدامة، وبرنامج متعدد التخصصات.
الكلية لديها مدارس شريكة بما في ذلك جامعة تمبل، جامعة ترينيتي، جامعة أندروز، جامعة جنوب فلوريدا، جامعة رود آيلاند، كلية إي إس سي رين للأعمال، جامعة نوتنغهام ترنت، وجامعة غرب إنجلترا، وجامعة نيو ساوث ويلز، وجامعة ساوثرن كروس بأستراليا، وجامعات أخرى. في عام 2019، تم قبول خريجي الكلية الدولية في برامج الماجستير بما في ذلك جامعة بنسلفانيا وجامعة بوسطن وجامعة مانشستر وجامعة ملبورن وجامعة نيو ساوث ويلز وجامعة سنغافورة الوطنية وغيرها.

#### برنامج الشهادات متعددة التخصصات
في عام 2020، بدأت الكلية الدولية في قبول الطلاب الدوليين الذين يرغبون في تعلم اللغة الصينية دون الإعلان عن التخصص في العامين الأولين. في سنتهم الأولى والثانية، يمكن للطلاب إعلان تخصص في أي من البرامج داخل الكلية الدولية أو الكليات الأخرى في جامعة تونغهاي.

#### فولبرايت تايوان - الفصول الدراسية المصغرة
الفصل الدراسي المصغر بجامعة تونغهاي هو برنامج زيارة قصير للكليات والطلاب من المدارس الشريكة في الولايات المتحدة لتقديم دورات في كلية تونغهاي الدولية وأخذها. بصرف النظر عن الأكاديميين، يدعو البرنامج أيضًا الكليات والطلاب الدوليين في رحلات إلى مناطق الجذب السياحي الشهيرة في وسط تايوان.

### كلية الإدارة

#### برنامج النخبة العالمية
في عام 2019، بدأت كلية الإدارة بجامعة تونغهاي برنامجًا كاملاً للنخبة العالمية باللغة الإنجليزية. يوفر البرنامج للطلاب فرصة للدراسة في الخارج من خلال نظام الشهادة المزدوجة. تشمل المدارس الشريكة جامعة روتجرز وجامعة رود آيلاند وجامعة تكساس في دالاس وغيرها.

#### ماجستير دولي في إدارة الأعمال
تحت لواء كلية الإدارة، يعنى برنامج الماجستير بإدارة الأعمال ويدرس باللغة الإنجليزية بالكامل كما أنه متاح للطلاب المحليين والدوليين. يهدف برنامج الماجستير الدولي في إدارة الأعمال إلى تزويد الطلاب بدورات الأعمال التي يتم تدريسها في بيئة تعليمية عالمية.

### كلية الفنون

#### برنامج الدراسات العليا الدولي لتدريس اللغة الصينية كلغة ثانية
يستهدف برنامج الدراسات العليا الدولي لتدريس اللغة الصينية كلغة ثانية في المقام الأول الطلاب غير الناطقين باللغة الصينية للحصول على درجة الماجستير في تدريس اللغة الصينية.

### كلية العلوم

#### برنامج الدراسات العليا في الطب الحيوي وعلوم المواد
تأسس برنامج الدراسات العليا في الطب الحيوي وعلوم المواد في عام 2020 ويُدرس باللغة الإنجليزية. وقد بدأ في استقبال الطلاب الدوليين للحصول على درجة الدكتوراه في الطب الحيوي وعلوم المواد.

## الابتكارات

### مركز الذكاء الاصطناعي
من أجل رعاية مواهب الذكاء الاصطناعي المستقبلية، قامت جامعة تونغهاي بتحسين مرافق الكمبيوتر، وجعلت التفكير في الذكاء الاصطناعي ودورات لغة البرمجة إلزامية للجامعة بأكملها.

### مدرسة في الحوسبة السحابية برعاية خدمات أمازون ويب
بفضل خدمات أمازون ويب، تعد كلية الابتكار السحابي بجامعة تونغهاي أول تعاون متعدد التخصصات في تايوان بين كلية الهندسة وكلية الإدارة وأقسام تكنولوجيا المعلومات والهندسة والهندسة الكهربائية وإدارة الأعمال وإدارة رأس المال. يغطي المنهج مجالين رئيسيين: التكنولوجيا السحابية والاقتصاد الرقمي.

## قائمة الرؤساء
- بوسون تسنغ، 1953-1958
- وو تيه ياو، 1958-1972
- مينج شان هسيه، 1972-1978
- مي كو وان، 1978-1992
- تانيين روان، 1992-1995
- كانغ بي وانغ، 1995-2004
- هايدن تشين، 2004-2012
- مينج جير تانج، 2013-2015
- ماو جون وانغ، 2016 - حتى الآن

## أبرز الخريجين
- تشن لونغ بن، نحات
- تشيو تشينغ تشون، قاضي مقاطعة هسينشو (2009-2018)
- تشونغ لينغ، كاتب وناقد ومعلم ومترجم
- بي يوان شيا (1961)، مدير تنفيذي متقاعد في سيتيكورب
- هو مين هاو، عضو مجلس اليوان التشريعي (2002-2008)
- هو بينغ، مخرج الفيلم
- هوانغ تين هوي، فنان ورجل أعمال
- كولاس يوتاكا، المتحدث باسم اليوان التنفيذي
- تشي مينج كو، فيزيائي نووي
- لياو هوي فانغ، نائب وزير العمل (2016-2017)
- بينج هوي لياو (1976)، أستاذ دراسات تايوان
- تي سي لين (طالب تبادل عام 1988)، مخرج أفلام، مصور، وكاتب [49]
- بان شيه وي، وزير العمل (2014)
- تيان هونغ ماو، وزير الخارجية (2000-2002)
- تساي تشي تشانغ، نائب رئيس اليوان التشريعي
- كيفن تساي (1985)، مذيع تلفزيوني على كانغ شي لي
- تو وايمنغ (1961)، عالم أخلاقي ودارس في الكونفوشية الحديثة، أستاذ فخري في التاريخ الصيني والفلسفة بجامعة هارفارد
- بن وانج، أستاذ هندسة المواد [50]
- يانغ مو، شاعر
- كريس ياو (1975)، مهندس معماري
- يو شي كون (1985)، سياسي من الحزب الديمقراطي التقدمي
- يانغ ياو، عضو المجلس التشريعي لليوان

## معرض الصور

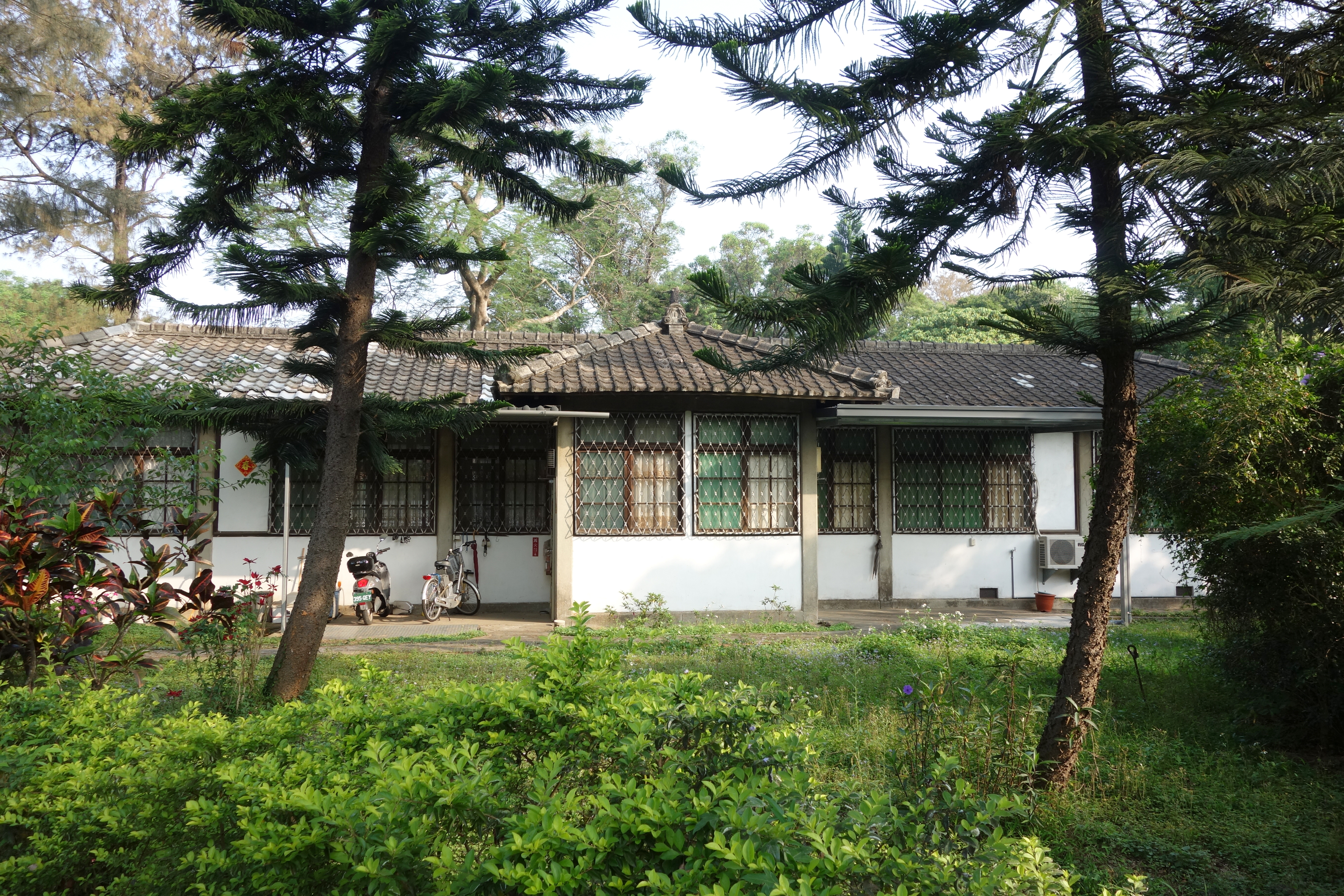
سكن أعضاء هيئة التدريس - جامعة تونغهاي
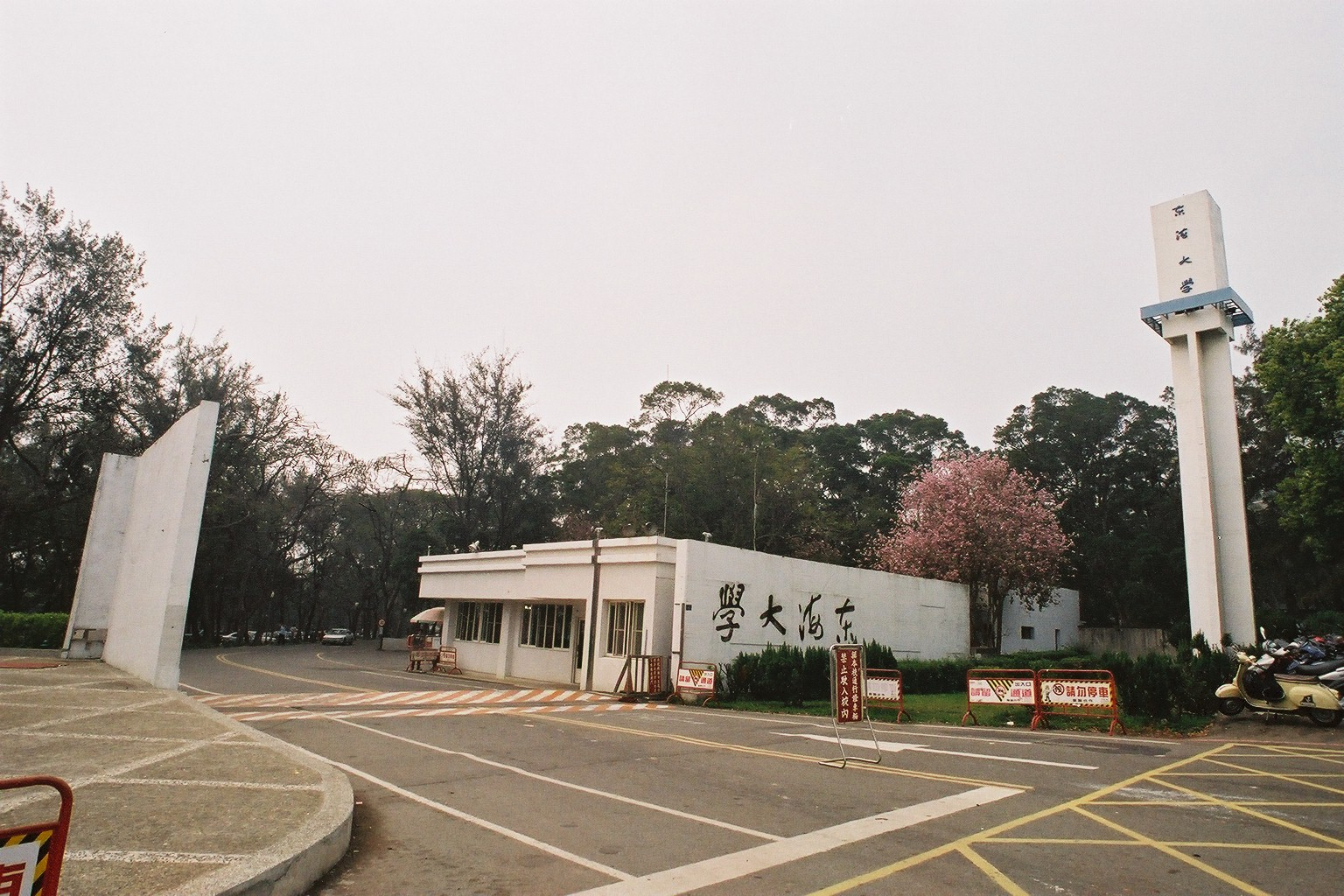
البوابة الرئيسية لجامعة تونغهاي
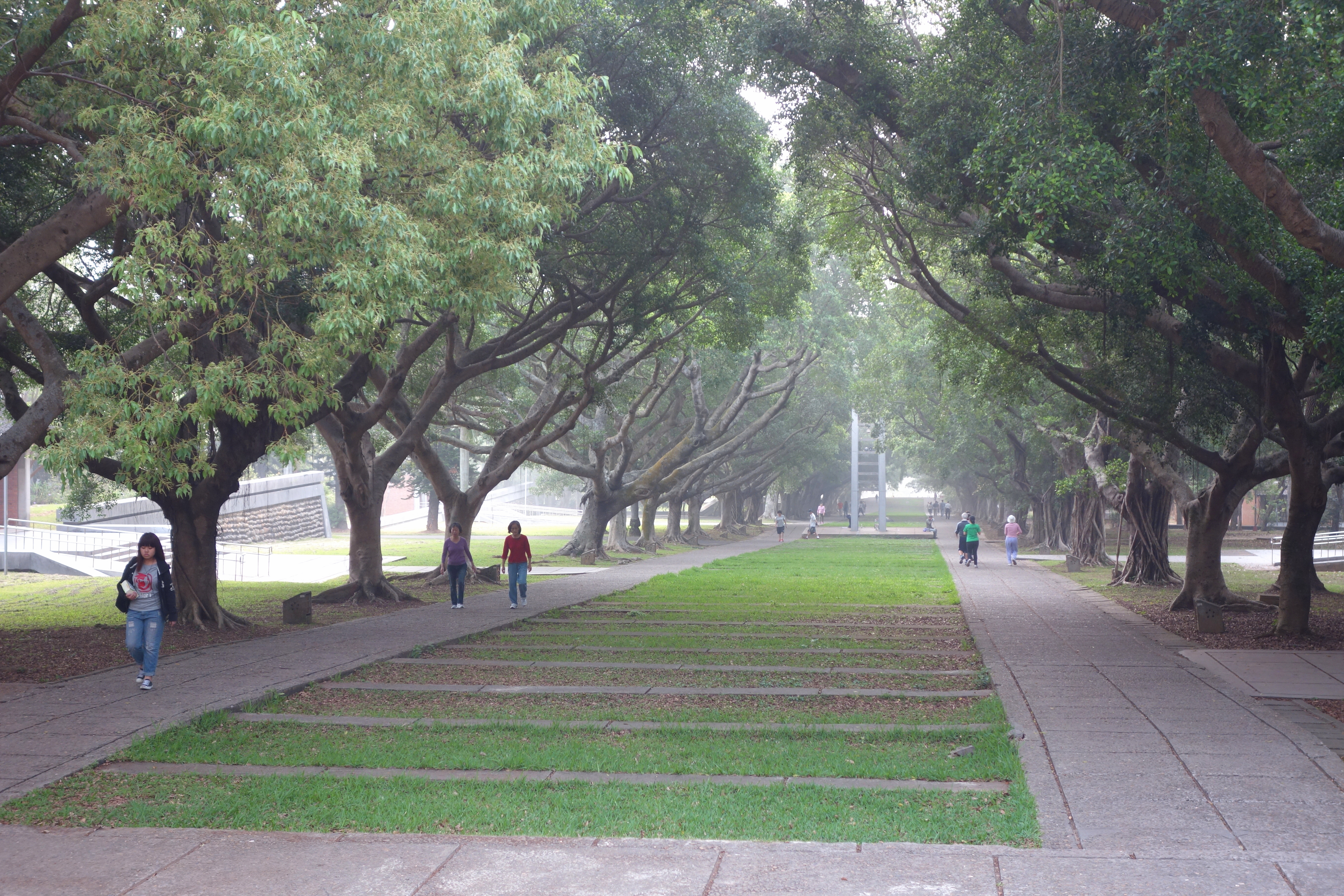
شارع وينلي
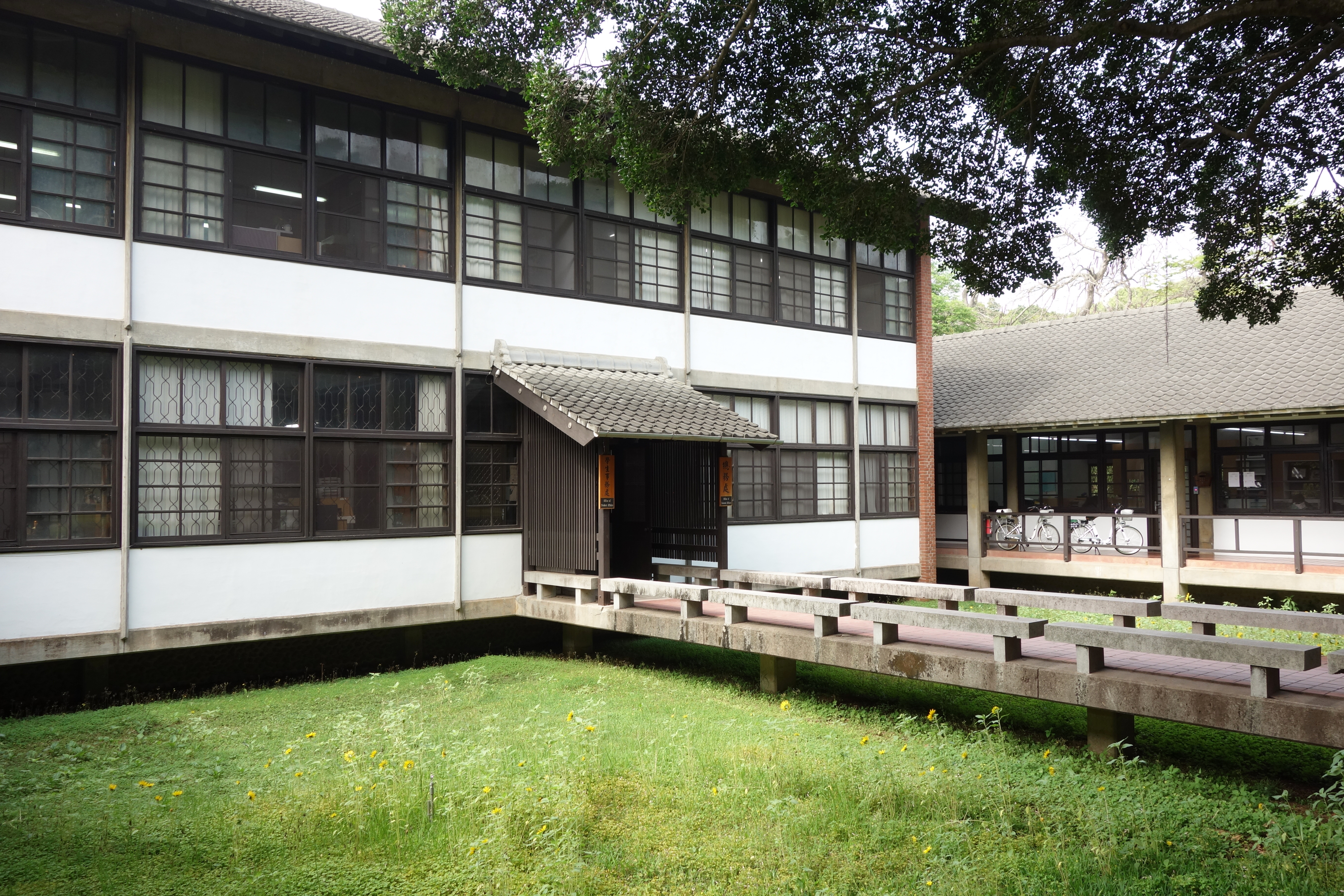
الإدارة - جامعة تونغهاي
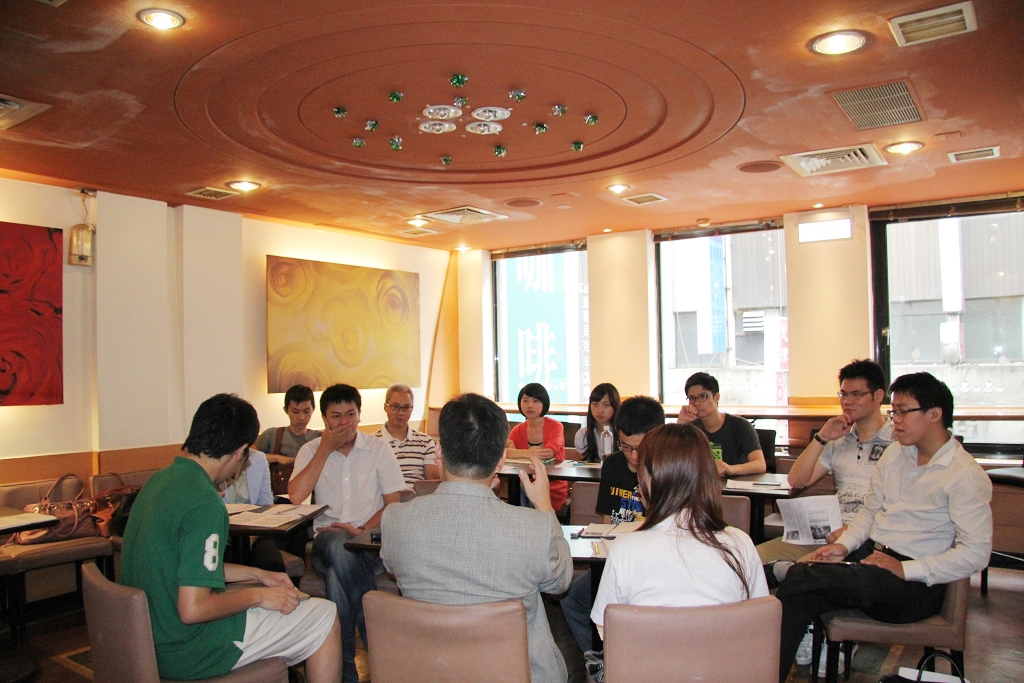
محاضرة في مدرسة بويا
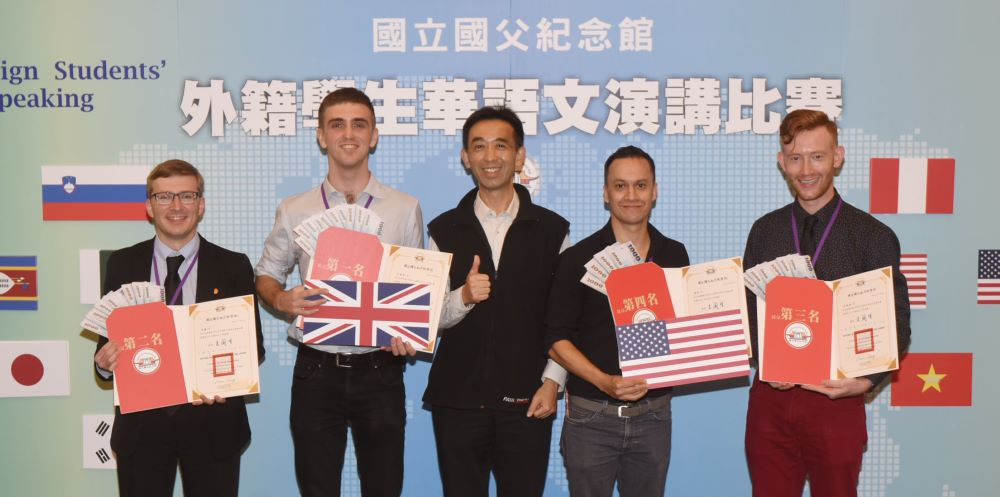
فوز طلاب مركز تونغهاي للغة الصينية بالمركزين الثاني والثالث في مسابقة الكلام الصيني
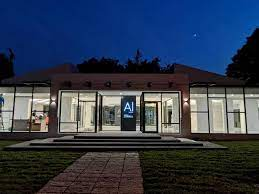
مركز تونغهاي للذكاء الاصطناعي
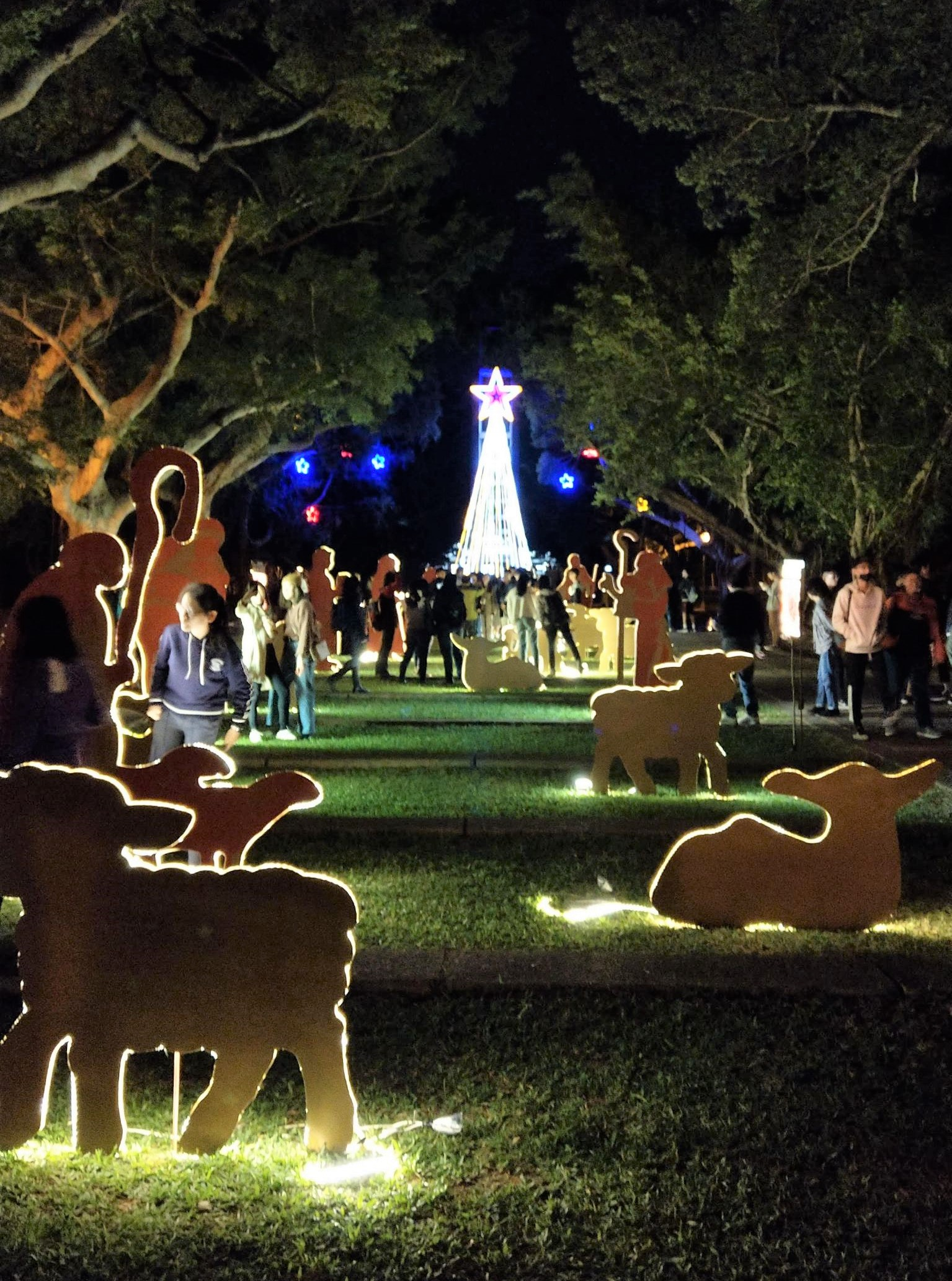
شارع وينلي في الجامعة عشية عيد الميلاد.
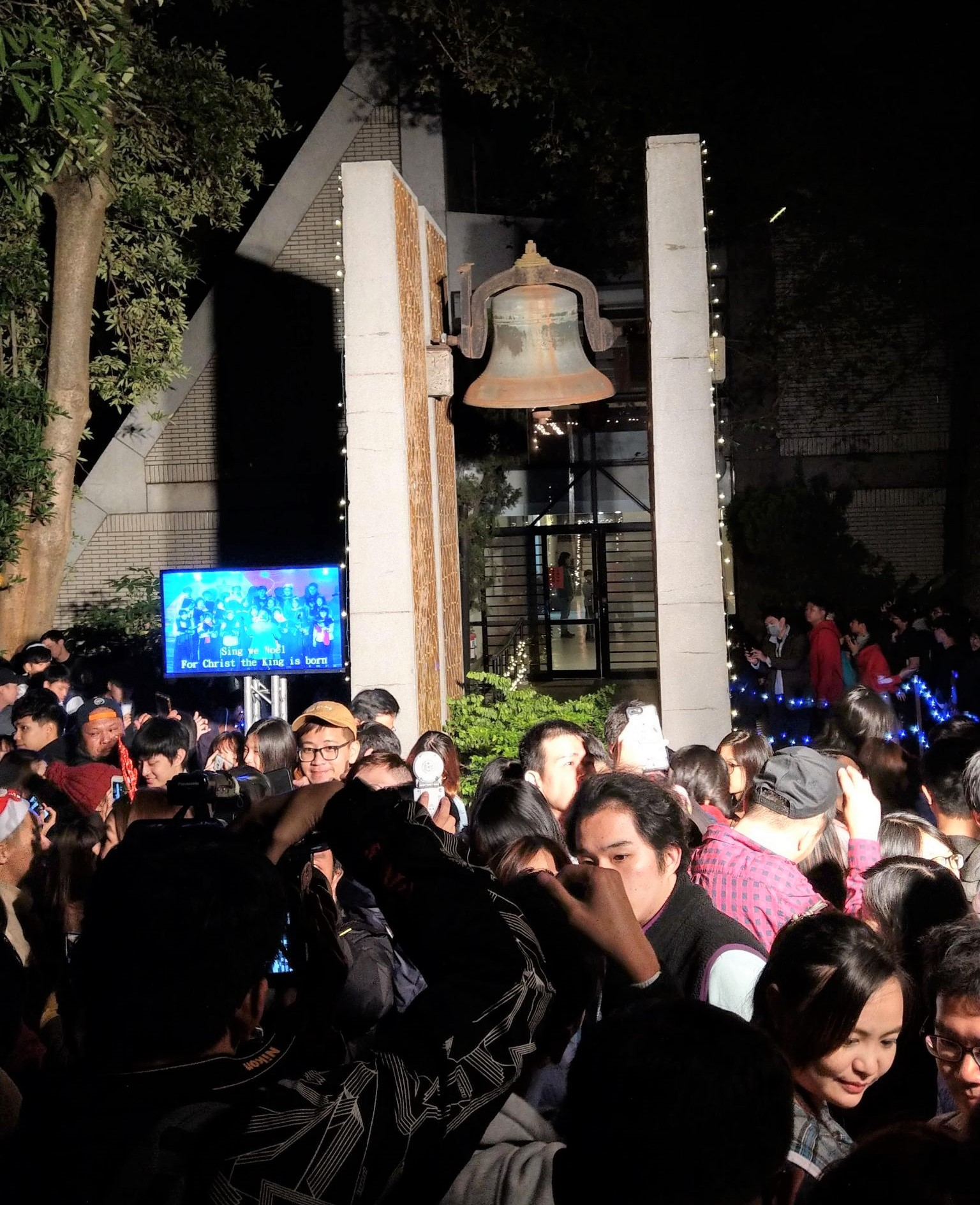
تجمع السائحين حول برج الكاهن بيل، في انتظار الضربات المائة في منتصف الليل عشية عيد الميلاد.
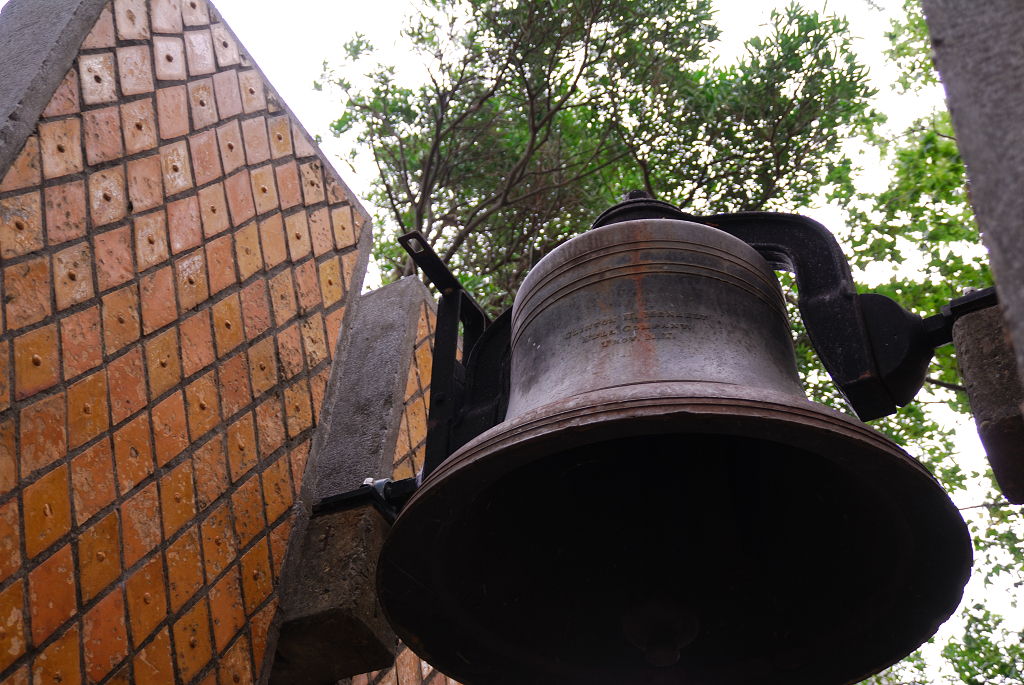
برج الكاهن بيل
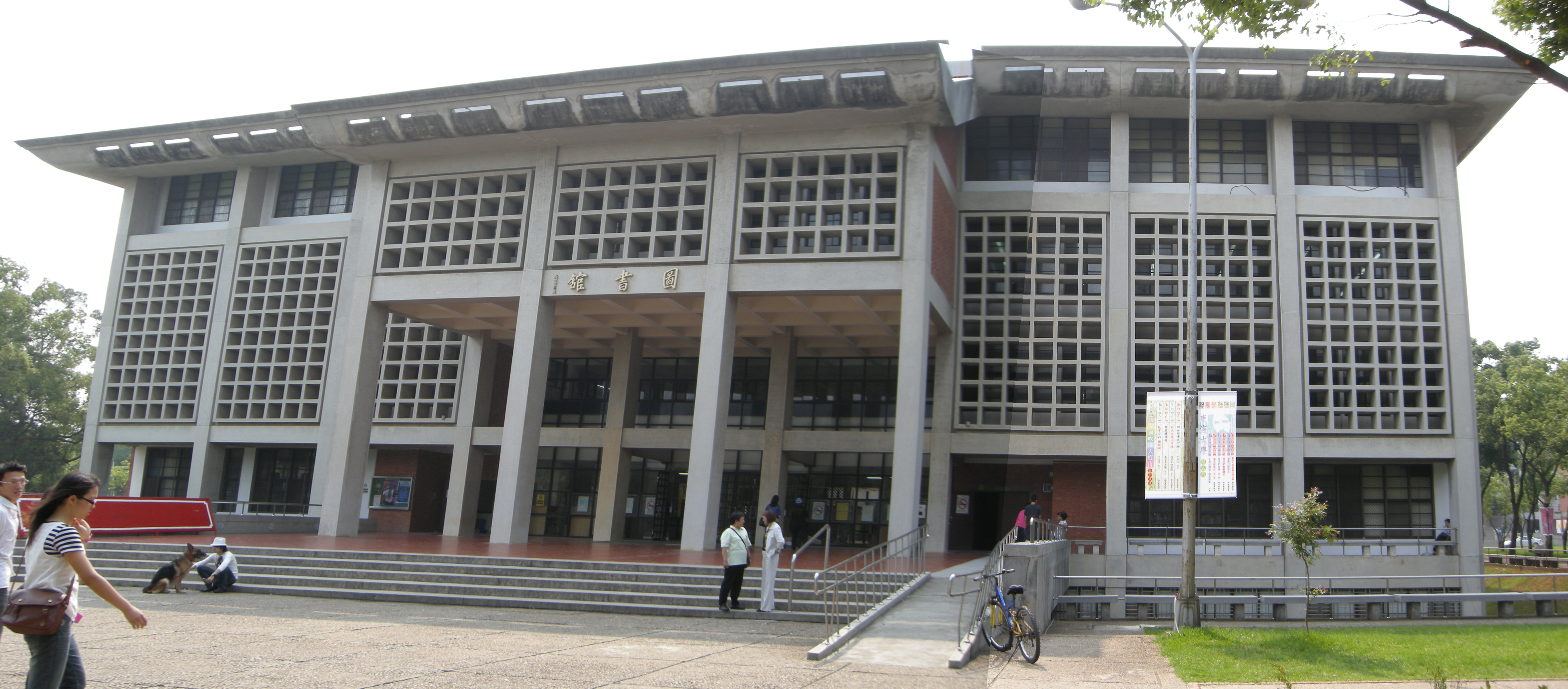
مكتبة جامعة تونغهاي
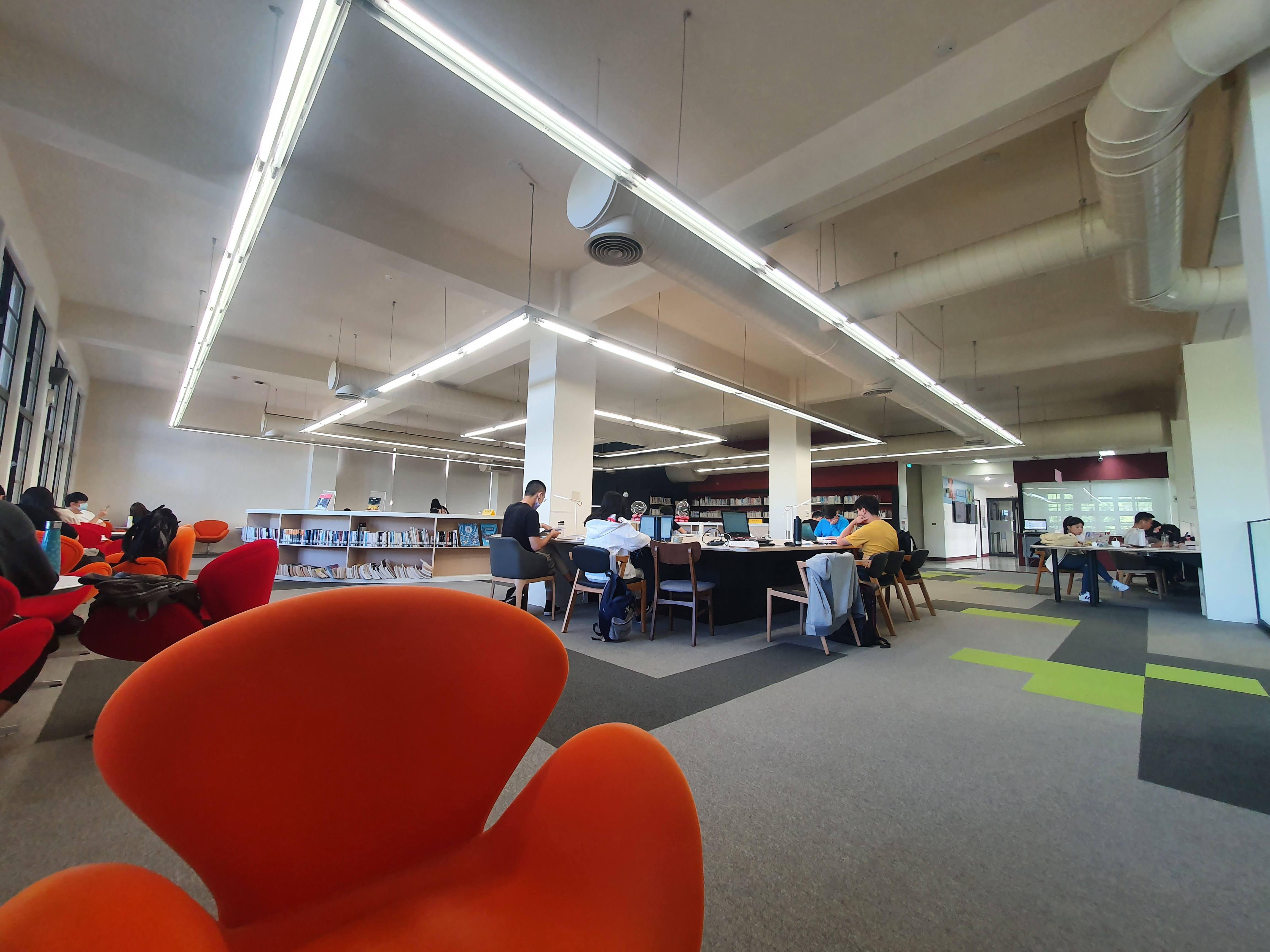
مكتبة جامعة تونغهاي
مبنى الإدارة. وغرفة الرئيس في الطابق الثاني
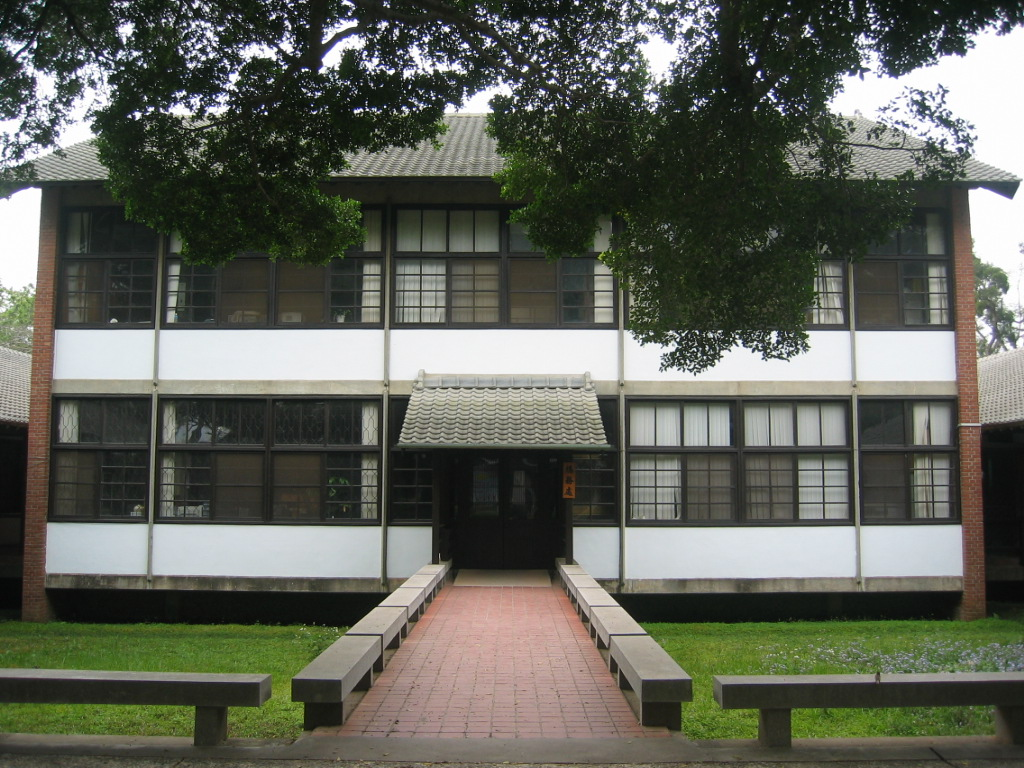
المركز الإداري
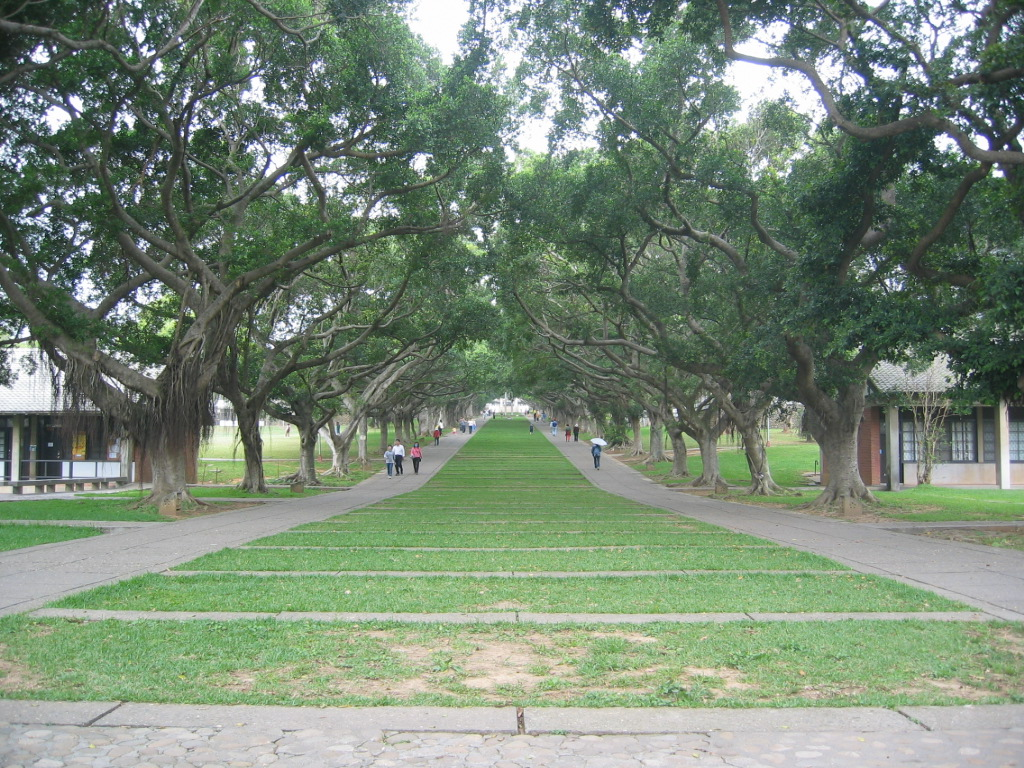
شارع الفنون والعلوم
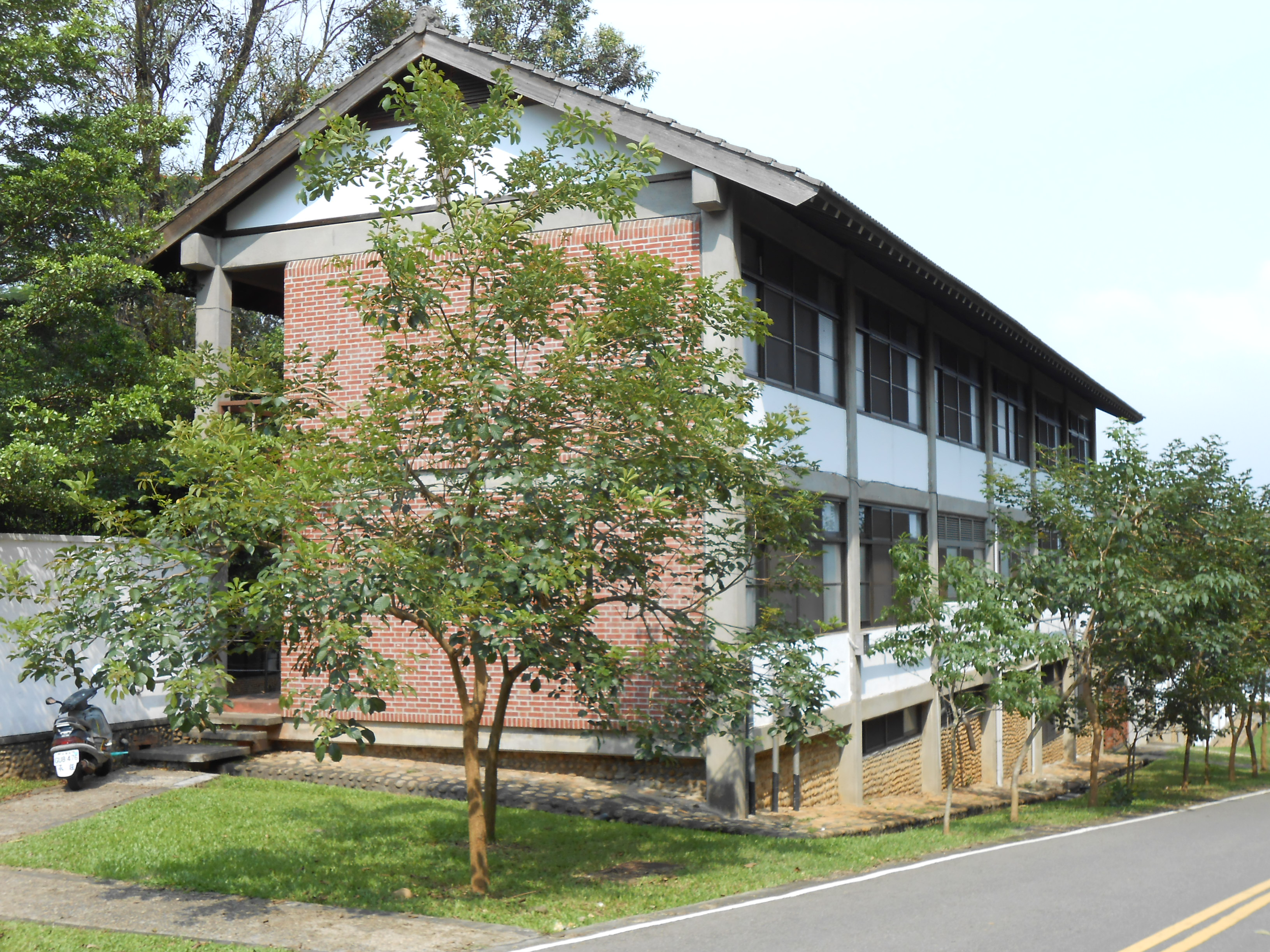
عنبر للذكور ، الصورة تظهر المبنى الرابع عشر
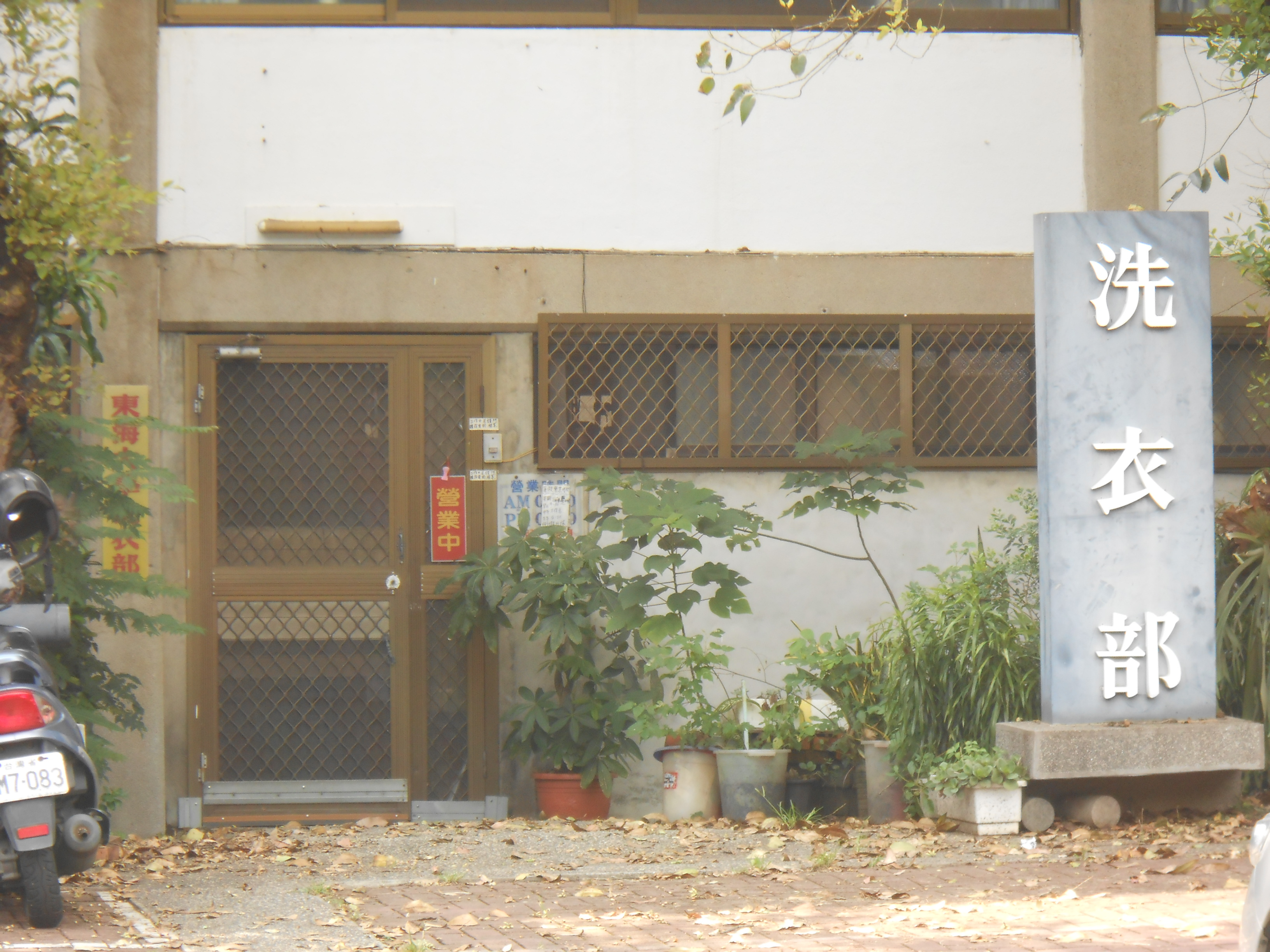
قسم الغسيل في الطابق الأول، مهجع للذكور
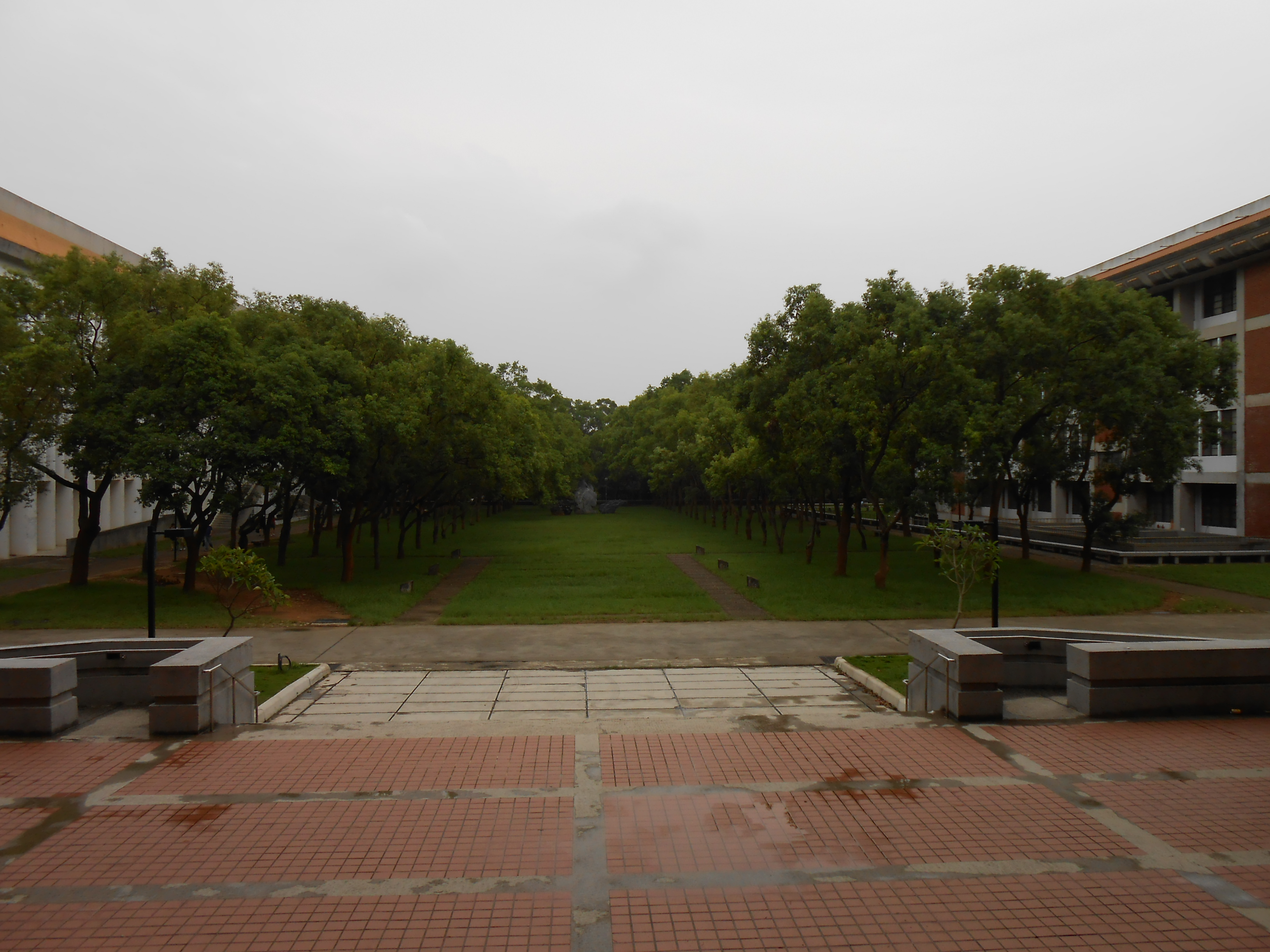
ساحة أمام كلية العلوم الاجتماعية جامعة تونغهاي
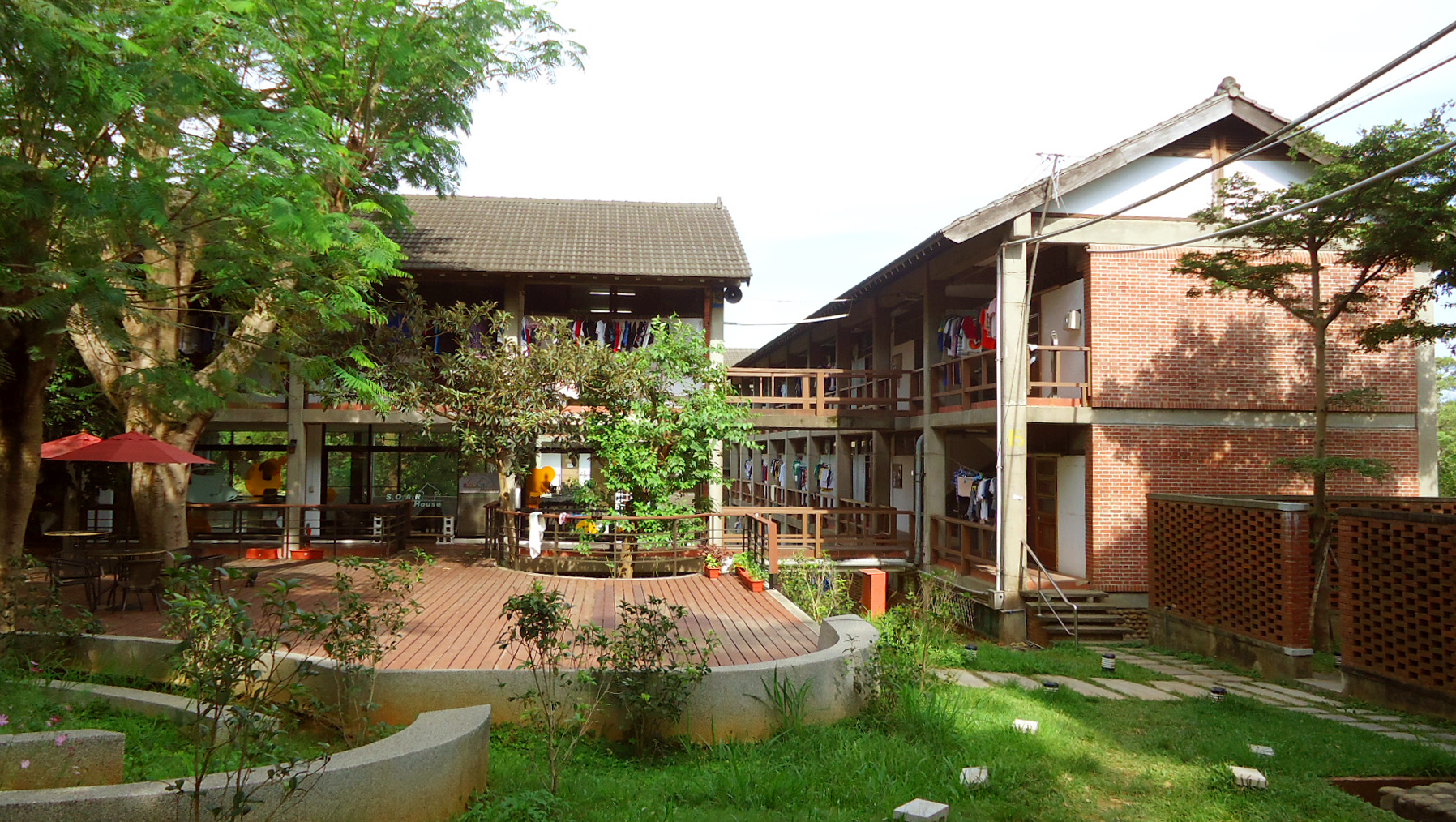
مهجع للذكور
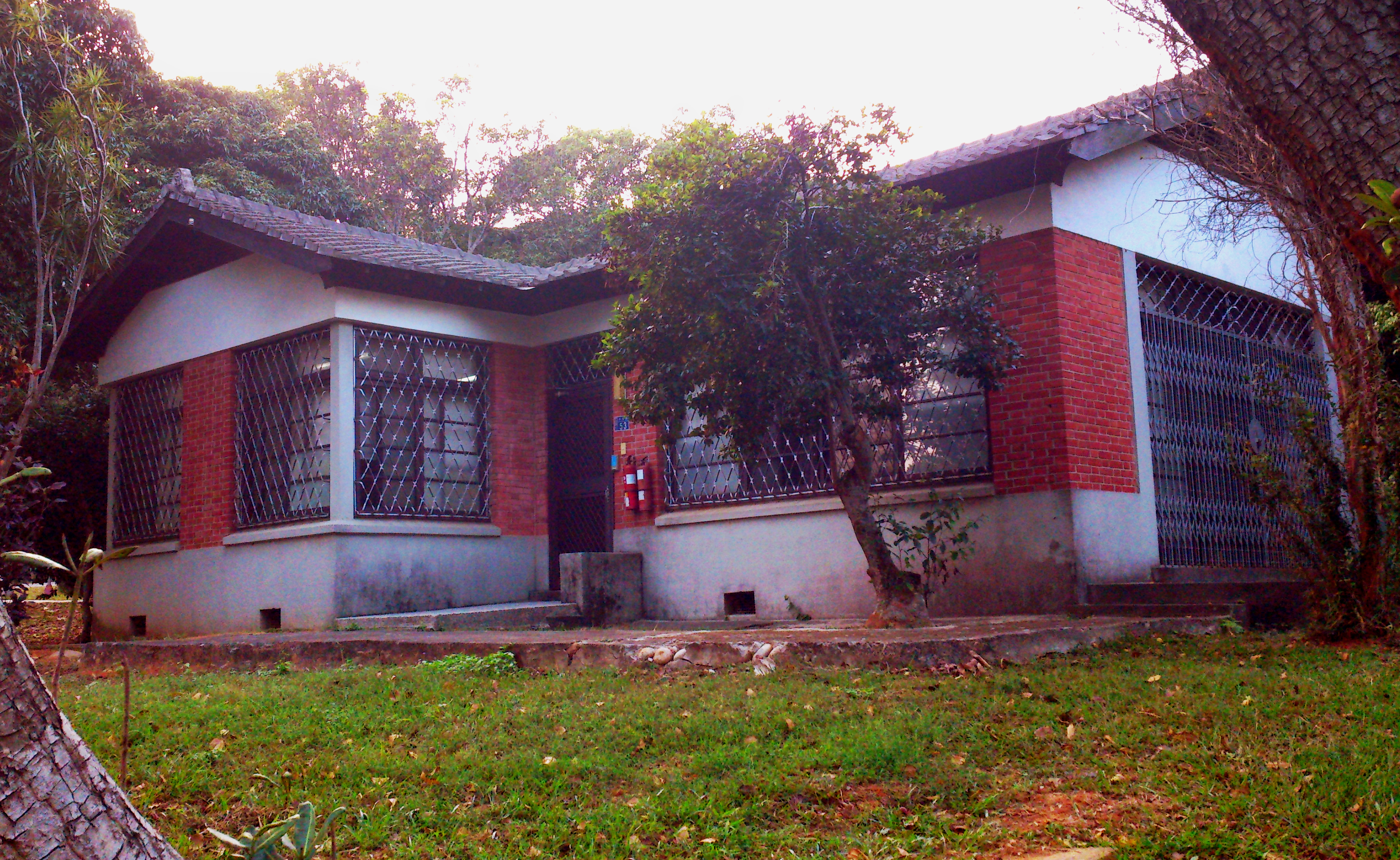
مهجع الموظفين
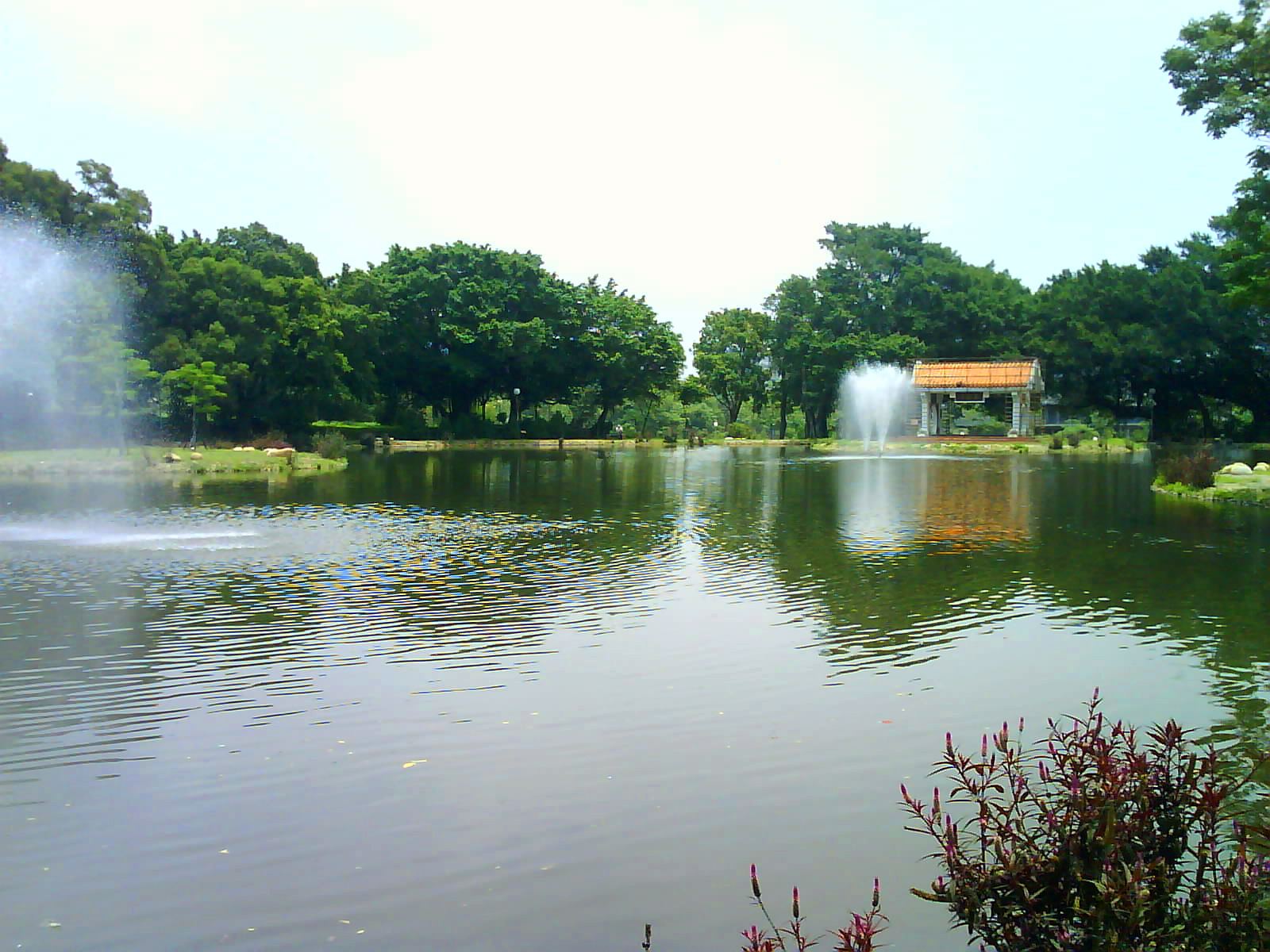
بحيرة تونغهاي
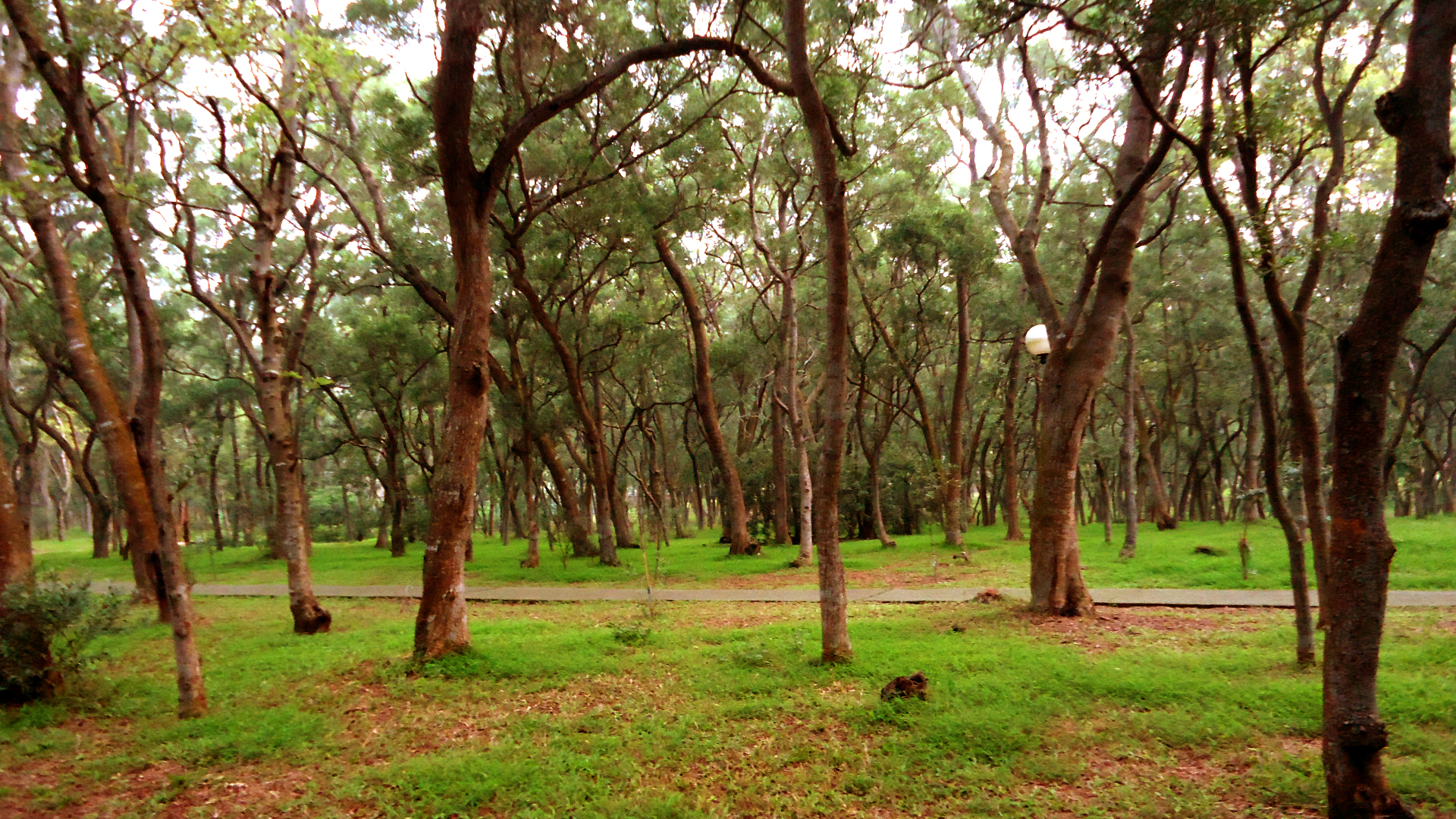
أشجار الأكاسيا بالحرم
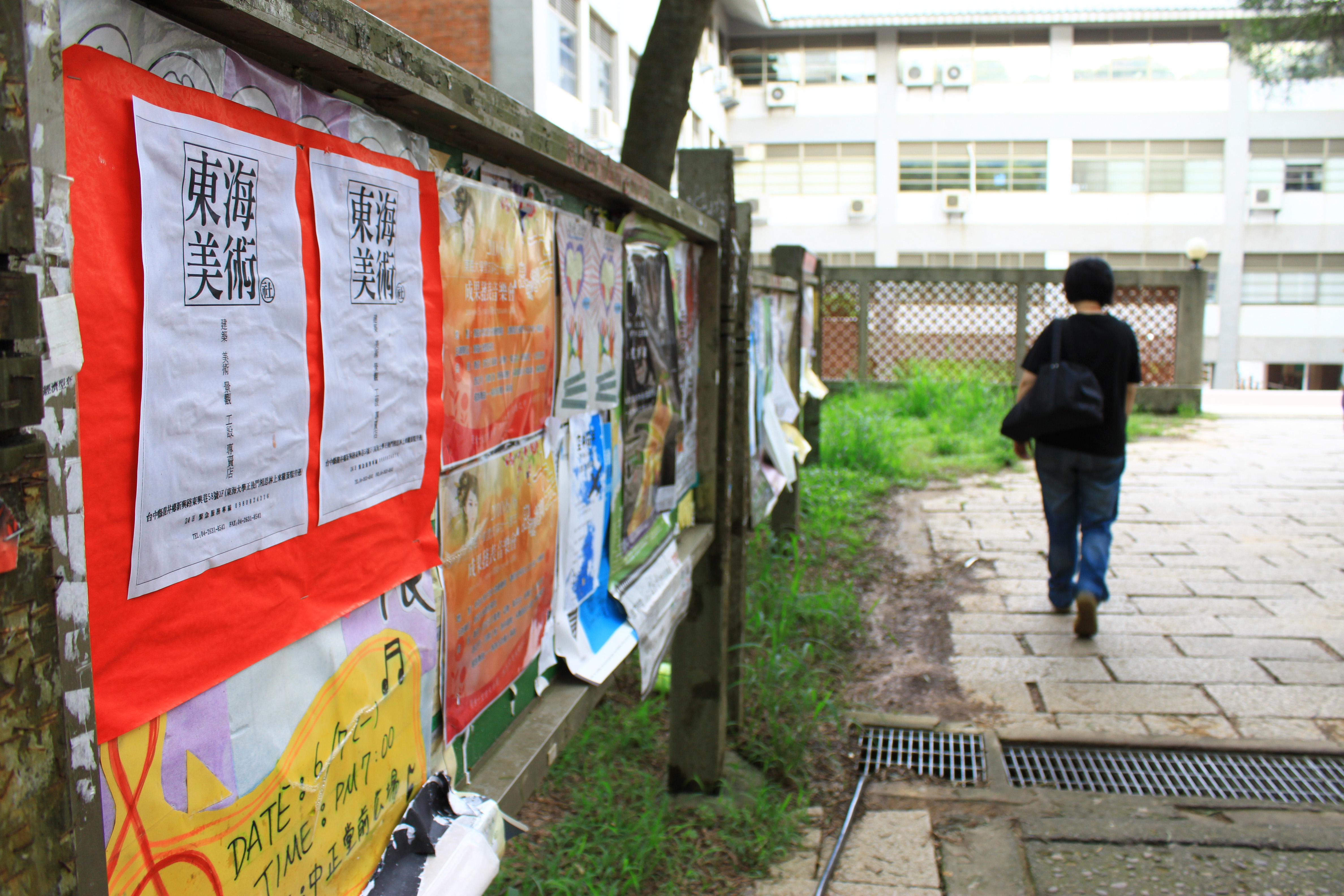
لوجة إعلانات
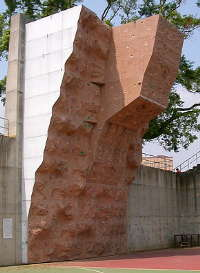
منحوتة "جدار التسلق"
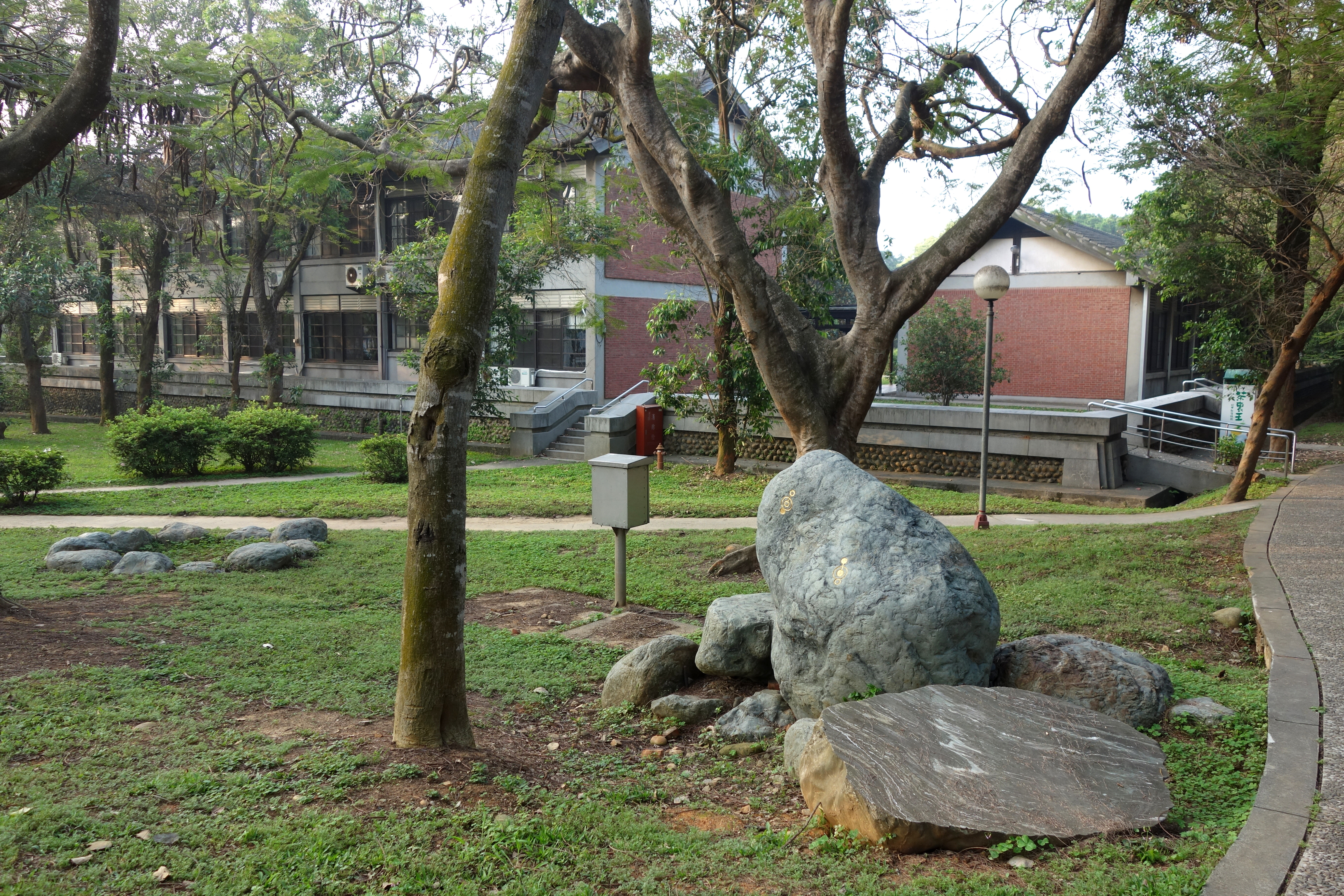
منظر داخلي لحرم الجامعة
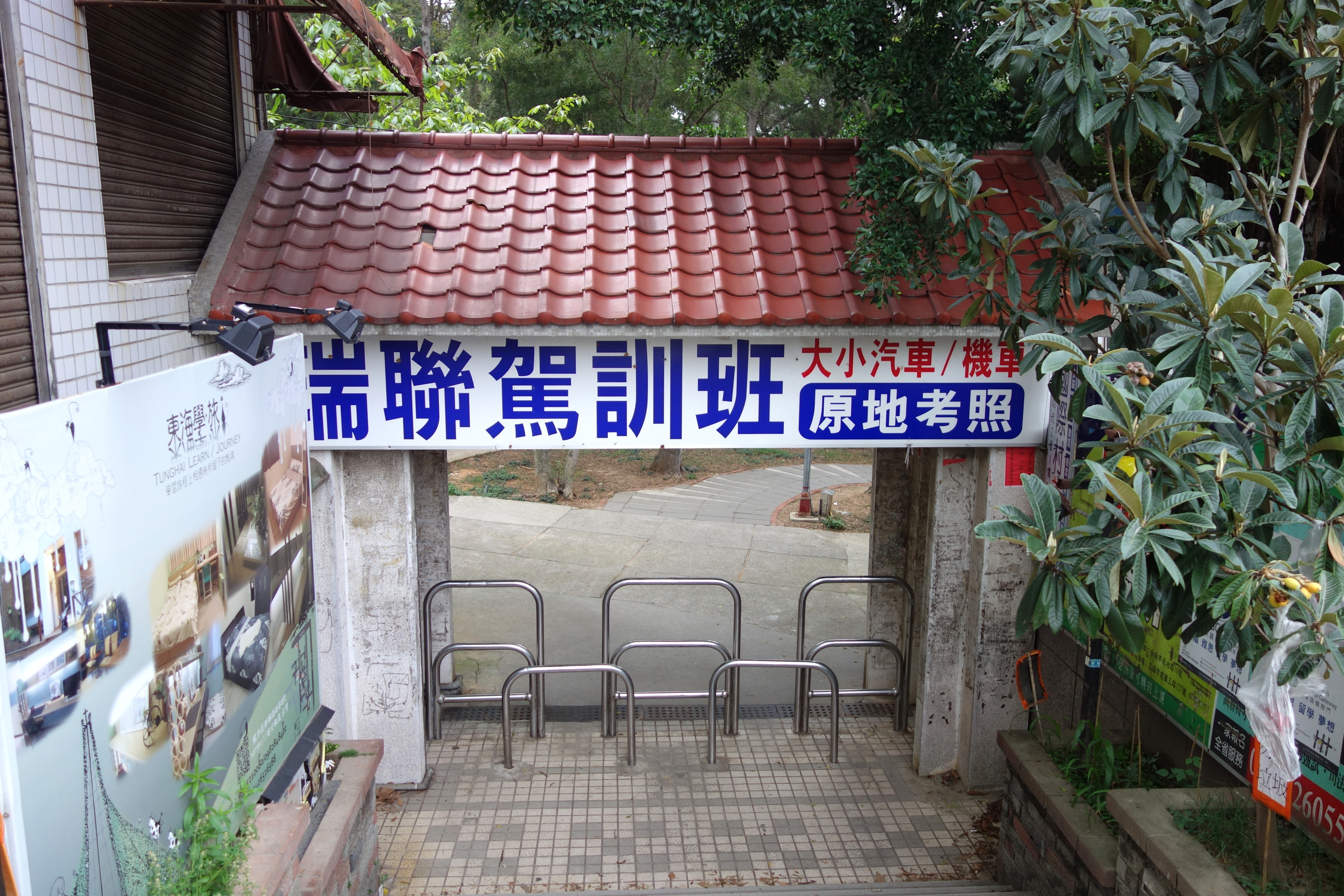
مدخل جامعة تونغهاي
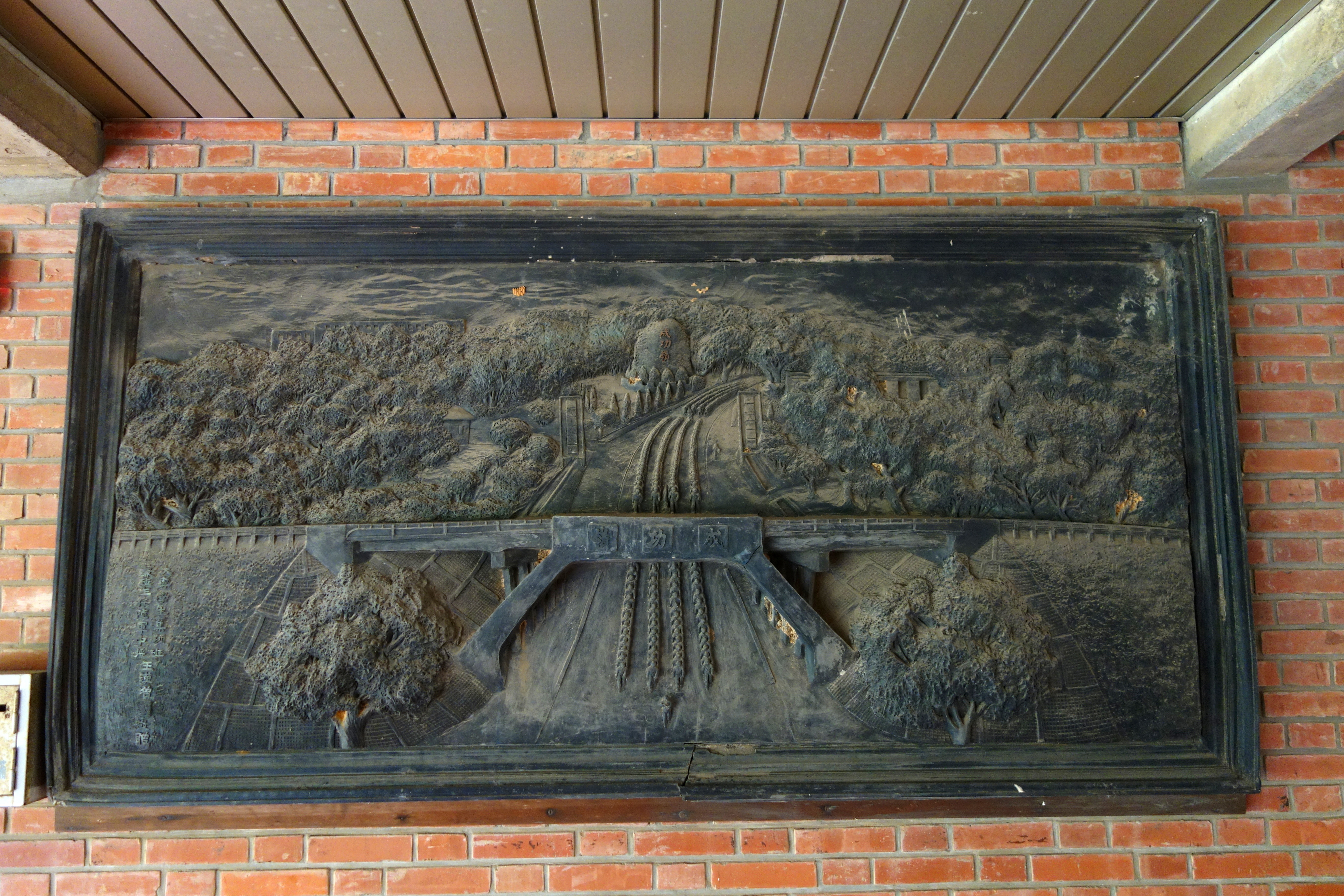
منحوتة "الانعتاق"
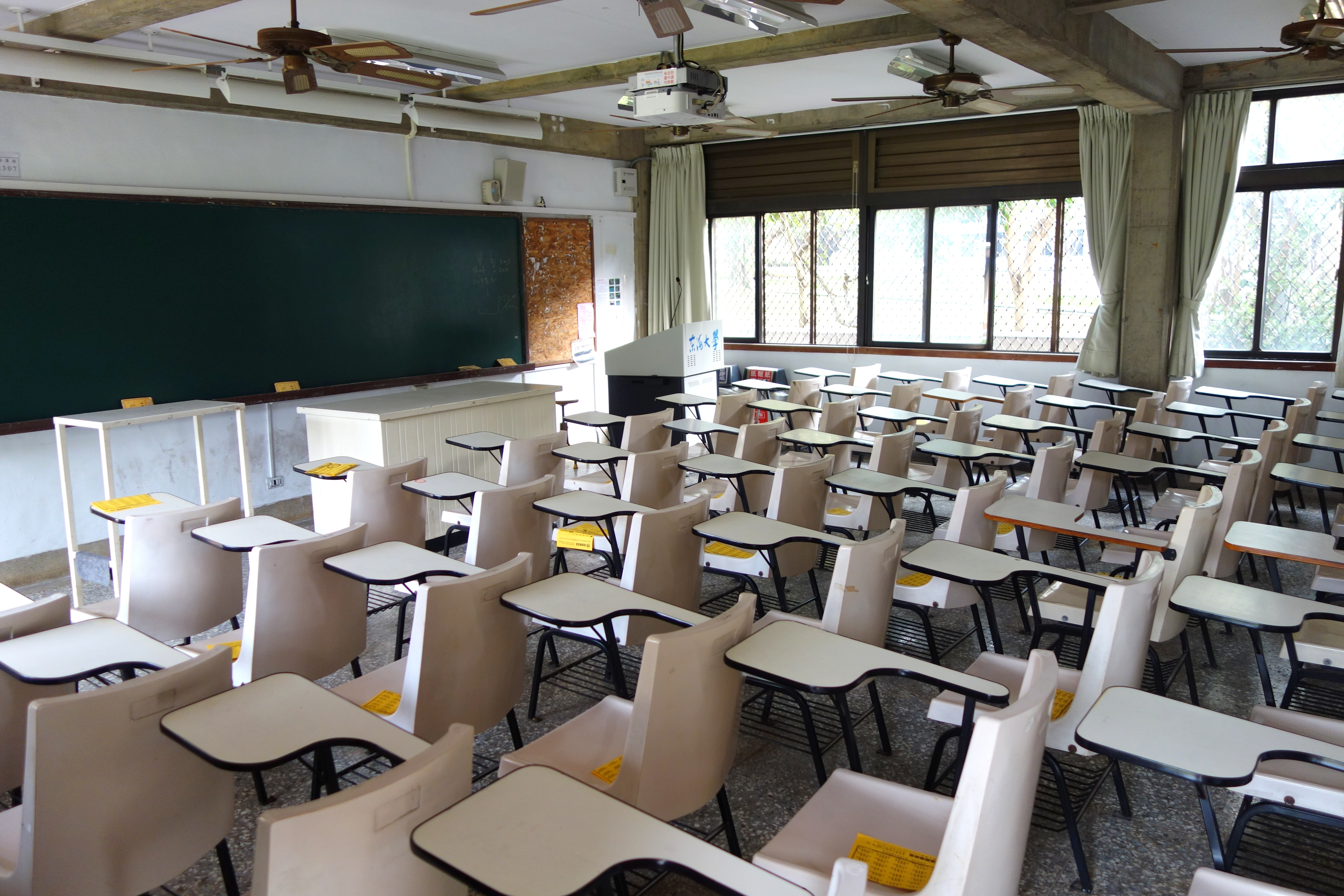
قاعة الدرس
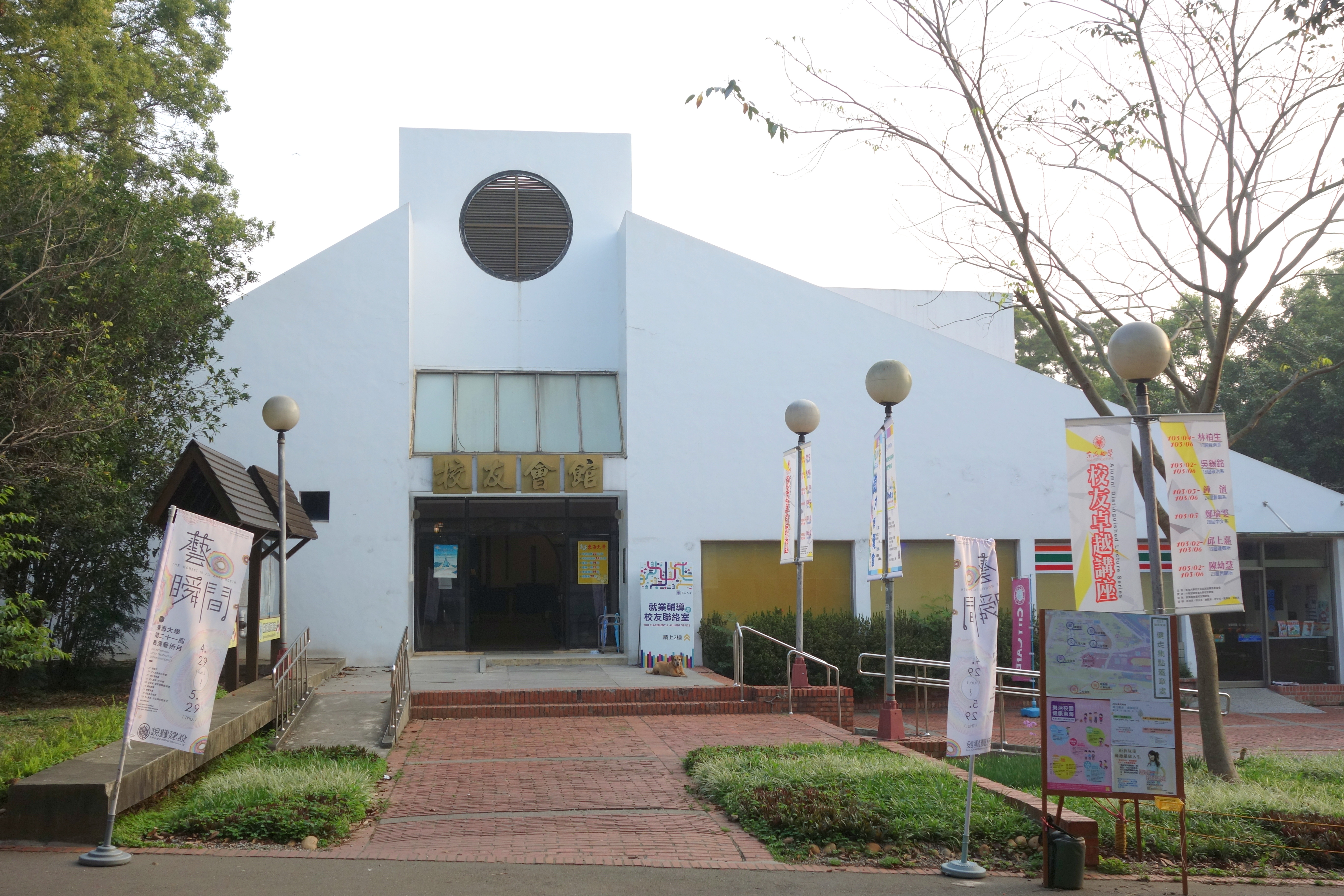
سكن الخريجين
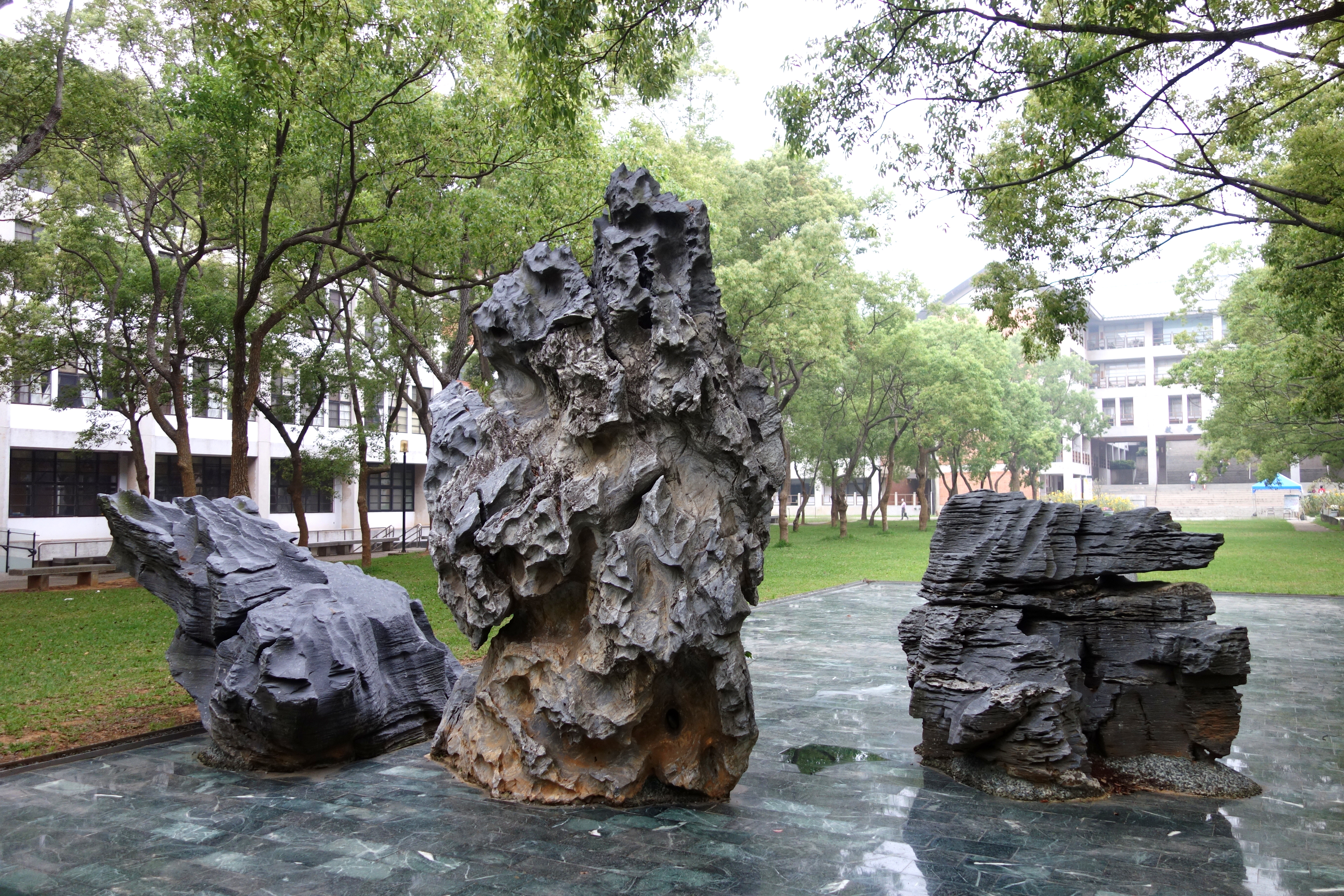
منحوتة "صخرة الدارسين"
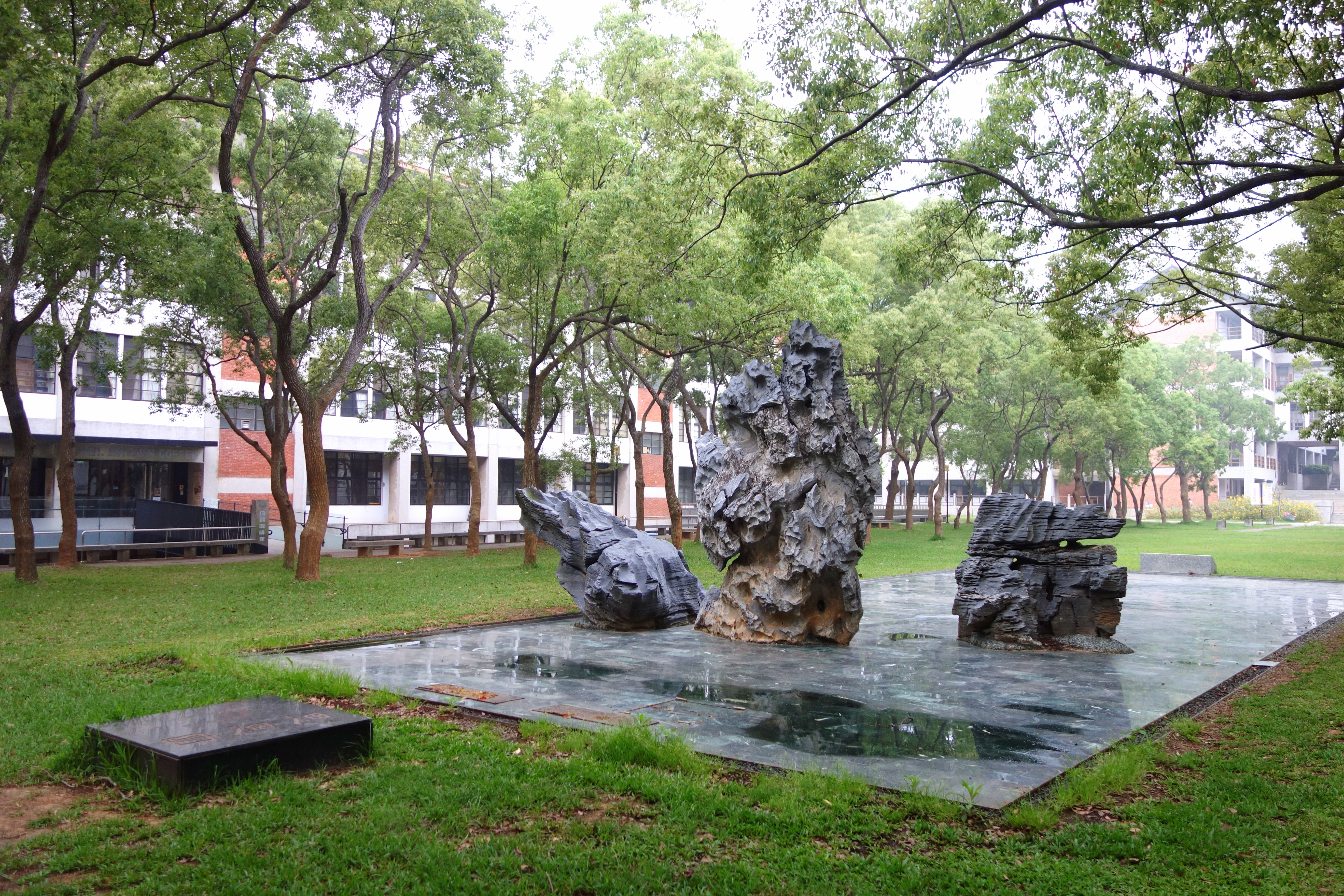
منحوتة "صخرة الدارسين"
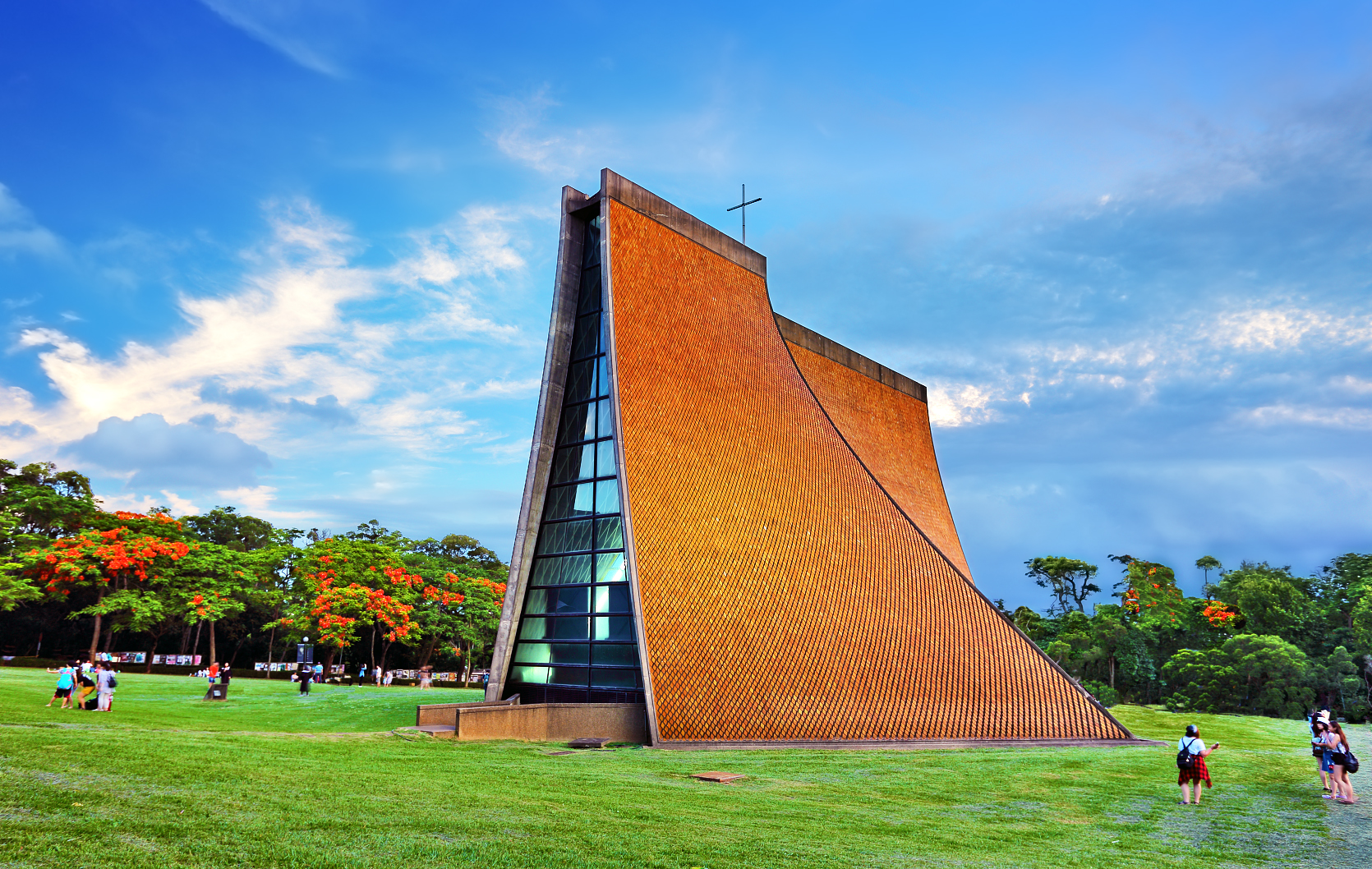
كنيسة لوس التذكارية
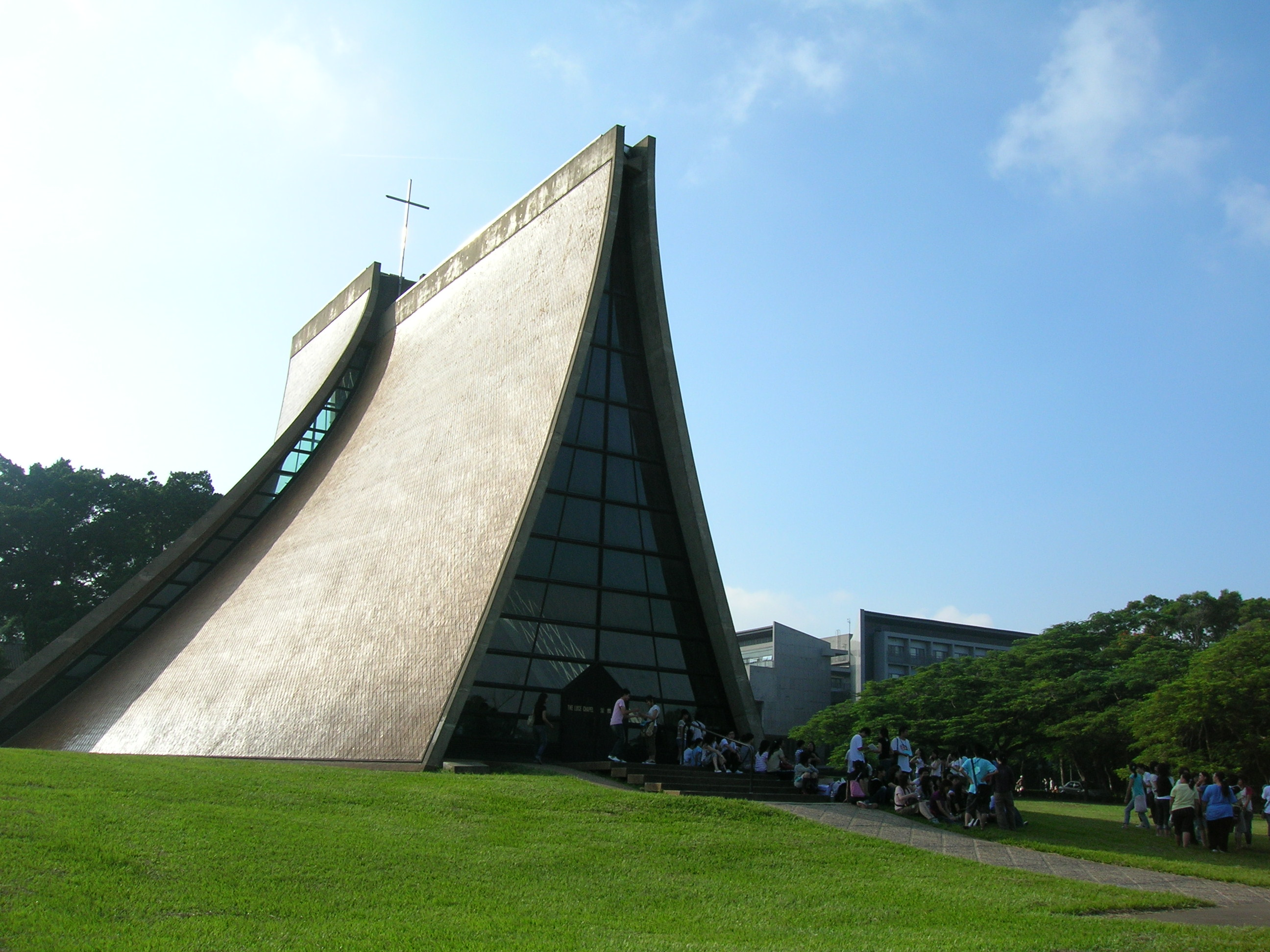
كنيسة لوس التذكارية
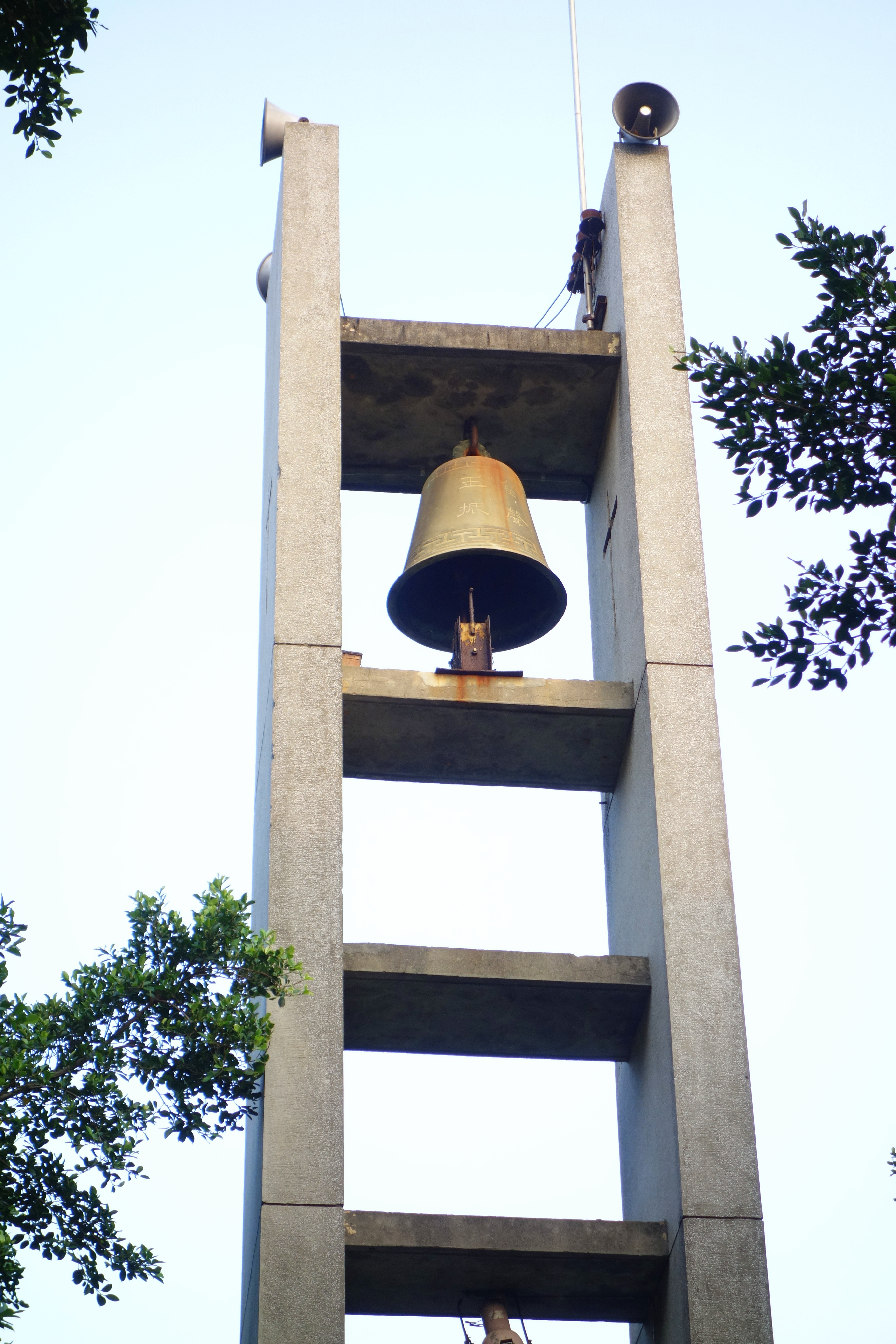
برج الجرس

## روابط خارجية
- جامعة تونغهاي باللغة الصينية
- مكتبة جامعة تونغهاي باللغة الصينية
- اتحاد الجامعات والكليات المسيحية في آسيا، أكوكا
- المجلس المتحد للتعليم العالي المسيحي في آسيا